# 나가시마 시게오
나가시마 시게오(일본어: 長嶋 茂雄, 1936년 2월 20일~2025년 6월 3일)는 일본의 전 프로 야구 선수이자 야구 지도자, 야구 해설가·평론가이다. 지바현 인바군 우스이정(현: 사쿠라시) 출신이며 현역 시절 포지션은 내야수였다.

## 개요

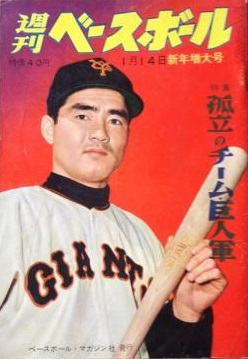
《슈칸 베이스볼》 1959년 1월 14일자 표지

1957년 요미우리 자이언츠에 입단해 오랫동안 요미우리의 4번 타자로서 맹활약했다. 동 시대에 활약한 오 사다하루와 함께 ‘ON포’라고 불릴 정도로 팀의 중심 타선 역할을 맡았는데 두 사람의 타격은 요미우리의 V9 달성에 큰 기여를 했다. 일본 프로 야구에서 400 홈런과 2,000 안타 동시 달성은 사상 최초의 기록이다. NPB 최다 기록에 해당되는 최다 안타 10회 획득, 센트럴 리그 최다 기록인 수위 타자를 6차례나 석권했다. 또한 요미우리 자이언츠 4번 타자로서의 출장 경기수에서 가와카미 데쓰하루 다음으로 역대 2위를 기록했다.
은퇴 후에는 1975~1980년, 1993~2001년에 요미우리 감독을 두 차례나 역임하면서 감독 생활 15년 동안 다섯 차례의 센트럴 리그 우승과 두 차례의 일본 시리즈 우승을 이끄는 등 현역 시절과 감독 생활을 통틀어 일본 프로 야구를 대표하는 명장으로 평가받았다. 선수 시절에 착용했던 등번호 3번은 요미우리의 영구 결번 가운데 하나이다. 요미우리 자이언츠 종신 명예 감독, 일본 프로 야구 명구회 고문, 자이언츠 아카데미 명예 교장 등을 맡았다. 2013년에 국민영예상을 수상했고 2021년에 프로 야구계에서는 최초로 문화훈장을 수여받았다.
‘미스터 프로 야구’(ミスタープロ野球), ‘미스터 자이언츠’(ミスタージャイアンツ), ‘미스터’(ミスター), ‘쵸 상’(チョーさん), ‘불타는 남자’(燃える男) 등 다수의 별명을 가졌다. 혈액형은 B형.

## 인물

### 어린 시절
지바현 인바군 우스이정(현: 사쿠라시)에서 아버지와 어머니 사이에 4남매(형 1명, 누나 2명) 중 막내로 태어나 인바늪 근처에서 자랐다. 아버지는 ‘토시’(利), 어머니는 ‘치요’(チヨ)이며 형 1명·누나 2명의 4남매 중 막내이다. 생가는 농가였지만 토지는 대출하였고 아버지는 동사무소의 회계 담당 책임자나 조역을 하고 있었고 어머니는 의지가 강할 정도의 견실한 사람이었다.
어린 시절 도큐 플라이어스의 오시타 히로시, 한신 타이거스의 소속 선수였던 후지무라 후미오의 활약상을 보면서 야구 선수에 대한 꿈을 가졌다. 후지무라의 대명사였던 ‘빨래 장대’(物干し竿)라고 불린 장척 배트의 스윙을 모방했다. 후지무라를 동경하여 당시 간토 지방 거주자로는 드물게 어린 시절에는 한신팬이었다. 초등학교 4학년 때부터 형의 영향을 받아 야구를 시작했지만 당시에는 종전 직후라는 점도 있어 장비가 그다지 갖추지 못해서 어머니가 구슬로 이용한 단단한 천으로 공을 만들어 주었다고 한다. 또한 글러브도 어머니가 손수 만든 것이고, 처음 쥐었던 방망이도 대나무를 깎아 만든 수제 방망이였다.
초등학교는 우스이 정립 우스이 초등학교(현: 사쿠라 시립 우스이 초등학교)에 입학했다. 초등학교 6학년 때 형이 소속됐던 지역 청년 야구단 ‘하야테 클럽’에 입단하여 형밑에서 유격수로서 활약했다.

### 중학교 시절
중학교에 입학하면서 종전 직후에 야구의 인기가 대단했던 시절에 나가시마도 야구부에 입단했다. 중학교 3년 동안 같은 담임 교사였고 졸업 시에는 옷장을 선물할 만큼 학생들로부터 존경받았는데 한 명의 학생이 선수의 브로마이드를 갖고 온 것이 발단이 되면서 크게 화를 낸 적이 있다. 이전에 학생들에게 앙케이트로 장래 희망을 적게 하면 대부분 ‘프로 야구 선수’라고 적은 걸 보고 너무나 야구에 열중하는 모습에 ‘좀더 장래에 대해 현실적으로 생각해라’라고 하면서 학생 전원을 책상 위에서 정좌시킨 적이 있다. 훗날 그 선생은 “나가시마가 프로 야구의 대스타가 되리라곤 생각치도 못했었다. 아이의 꿈을 무조건에 부정해서는 안 된다”라고 반성했다.

### 고등학교 시절
1951년 4월, 고시엔 출장 경험이 있는 지바 현립 지바 고등학교의 입학도 생각했지만 지바현의 명문고로 알려진 지바 현립 사쿠라 제1 고등학교(현: 지바 현립 사쿠라 고등학교)에 진학했다. 나가시마는 집에서 학교까지 게이세이 전철의 게이세이 본선 게이세이우스이역(당시 자택에서 가장 가까운 역) - 게이세이사쿠라역(고등학고 근처에 위치한 역) 구간을 이용해서 통학했다. 2학년 때는 4번 타자를 맡았는데 고교 시절에는 거의 무명이었지만 고교 시절 마지막 대회이자 지구 예선에서 승리하는 등 다음 단계로 넘어갔고 미나미칸토 대회에 지바현 대표 학교로서 출전했다. 1차전 상대인 구마가야 고등학교와의 경기(1953년 8월 1일, 오미야 구장)에서 당시 유격수였던 나가시마는 경기 전에 부상을 당했던 3루수 스즈키 히데미를 대신해서 3루수를 맡았다. 유격수로서 거듭된 실책을 범했다는 이유로 수비 위치가 변환됐지만 이후에는 3루수로서 정착했다. 이 경기에서는 패했지만 6회초에 상대 투수 후쿠시마 이쿠오로부터 나가시마 본인으로서는 고교 대회에 있어서 유일한 홈런을 때려냈다. 이 날카로운 라이너성 타구의 홈런을 당시 언론들은 비거리를 350 ft(약 107m)라고 추정했다.
이 초대형 홈런에 의해 나가시마는 야구 관계자들의 주목을 끌었는데 당시 나가시마의 홈런 때린 모습을 지켜본 아사히 신문의 기자 구보타 다카유키가 있었고 구보타로부터 그 이야기를 들은 호치 신문 기자 다나카 시게미쓰가, 내야수의 스카우트를 담당하고 있던 후지 제철 무로란 야구부 매니저인 오노 히데오에게 이야기를 했다. 오노는 나가시마에게 후지 제철 무로란에 입사를 권했지만 나가시마의 아버지는 대학 진학을 희망했고 더욱이 상부로부터 홋카이도에서의 신인이 발탁됐다는 연락을 받고 이를 포기했다. 오노는 그 대신에 자신이 다녔던 미토 상업학교(현: 이바라키 현립 미토 상업고등학교)의 선배에 해당하는 스나오시 구니노부가 감독으로 있던 릿쿄 대학의 진학을 권했다. 스나오시의 교육 방침에 감명을 받은 나가시마의 아버지가 요미우리 자이언츠로부터 입단 제의가 있었다는 사실을 나가시마에게 알리지 않는 상태에서 대학 진학을 이유로 거절했는데 프로 입단을 희망하고 있던 나가시마는 화를 냈다고 한다.
같은 해 11월 하순, 시즈오카현 이토 스타디움에서 열린 릿쿄 대학 야구부의 선발 시험에서는 펜스를 직격한 것을 포함한 3개의 안타를 때려내(스기우라 다다시에게서도 안타) 참가자 80명 중 20명이 ‘고시엔 출장조’라고 불리는 가운데 추천 순위 2위로 합격하여(1위는 모토야시키 긴고, 3위는 스기우라) 이를 지켜본 스나오시 감독으로부터 인정받았다.

### 대학 시절

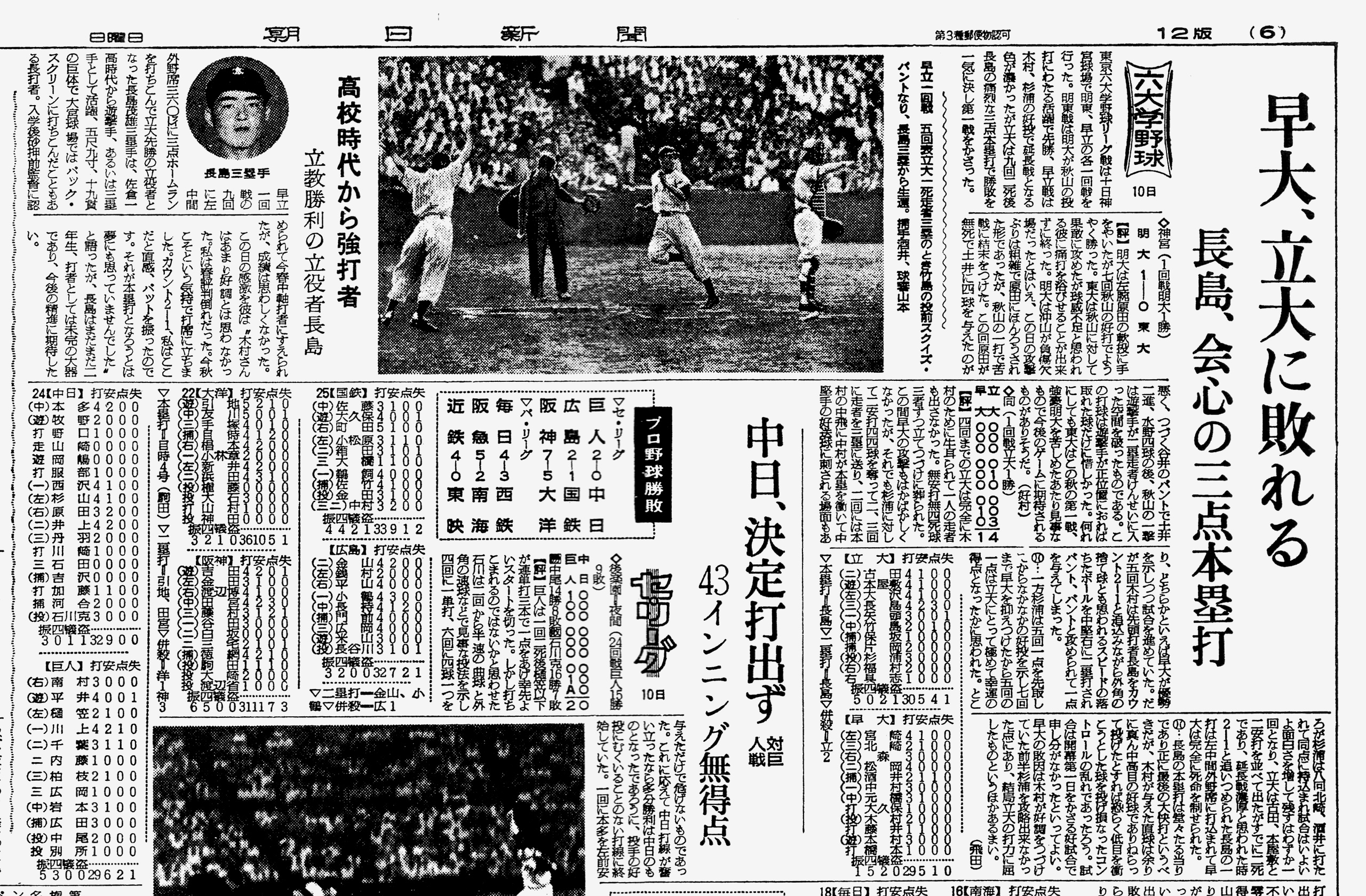
도쿄 6대학 야구 대회에서 나가시마의 활약상을 보도한 1955년 9월 11일자 《아사히 신문》 기사

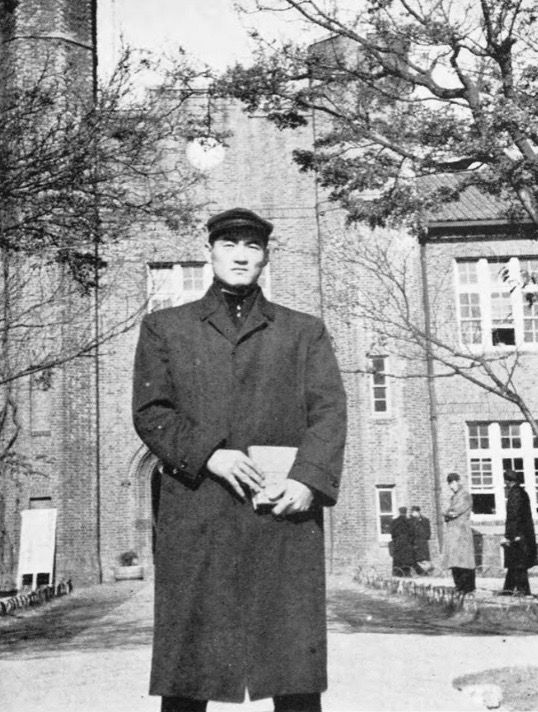
대학교 3학년 시절의 나가시마

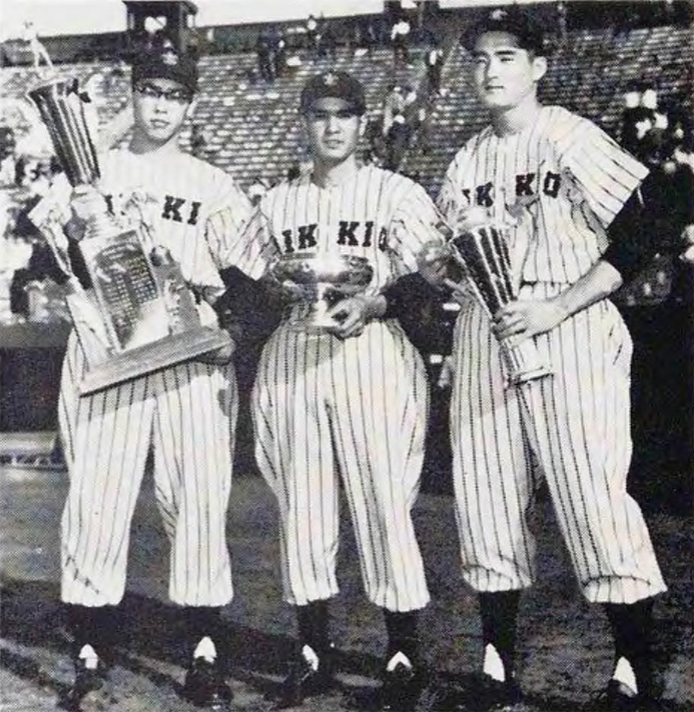
1957년 도쿄 6대학 야구 춘계 대회에서 우승했을 당시의 모습. 왼쪽부터 스기우라 다다시, 모토야시키 긴고, 나가시마

1954년, 릿쿄 대학 경제학부 경영학과에 진학했다. 그러나 같은 해 6월에는 아버지가 갑작스럽게 사망하면서 집안의 가장을 잃은 충격으로 인해 궁핍한 생활이 계속됐지만 당시 인바 지구에서는 인바 지구 내외곽에서 지바·도쿄 방면에 채소를 파는 행상의 수가 늘어난 것도 있어서 어머니가 게이세이 본선과 게이세이 지바선을 이용해 지바와 도쿄로 가서 채소 행상을 하는 등 생계를 유지했다. 이 시기에 대학을 중퇴해서 프로에 입단하겠다는 생각을 했지만 어머니가 반대하여 결국 포기했다. 야구부에서는 스나오시 감독의 총애를 받아 조 디마지오와 요기 베라 등의 플레이를 참고로 한 메이저류의 연습과 스나오시의 자택에 불러가며 연습을 하는 등 ‘특별 대우의 맹훈련’을 거듭한 끝에 주전 3루수가 됐다. 이듬해에는 대학 선배 오사와 마사요시(오사와 게이지) 등이 ‘스나오시 배척 운동’을 일으켰다.
이러한 야구부 환경에 싫증이 나서 1955년(당시 대학 2학년) 무렵에는 동기인 스기우라 다다시(난카이 호크스)와 함께 야구부 합숙소를 빠져나와 스기우라의 고향이자 아이치현에 연고지를 둔 주니치 드래건스 구단 사무소를 방문했다. 이 자리에서 나가시마는 “군대 같은 분위기의 릿쿄 야구부가 싫어졌기 때문에 대학을 중퇴하고 주니치에서 야구를 해서 돈을 벌고 싶다. 계약금은 필요 없다”라고 입장을 밝혔지만 응대한 주니치 구단 대표로부터 제의를 거절당했다.
스나오시가 물러난 이후 쓰지 다케시의 지휘 하에서 입단 동기 스기우라 투수, 주장을 맡은 모토야시키 긴고 내야수(한큐 브레이브스, 한신 타이거스)와 함께 ‘릿쿄 3인방’이라고 불리었다. 도쿄 6대학 야구 리그에서는 1956년 춘계 리그전과 1957년 추계 리그전에서 수위 타자 타이틀을 획득했고 1955년 추계 대회부터 1957년 추계 대회까지 5시즌 연속으로 리그 베스트 나인(3루수 부문)에 선정됐다. 1957년에는 도쿄 6대학 리그의 통산 신기록이 되는 8호 홈런을 때려냈다. 1955년에는 제2회 아시아 야구 선수권 대회 일본 대표(도쿄 6대학 야구 리그 선발 팀)로 발탁됐다. 도쿄 6대학 리그전 통산 96경기에 출전하여 타율 2할 8푼 6리(304타수 87안타), 8홈런, 39타점, 22도루를 기록했다.
타격에 더해 수비나 빠른 발도 야구 관계자들로부터 높은 평가를 받았는데 이시이 렌조는 대학 시절의 나가시마의 수비에 대해 다음과 같이 평가했다.
와세다도 분발해서 3루수와 유격수 사이에 안타성 타구를 때렸지만 거의 나가시마에게 걸려들었어요. 그의 수비 범위는 보통 사람의 두배 정도는 되지 않았을까요. 게다가 수비 자세가 거칠어지지 않았습니다.
 — 이시이 렌조
이미 고등학교 시절부터 프로 입단이 확실시돼 있어 여러 구단에서 나가시마와의 접촉을 꾀하고 있었지만 난카이 호크스로 가는 것이 거의 정해져 있었다. 그 때를 전후하여 요미우리 자이언츠가 나가시마의 가족과 접촉하는 등 설득하는 작전으로 나갔고 어머니로부터 ‘최소한 수도권에 있는 구단으로’라고 간청한 것으로 마음을 결정하게 되어 나가시마는 태도를 바꿔 요미우리에 입단하기로 결정, 11월 20일에 계약을 맺었다. 등번호는 지바 시게루(작년도에 은퇴)가 착용했던 ‘3’번으로 결정했다. 당초엔 가와카미 데쓰하루로부터 ‘15’번을 권유받았으나 이를 거부했다. 가와카미는 ‘15’로 권유한 이유에 대해 ‘14’는 사와무라 에이지, ‘16’은 가와카미였기 때문에 나가시마가 ‘15’번을 붙이면 ‘14’, ‘15’, ‘16’과 3개 연속 영구 결번이 될 것이라는 생각 때문이었다. 나가시마가 고사한 이유는 ‘송구하다’면서도 ‘한 자릿수가 좋았기 때문’이라고 말했다.
입단이 결정된 직후에 가와카미의 자택 근처에서 하숙했다고 하며, 가와카미의 장남이 말하기를 실제로 가와카미와 함께 있는 경우가 많았다고 한다.
계약금은 당시 최고 액수인 1,800만 엔(당시 난카이는 나가시마가 난카이에 입단할 경우 2,000만 엔을 제시하고 있었다)과 연봉은 200만 엔이었다.
훗날 오사와가 말한 바에 의하면 먼저 난카이에 입단해 있던 대학 선배인 오사와랑 두 사람이서 이야기를 하면서 “아무래도 요미우리로 가고 싶습니다”라고 말하는 등 오사와에게 고개를 숙였다고 한다. 오사와는 “그 일이 없었더라면 지금의 나가시마 시게오는 없었을 것이다”라고 말했다. 그러나 이 건도 있어서 그 후에도 오사와에게는 고개를 들지 못했다고 한다. 나가시마의 획득에 진력하고 있던 당시 난카이 감독이었던 쓰루오카 가즈토에겐 시범 경기 때 직접 찾아가 난카이 입단을 거절한 것에 대해 사과했고 거기에 대해 쓰루오카는 “간토 지방 사람은 간토 지방의 연고지가 있는 팀에 들어가는 것이 제일 좋다”라고 웃으면서 대답했다고 한다.

### 프로 야구 선수 시절

#### 신인 시절

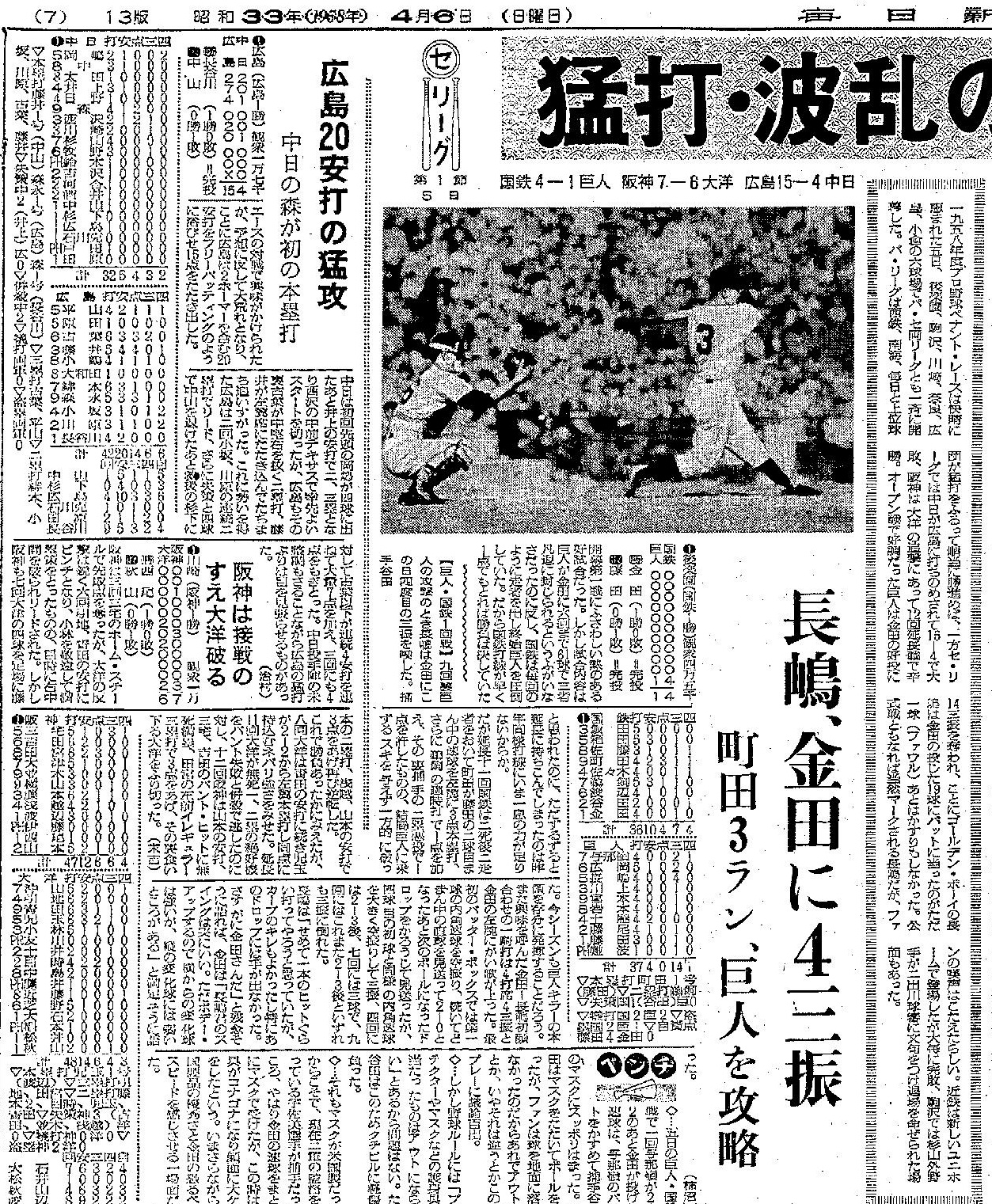
1958년 당시 마이니치 신문은 나가시마가 상대 투수인 가네다 마사이치로부터 4타석 연속 삼진을 당했다는 내용의 관련 기사를 실었다.

도쿄 6대학 리그에서의 맹활약했던 것을 발판 삼아 입단 당시부터 골든 보이(ゴールデンボーイ), 또는 허리케인(ハリケーン)이라는 별명이 붙여지는 등 입단 당시부터의 활약이 크게 기대되고 있었다. 1958년 4월 5일, 개막전인 고쿠테쓰 스왈로스전에서 3번 타자로 선발 출전해 개막전 데뷔를 이뤘지만 고쿠테쓰의 에이스인 가네다 마사이치로부터 4타석 연속 삼진을 당했는데 이 모든 게 혼신의 풀스윙 삼진이었다고 전해졌다. 또 다음날의 경기에서도 구원 등판한 가네다에게 삼진을 당했다. 오픈전 중에 어느 해설자가 나가시마를 칭찬해 ‘가네다를 쓰러뜨리는 것이 당연하다’라는 취지의 발언을 했던 것을 우연히 들은 가네다는 격앙된 반응을 보였고 이 날의 등판을 위해서 특별 훈련을 거듭했다. 하지만 이후 나가시마도 가네타를 상대로 안타를 때려냈고 이듬해 개막전에서는 홈런을 때렸다. 나가시마는 가네다와 여러 차례 상대하면서 통산 전적은 타율 0.313, 18홈런을 기록했다.
데뷔 이틀 후인 4월 7일 고쿠테쓰전에서 미쓰바야시 세이지를 상대해 첫 안타를 때려내는 것을 시작으로 4월 10일 다이요 웨일스전에서 곤도 마사토시로부터 첫 홈런을 기록하여 본래의 힘을 발휘했다. 8월 6일 히로시마전부터는 요미우리의 중심 타자였던 가와카미 데쓰하루를 대신하는 4번 타자가 되면서 팀의 리그 우승에 기여했다.
같은 해 9월 19일 히로시마전에서는 우가리 미치오로부터 신인으로서의 신기록(당시)이 되는 28호 홈런을 때렸지만 1루 베이스를 실수로 밟지 않은 바람에 결국 홈런이 취소되는 상황이 벌어졌다(당시 기록은 투수 땅볼이었다). 만약 1루 베이스를 밟았을 경우에는 신인으로서 또는 요미우리 선수로서도 유일한 ‘트리플 쓰리’(타율 3할, 홈런 30개, 30도루) 기록이 달성되는 순간이었다. 나가시마는 다음날 9월 20일 오사카 타이거스전에서 28호 홈런을 기록하여 신인 신기록을 달성했지만 이듬해 구와타 다케시가 31홈런을 기록하면서 나가시마의 기록을 경신했다.
최종 타격 성적은 홈런 29개, 92타점을 기록해 홈런왕과 타점왕 등 연달아 석권했고 타율에서는 오사카 타이거스 소속이던 다미야 겐지로와의 수위 타자 타이틀을 놓고 경쟁을 펼쳤지만 다미야가 시즌 종반에 결장한 이후 전 경기 출전을 계속하고 있던 나가시마는 타율이 떨어지면서 최종적으로는 타격 2위인 3할 5리에 끝났다. 그러나 시즌 최다 안타인 153개를 기록하였고 도루 부문에서도 리그 2위인 37개를 기록하는 등 센트럴 리그 신인왕 타이틀을 차지했다. 또한 2루타(34)도 리그 최다였지만 3루타는 다미야에게 1개 미치지 못하고 8개에 그쳤고 ‘2루타, 3루타, 홈런 모두 리그 최다’라는 대기록을 놓쳤다(그 후에도 달성자는 없음).
신인 기록에서는 1956년 사사키 신야(다카하시 유니온스)에 뒤를 이은 역대 두 번째이자 센트럴 리그에서는 처음이다. 신인 선수로서의 전 이닝 출전 기록은 그 후 1961년에 도쿠타케 사다유키(고쿠테쓰 스왈로스), 2017년에 겐다 소스케(사이타마 세이부 라이온스)가 기록했다. 또 신인으로서의 89득점은 도쿠라 가쓰키의 90득점에 뒤를 이은 역대 2위이며 신인으로서의 센트럴 리그 기록이다. 그 외에 신인 선수로서 34개의 2루타는 역대 1위, 290루타는 역대 1위, 153안타는 센트럴 리그 기록(2019년에 한신 타이거스의 지카모토 고지에 의해서 기록이 깨질 때까지), 92 타점은 센트럴 리그 기록이며, 타율·홈런·도루도 각각 신인으로서는 역대 5위 이내에 들어가 있다. 시즌 맹타상 14회도 신인 기록이다. 신인으로서의 타격 2관왕은 1950년 이후 NPB에서는 가장 유일하다.

#### 천황 참관 경기

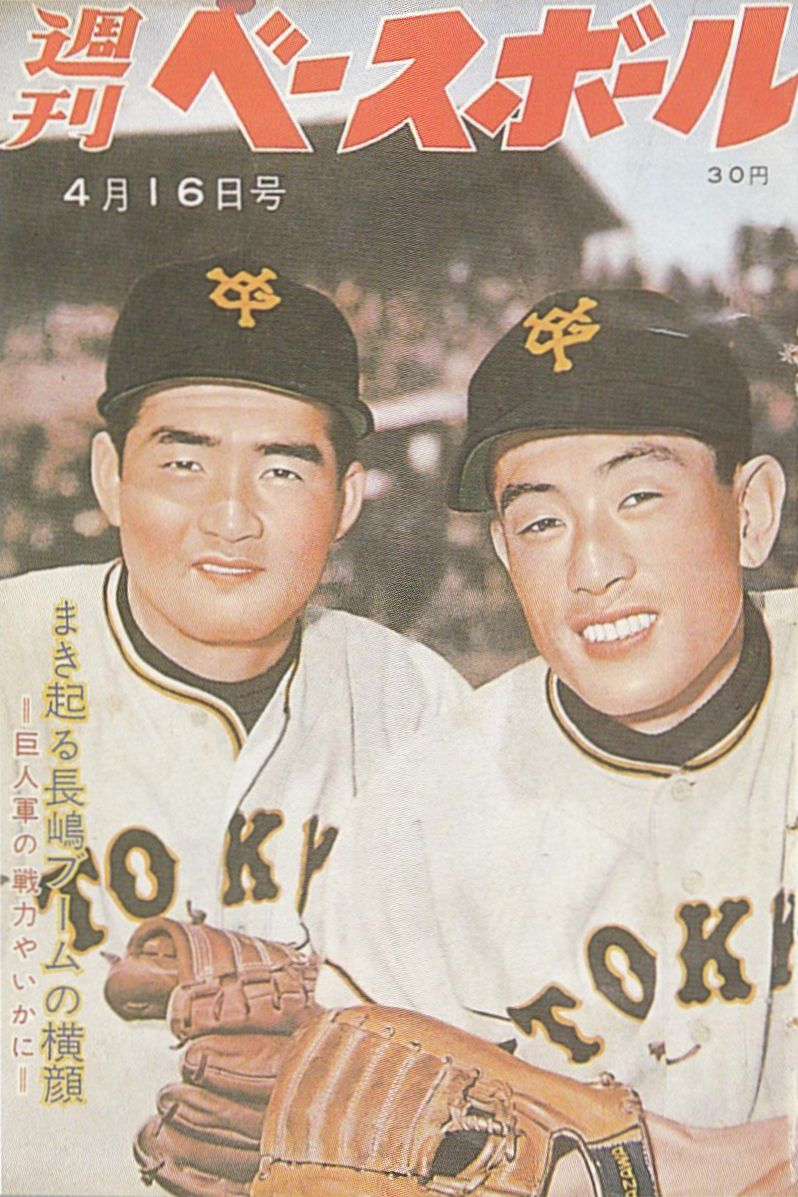
잡지 《슈칸 베이스볼》 1958년 4월 16일자 표지 모습, 왼쪽은 나가시마, 오른쪽은 히로오카 다쓰로

1959년 6월 25일, 고라쿠엔 구장에서 열린 한신전에서는 일본 프로 야구 사상 최초의 천황 참관 경기(천황이 관전한 경기이며 당시는 쇼와 천황)로 치러졌다. 이 경기에서는 한신이 먼저 1점을 얻었지만, 5회에 나가시마와 5번 타자인 사카자키 가즈히코가 연속으로 홈런을 때려내며 요미우리가 역전했다. 6회에는 한신이 3점 홈런을 기록하면서 승부를 뒤집었지만 7회에 6번 타자 오 사다하루가 2점 홈런을 때려내면서 동점을 만들었다. 9회말, 타석에 들어선 선두타자 나가시마는 볼카운트 2-2로부터 두 번째 투수 무라야마 미노루가 던진 5구째에 몸쪽을 노려 공을 때려냈는데 타구는 좌측 관중석을 향해 극적인 끝내기 홈런이 되면서 경기는 요미우리의 승리로 끝났다. 이 경기는 대학 야구 시절부터 슈퍼스타였던 나가시마가 때려낸 끝내기 홈런이었던 점도 있고 그 드라마성도 더해져서 크게 보도돼 나가시마의 강한 승부 감각이 일본 내에 널리 알려지게 됐다. 그 때까지는 대학 야구가 가장 인기여서 돈으로 야구를 하는 프로 야구는 경멸하는 면이 있었는데 이후에는 일본 국내에서 프로 야구의 인기가 높아져 갔다. “이 경기에서 프로 야구의 융성은 시작됐다”라고도 일컬어지고 있다.
당시 나가시마의 끝내기 홈런은 좌측 폴대 상단에 꽂힌 것이어서 무라야마는 1998년에 사망할 때까지 이 에피소드에 대해서는 “그 홈런은 원래 파울볼이었다”라고 말하고 있었다. 참고로 이 경기에서는 당시 신인이었던 오 사다하루도 홈런을 기록했다. 이것은 ‘ON 동반 홈런’ 제1호이다.
2년째가 된 1959년 시즌에는 시즌 도중까지 퍼시픽 리그의 가쓰라기 다카오와 함께 3관왕을 목전에 두고 있었지만 막판에 홈런과 타점은 늘어나지 않았다. 2위 이이다 도쿠지(2할 9푼 6리)와의 격차가 크게 벌어진 타율 3할 3푼 4리를 기록해 본인에게 있어서는 처음으로 수위 타자 타이틀을 차지했다. 홈런은 리그 3위인 27홈런, 타점은 리그 4위인 82타점을 기록했다. 이듬해 1960년에도 은퇴한 1974년을 제외하면 개인 최저 기록인 16홈런, 64타점이면서도 타율 3할 3푼 4리를 기록하여 2년 연속 수위 타자를 차지했고 4번 타자이면서도 리그 2위인 31개의 도루를 기록했다. 1961년에는 타율 3할 5푼 3리로 2위 곤도 가즈히코(3할 1푼 6리)와의 큰 격차를 내면서 3년 연속이 되는 수위 타자를 석권했고 생애 첫 센트럴 리그 MVP에 선정되는 영예를 안았다. 시즌 28홈런을 기록하면서 홈런왕까지 차지했지만 타점은 리그 2위에 해당되는 86타점을 기록하여 그 해에 타점왕을 차지한 구와타 다케시와는 8개 차이를 나타냈다. 같은 해 35개의 고의 사구는 당시의 일본 기록이었다.

#### ON포

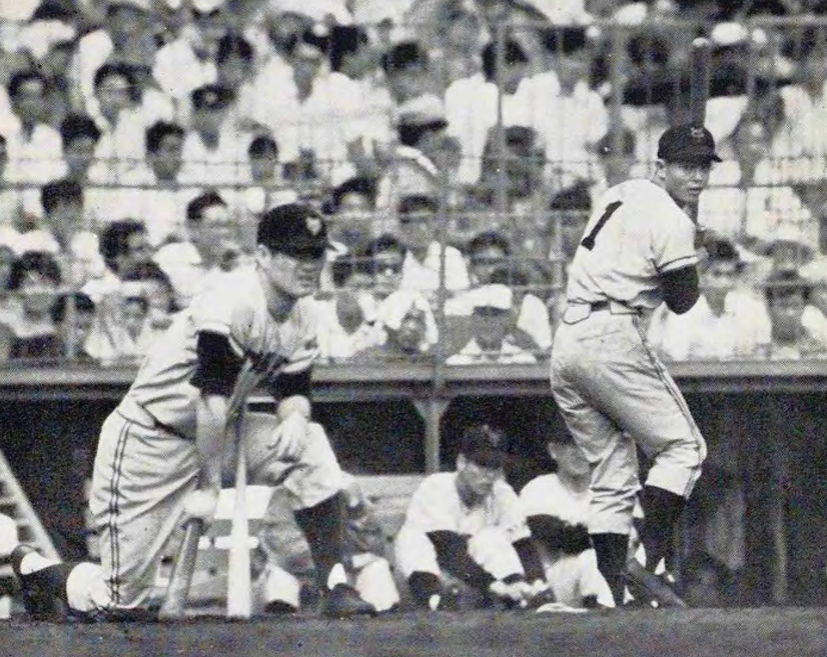
‘ON포’라 불리던 오 사다하루(오른쪽)와 나가시마(1963년 촬영)

1962년에는 타율 2할 8푼 8리를 남겨 리그 5위(수위 타자는 모리나가 가쓰하루의 3할 7리)로 끝났지만 홈런과 타점 부문은 각각 리그 2위, 도루는 리그 3위를 기록했다. 그 해 팀내 절친한 사이이자 동고동락을 하며 지내온 사다하루가 홈런왕과 타점왕 등 연거푸 타이틀을 차지하여 사다하루와 함께 팀 타선의 주축이 된 일명 ON포(사다하루와 나가시마의 영문 이니셜)라고 불리기도 했다. 이것은 메이저 리그인 뉴욕 양키스의 미키 맨틀과 로저 메리스를 MM포에 비유했다. 나가시마는 이 애칭의 표현대로 요미우리의 간판 4번 타자로 맹활약을 했는데 타순은 통상적으로 3번 사다하루·4번 나가시마였지만 두 선수의 컨디션에 따라 나가시마는 3번, 사다하루는 4번으로 자주 바뀌기도 했다. 요미우리는 1965년부터 1973년까지 일본 시리즈를 9연패를 달성하여(V9) 이들 두 사람은 당시의 팀을 대표하는 선수였다.
1963년은 타율 3할 4푼 1리, 37홈런, 112타점으로 수위 타자와 타점왕을 동시에 석권했고 홈런은 사다하루의 40홈런에 뒤를 이은 리그 2위를 차지하면서 사다하루의 타점도 나가시마에 뒤를 잇는 리그 2위였다. 2년 만의 리그 우승과 일본 시리즈 우승에 막대한 공헌을 하는 등 통산 2번째의 센트럴 리그 MVP를 수상했다. 이듬해 1964년에는 리그 3위가 되는 31개의 홈런을 기록해 타율과 타점은 모두 리그 4위를 기록했다. 1965년에는 사다하루의 104타점에 뒤를 잇는 80타점(리그 2위)을 남기는 등의 맹활약을 했다.
1966년 나가시마의 시즌 타율은 3할 4푼 4리를 남겨 통산 5번째의 수위 타자를 획득했고 26홈런과 105타점은 각각 사다하루에 뒤를 이은 리그 2위였다. 그리고 통산 3번째인 센트럴 리그 MVP를 수상했다. 가을에는 미일 야구 대회 참석차 일본을 방문한 로스앤젤레스 다저스의 회장이 ‘나가시마가 우리 팀에 들어오면 좋겠다. 양보해달라’라고 쇼리키 마쓰타로 구단주에게 타진했지만 ‘나가시마가 없어지면 일본 야구는 10년 늦는다’라고 거절했기 때문에 메이저 리그 이적은 이뤄지지 못했다. 그러나 이듬해 1967년에는 입단 이후 처음으로 타율이 10위권에서 벗어나는 등 부진을 겪었다. 특히 그해 5월 27일 주니치전에서는 9회에 요미우리가 3점을 따라붙는 상황에서 가와카미 감독으로부터 대타를 투입하겠다는 통보받고 교체되는 등의 불운도 있었다.

#### 난투극이 일어난 직후의 홈런
1968년 9월 18일 한신과의 더블헤더 2차전에서는 요미우리가 초반부터 주도권을 잡았고 5대 0이 된 4회초에 3번 타자였던 사다하루를 한신 투수인 진 바크가 2구 연속으로 위협구 수준의 공을 던졌다. 사다하루는 마운드로 몇 걸음 다가가 항의하는 자세를 보였지만 바크의 손가락 미끄러짐 등의 몸짓을 이해하며 타석으로 돌아가려 했다. 그리고 바크도 마운드에 돌아와 몸을 굽히는 순간 3루 코치 박스에 있던 아라카와 히로시가 등 뒤에서 바크에게 기습적으로 달려들어 동시에 난입하던 요미우리 선수들이 바크에게 덤벼들었다. 뒤늦게 한신 벤치에서도 선수와 코칭 스태프들도 뛰쳐나와 양 팀의 난투극으로 번졌다. 이 난투극으로 바크와 요미우리의 아라카와 타격 코치는 퇴장당했다. 또한 분명히 의도를 가지고 바크에게 맨 몸으로 덮친 아라카와는 훗날 상해죄로 기소되는 등 사법처리를 받았다. 바크는 이 난투극으로 인해 오른쪽 손가락이 골절돼 그 해의 시즌을 제대로 뛰지 못했을 뿐만 아니라 현역 은퇴에 내몰렸다. 그리고 바크를 대신해 곤도 마사토시가 등판했지만 사다하루의 머리 뒷부분을 직격하는 사구를 던졌다. 구종은 커브이며 머리 뒷부분을 향한 사구였지만 그 충격으로 인해 사다하루가 들것에 옮겨졌다(이상 현장에서의 목격담). 이 사건은 요미우리가 다루기 곤란한 바크(노히트 노런을 노리고 있었음)를 배제하기 위해서 짠 잔꾀라고도 말해졌다. 경기는 20분 동안 중단됐다. 난투극에 가담하지 않았던 나가시마(V9이 결정된 고시엔 구장 난입 사건에서도 가장 먼저 그라운드를 탈출했다. 미처 피하지 못한 사다하루는 한신팬에게서 나막신으로 얻어맞는 봉변을 당했다)는 그 직후, 다음 타석의 나가시마는 곤도가 던진 커브를 노려 3점 홈런(시즌 35호)을 때려냈을 뿐만 아니라 8회에도 2점 홈런을 때려내는 등 혼자서 팀 승리에 기여하는 역할을 했다.
1968년 시즌에는 사다하루와 치열한 타격 경쟁을 벌였던 나가시마였지만 결과적으로 사다하루에 이은 타율 3할 1푼 8리(리그 2위), 사다하루와 데이브 로버츠에 이어 39개의 홈런(리그 3위)과 리그 최다인 125타점을 기록해 타점왕을 석권했다. 39홈런은 2019년에 사카모토 하야토에게 추월당하기 전까지 요미우리의 토박이 일본인 우타자로선 한 시즌 최다 기록이었다. 또한 통산 4번째인 센트럴 리그 MVP를 수상했다.
1969년에는 사다하루와 로버츠에 이은 타율 3할 1푼 1리(리그 3위)와 32홈런(리그 4위), 그리고 시즌 최다인 115타점을 기록하면서 타점왕을 차지했다. 그 해에는 야구계 최고 연봉에 해당되는 4,560만 엔으로 서명했다.

#### 현역 후반기
1970년에는 타율이 리그 10위에 머물면서 침체됐지만 한편으론 리그 5위의 타이 기록인 22홈런과 리그 최다인 105타점을 기록해 3년 연속 타점왕을 차지했다. 1971년 1월 20일에는 요미우리 13대 주장으로 발탁됐고 같은 해 5월 25일 야쿠르트전에서는 상대 투수 아사노 게이시로부터 역대 5번째가 되는 통산 2000안타를 달성했다. 1708경기에서의 2000안타 달성은 가와카미 데쓰하루에 이어 가장 빠른 기록(역대 2위)이며 우타자로서는 역대 최고 속도 기록이다. 또한 대졸자로서 프로에 들어간 프로 야구 선수로서는 첫 달성자가 됐다. 1971년 시즌에는 2위 기누가사 사치오와의(2할 8푼 5리) 격차가 크게 벌어진 3할 2푼의 타율을 남기는 등 통산 6번째의 수위 타자가 됐다. 35세 나이에 수위 타자 획득은 당시 가와카미 데쓰하루와 함께 일본 프로 야구 최고령 기록이었다(생일인 관계로 엄밀하게는 나가시마쪽이 웃돈다. 1979년에 다이요 소속이던 펠릭스 미얀이 경신). 34홈런과 86타점은 각각 사다하루에 뒤를 이은 리그 2위였다. 시즌 종료 후인 12월 27일에는 다음 시즌부터 코치를 겸임하는 것으로 공식 발표했고 통산 5번째인 센트럴 리그 MVP에 선정됐다.
플레잉 코치로서 맞이한 1972년 시즌에는 92타점(리그 3위)과 27홈런(리그 4위)을 기록한 반면 타율은 10위권에서 벗어났다.
이듬해 1973년에도 타율 0.269, 20홈런, 76타점을 남기면서 성적이 점점 떨어졌다. 힘이 쇠약해진 나가시마는 이미 4번 타자의 자리를 사다하루에게 내줬지만 9월에 있은 야쿠르트전에서 결정적인 수모를 당했다. 야쿠르트는 4번 타자인 사다하루를 5연타석 고의 사구로 내보냈고 모든 타석에서 5번 타자였던 나가시마와 승부를 걸었다. 그러나 결과는 1안타에 그쳤지만 득점 기회가 있던 타석에서 모두 범퇴로 물러났다. 적장의 지휘에 어쩔 수 없는 스스로를 알게 됨으로써 야구계의 중심이 나가시마에서 사다하루로 바뀐 것을 알게 됐다. 10월 11일 고라쿠엔 구장에서 열린 한신전에서 3루 수비 도중 고토 가즈아키의 타구에 오른손 새끼손가락에 맞아 골절상을 입어 남은 경기에 결장을 피할 수 없게 됐다. 난카이 호크스와의 일본 시리즈에서는 1루 코치로서 출전했다.
나가시마는 한신과의 직접 대결을 하루 앞둔 그해 10월 9일, 가와카미 감독과 히라카와초의 음식점에서 회식 자리를 가졌는데 그 자리에서 가와카미로부터 올해 말까지 현역에서 은퇴하고 감독직을 맡아달라는 권유를 받았다. 하지만 나가시마는 다음 시즌에도 현역 생활을 계속하겠다는 입장을 밝히면서 가와카미도 이를 받아들였기 때문에 이듬해인 1974년에도 가와카미가 감독을 맡게 되면서 나가시마는 현역 생활을 계속 이어가게 됐다.

#### 현역 은퇴 선언, 그리고 은퇴 경기
1974년 올스타전 출전 이후 감독인 가와카미와 구단에 재차 은퇴 의사를 전했다. 당초 구단은 정식 발표를 11월 24일 팬 감사데이로 예정하고 있었지만 자신이 ‘팬들에게 직접 감사의 말을 전하고 싶다, 우승하지 못할 경우 최종전 종료 직후에’라고 희망했다. 구단 홍보담당부장 오노 하루아키는 억측에 의해서 확대 해석하는 것은 대선수의 만절을 더럽힐 수도 있다고 판단해 각 신문사의 체육 기자 부장들을 불러모아 함구령을 내렸다.
10월 12일, 주니치의 리그 우승이 확정되면서 요미우리의 리그 10연패 달성이 무산된 날에 나가시마는 현역 은퇴를 표명했다. 다음날 주요 스포츠 신문들은 나가시마의 현역 은퇴 관련 기사를 1면 머릿기사로 실을 정도로 도배된 반면 주니치의 우승은 묻혀 버렸다. 은퇴 기자회견에서 나가시마는 다음과 같이 말했는데 주니치와의 나머지 2경기에 출전하겠다고 말했다.
| “ | 나는 엉망진창이 될 때까지 (야구를) 할 수 있어서 행복했습니다. 마지막까지 경기에 나가겠습니다. | ” |

또한 다른 인터뷰에서는 “‘내일은 분명 좋은 일이 있을 것이다’, 그 날 최선을 다해도 잘 안된다고 하더라도 나는 그렇게 믿고 그저 열심히 방망이를 휘둘러 왔다. 후회는 없다”라고 말하는 등 자신의 현역시절에 대해 되돌아 보기도 했다.
은퇴 기자회견 다음날인 10월 13일에는 주니치와의 더블헤더가 나가시마의 은퇴 경기로 치를 예정이었지만 우천으로 인한 14일에 순차 연기됐다. 그 날은 주니치의 리그 우승 기념 퍼레이드와 같은 날이었으며 주니치측은 요나미네 가나메 감독을 포함한 호시노 센이치, 다카기 모리미치 등의 주력 선수들은 퍼레이드에 참가할 것을 우선했기 때문에 힘이 쇠약해진 선수나 1군에 절반이나 머물렀던 선수들이 출전하게 됐다. 요나미네 감독, 호시노, 다카기 등은 나가시마에게 전화를 걸어 자신들의 무례함에 대해 사과했지만 나가시마는 이에 대해 “(주니치에 있어서는 1954년 이후)20년 만의 리그 우승을 마음껏 축하해 달라”라고 대답했다.
은퇴 경기를 앞둔 미팅에서 나가시마는 팀 동료들에게 “미련은 없다. 모두들 언젠가는 은퇴하는 날이 오겠지만 그것까지 최선을 다해 후회가 없는 플레이를 해주었으면 한다”라고 말했다. 그 후, 이 해에 사상 최초의 2년 연속 3관왕을 달성했던 사다하루에게 슬그머니 “미안하다, 오늘은 들러리가 돼 달라”고 말했다. 이에 대해 사다하루는 웃으면서 “오늘은 기분좋게 동반 홈런 타자로서 가보자”라고 대답했다.
은퇴 경기에서의 1차전에서 3번·3루수로 선발 출전했고 두 번째 타석에서는 무라카미 요시노리로부터 홈런을 때려냈는데 이 홈런이 현역 생활에 있어서는 마지막 홈런(통산 444호)이었다. 이 경기에서는 사다하루도 홈런을 때려냈다. 사다하루의 말대로 마지막(106개째)의 ‘ON 동반 홈런’을 기록했다. 1차전 종료 직후 나가시마는 외야 펜스를 따라 눈물 흘리면서 팬들에게 인사를 했고 애초에는 2차전 종료 후 장내를 일주할 예정이었는데 예상 외의 행동을 한 것이다. 나가시마는 이 때의 행동에 대해서 다음과 같이 말했다.
| “ | 오늘만큼 관중석에서 흘러나온 박수가 가슴에 와닿은 적은 없었다. 1차전이 끝나면 나도 모르는 사이에 외야에 발길이 향하고 있었다. | ” |

계속되는 더블헤더 2차전에서는 4번·3루수로 출전했다. ‘4번·3루수 나가시마’라는 안내방송이 나오자 고라쿠엔 구장은 환호성이 울려퍼졌다. 가와카미 감독은 이 경기에서 포수 모리 마사히코, 유격수 구로에 유키노부를 기용했다. 나가시마는 5회말 두 번째 타석에서 중견수 앞에 안타를 때려냈는데 이것은 현역 생활에 있어서의 마지막 안타이자 통산 2471번째의 안타였다. 8회말 1사의 주자 1, 3루 상황에서의 마지막 타석에서는 사토 마사오와 상대하였지만 유격수 앞에 병살타를 때려냈고(나가시마의 257개 병살타는 기누가사 사치오가 경신할 때까지의 센트럴 리그 기록이었다) 경기는 10 대 0으로 요미우리가 승리했다. 2차전 종료 후 나가시마는 이별이 정말 아쉬웠던지 선수 한 사람 한 사람과 악수를 나눴고 마지막에는 사다하루와 함께 허리에다가 손을 서로 맞대면서 벤치에 돌아왔다.
경기 종료 후 은퇴식이 거행됐는데 나가시마는 고별 인사에서 “우리 교진군은 영구히 불멸입니다!”(我が巨人軍は永久に不滅です!)라는 말을 남겼는다. 경기 후 고라쿠엔 구장 내에 있는 ‘살롱 골든글러브’에서 기자회견을 열어 현역 은퇴한 경위에 대해 묻자, 타구가 야수의 정면을 찌르는 듯한 힘에 쇠약해짐을 느꼈고, 지난해 오프 때 은퇴를 결심했다고 말했다.
또한 정규 시즌 종료 후 MLB의 뉴욕 메츠 구단을 불러 전국 주요 도시에서 미일 친선 야구 대회(18경기)가 치러졌기 때문에 나가시마는 그 중 17경기에 출전했다. 현역으로서의 최종전은 1974년 11월 20일 시즈오카현 시즈오카시의 구사나기 구장에서 열린 경기에서 4타수 2안타 1타점을 기록했다.
나가시마의 은퇴는 요미우리 신문이 선정한 1974년 10대 뉴스에 4위로 선정되는 등 스포츠에 머무르지 않는 사회적인 사건이었다. 같은 해 11월 21일에는 선수 시절에 착용했던 등번호 3번은 영구 결번으로 제정됐다. 같은 해 12월 21일, 나가시마의 은퇴를 기념한 도큐멘트 LP(2장) 《미스터 G: 영광의 등번호 3 나가시마 시게오·그 업적》이 워너 파이오니어로부터 발매돼 오리콘 LP차트에서 최고 16위를 기록했다.
훗날 나가시마는 이 은퇴에 대해 당시 시점에서는 ‘아직 2~3년은 선수로서 뛸 수 있다’라고 생각했지만 자신의 성적 저하와 팀의 연패가 끊긴 것, ‘돈도 명예도 필요 없으니 선수로 뛰게 해달라’는 이유로 거절하고 있었던 요미우리 감독의 오퍼를 거절할 수 없게 된 이유 등을 들었다.

### 제1기 감독 시대
1974년 11월 20일, 미일 야구 대회의 모든 일정이 종료된 후 가와카미는 감독직에서 물러나겠다는 입장을 밝혔다. 이튿날 11월 21일, 요미우리는 고라쿠엔 구장에서 기자 회견을 열어 가와카미의 후임으로 나가시마가 차기 감독으로 부임했다고 공식 발표했다. 이 자리에서 나가시마는 ‘클린 베이스볼’(クリーン・ベースボール)을 표방했다. 전임 감독이던 가와카미가 구축한 확률 야구(스스로의 실책을 줄이면서 상대방의 실책을 권한 뒤 거기를 이용해서 승리하는 스타일)를 버리고 투타의 역량 차이가 그대로 승패로 연결된다는 신념 하에서 팀을 재편했다. 실수를 한 선수에게 벌금을 부과하는 감점주의를 폐지하고 좋은 플레이를 연봉에 반영하는 가점주의로 전환했다. 그 때문인지 수석 코치로 세키네 준조, 투수 코치에는 미야타 유키노리, 수비·주루 코치 보좌에는 구로에 유키노부, 배터리 코치에 오고 히로시 등을 각각 초빙했고(구로에, 오고는 현역 은퇴 후부터 잔류) 가와카미는 작전 코치 마키노 시게루, 투수 코치 후지타 모토시를 팀에 남아달라고 요청했을 뿐만 아니라 모리 마사히코를 코치로 남고, 호리우치 쓰네오를 트레이드로 내보내라고 조언했지만 나가시마는 가와카미 감독 시절의 코치진을 거의 일소시켰다. 나가시마와 모리는 견원지간이었다. 구로에의 말에 의하면 나가시마는 ‘가와카미 같은 무더운 야구는 하고 싶지 않다’라고 말했다고 한다. 새로운 등번호를 ‘90’번으로 정했는데 이 ‘90’번은 당시 초등학생이던 아들 가즈시게의 아이디어라고 알려져 있는데 “현역으로 있을 때 3이라는 숫자가 세 개가 있었다는(타순은 3번, 등번호는 3번, 수비 포지션은 3루수) 것으로부터 3을 3개 더하면 9. 이것을 0을 붙여서 90번으로 하면?”이라는 가즈시게의 발언이 계기가 됐다(당시 등번호 9번은 요시다 다카시가 착용하고 있었기 때문에).
나가시마는 현역 마지막 연도인 1974년 시점에서는 은퇴하자마자 바로 감독 취임은 생각해 보지도 않았고 현역 생활을 2, 3년은 계속하고 싶다는 마음(발놀림이 예전같지 않은 것은 인정하고 있었지만 그래도 아직 현역에서 뛸 수 있다고 생각한다)이 있었다. 또한 은퇴 후 2, 3년은 백네트뒤에서 야구를 연구하거나 코치를 경험하고 나서 감독 취임을 생각하고 있었지만 팀내 사정을 고려해서 은퇴하자마자 감독 취임을 곧바로하는 단계로 이어졌다.
구단으로서는 전후 최초로 비일본계의 외국인 선수인 내야수 데이비 존슨을 영입해 나가시마의 뒤를 이을 후계자로 3루수에 기용했다. 참고로 존슨은 메이저 리그 관련 정보를 나가시마에게 전달한 적도 있어 종종 나가시마 가족들에게 메이저 리그 경기를 녹화한 것을 추려서 나가시마 가족들과 함께 감상하고 있었다. 당시 현장에 같이 있었던 가즈시게는 메이저 리그를 동경해 야구(리틀 리그)나 독학으로 웨이트 트레이닝을 시작했다.
그러나 감독으로 부임한 첫 해(1975년)에 주력 선수들의 성적 부진과 신통치 않은 팀 성적으로 악재가 겹치면서 결국 팀 창단 이후 처음으로 센트럴 리그 최하위(6위, 47승 7무 76패)로 추락하는 불명예를 안게 됐다. 10월 15일에는 홈구장인 고라쿠엔 구장에서 히로시마 도요 카프에 패하여 구단 창설한 지 26년째의 상대에게 리그 첫 우승을 헌납했다. 다카다 시게루는 타율 0.235로 이렇다 할만한 결과를 남기지 못했다. 당시 요미우리 선수였던 시바타 이사오는 “나가시마가 은퇴하고서는 모리 마사히코, 구로에 유키노부도 줄줄이 은퇴하면서 팀 전력에 차질이 빚어진 것도 있었지만 코치진을 완전히 갈아엎기도 하고, 도대체 무슨 생각으로 야구를 하고 싶다는 건지 모르겠다”, “코치진과 잘 해나갈 수 있다고는 보이지 않았다”라고 말했다. 이때 나가시마는 자신의 야구 인생을 ‘파란만장’이라고 생각했다고 한다. 세키모토 시토시는 “미스터(나가시마)의 지휘는 개막 이후부터 침체됐었다. 당초 공격 시에 3루 코치 박스에서 지휘하고 있었지만 사인은 상대 벤치에 들통이 나버렸다. 홈 쪽에 서면 번트, 가운데면 도루, 3루 쪽에 서면 히트 앤드 런. 무사 2루에서 히트 앤드 런의 사인을 내는 등 난생 처음 보는 지휘에 시바타 이사오는 어이가 없다는 것을 넘어 크게 웃고 있었다. 벤치에서 잔소리가 끊이지 않았고 부정적인 말을 하면 반드시 그것이 현실이 된다는 불길한 징크스도 있었다”고 말했다.
그 때문에 1975년 시즌 종료 후 ‘그린 베이스볼’(グリーン・ベースボール), ‘챌린지 베이스볼’(チャレンジ・ベースボール)을 표방하여 이기는 야구에의 변화를 도모했다. 닛폰햄 파이터스로부터 투수 다카하시 가즈미와 내야수 도미타 마사루와의 맞트레이드로 일명 ‘안타 제조기’라는 별명이 알려질 정도의 간판 타자였던 하리모토 이사오를 영입했고, 더 나아가 다이헤이요 클럽 라이온스로부터 선발도 마무리도 모두 할 수 있는 가토 하지메도 영입했다(이때 히가시오 오사무도 트레이드 후보였다). 팀내에서는 외야수 다카다 시게루를 3루수로 변환됐는데 당시로서는 이례적으로 변환하면서 존슨을 본래의 2루로 이동하는 등 팀 전력 강화에 착수하는 특단의 조치를 취했다. 한신의 에나쓰 유타카는 물밑에서 이적을 타진시켜 요미우리 관계자와 협의했지만 신문사에 의해서 폭로돼 결국은 파담이 됐다. 코치진도 작년부터 1군 코치로 유임한 것은 구로에뿐이었고 타격 코치에는 2군 감독이었던 구니마쓰 아키라가 발탁됐고 투수 코치로 부임한 스기시타 시게루는 스즈키 류지 센트럴 리그 회장으로부터의 요청으로 취임했다. 프런트는 한층 더 극비로 진행하여 수석 코치로 나가시마와는 동년배이자 난카이의 선수 겸임 감독이던 노무라 가쓰야를 극비 접촉했다. 요미우리의 구단 상무와 홍보 담당이 연쇄적으로 협상을 벌였고 ‘선수 겸임 수석 코치’를 맡아달라는 오퍼를 타진했다. 당시 팀내 파벌 싸움 논란에 휘말려 궁지에 몰렸던 노무라는 쾌히 승낙했다. 하지만 정작 나가시마가 긍정적인 반응을 보이지 않았기 때문에 ‘요미우리·노무라 가쓰야’는 수포로 돌아갔고 노무라는 선수 겸임 감독으로 난카이에 잔류했다.
1976년에는 작년 시즌에서의 최악의 부진을 뒤집어 리그 우승을 달성했고 일본 시리즈에서는 한큐 브레이브스에게 3승 4패로 패했다. 다카다는 다이아몬드 글러브상 수상한 것에 대해 “나가시마라는 명감독이 있었기 때문이다”라고 말했다.
1977년에는 시즌 중에 야쿠르트 스왈로스로부터 구라타 마코토와의 맞트레이드로 당시 ‘요미우리 킬러’라는 별명으로 알려진 아사노 게이시를 영입했다. 그 해 2위와의 15경기 차이로 리그 우승을 달성했다(V2). 하지만 일본 시리즈에서는 한큐 브레이브스와의 맞대결에서 1승 4패를 기록하여 2년 연속 우승을 놓치는 불명예를 안았다. 시즌 종료 후 다이요 웨일스로부터 존 시핀을 영입해 주전 2루수로 기용했다.
1978년에는 시즌 초부터 침체가 계속되면서 8월 후반에는 한때 팀이 선두 자리에 들어섰지만 결국 요미우리 시절의 선배이자 갈등을 일으켰던 히로오카 다쓰로 감독이 이끄는 야쿠르트에게 3경기 차이로 우승을 빼앗겼다. 야쿠르트로서는 4년 전 히로시마에 이어 센트럴 리그 구단으로서 가장 늦은 구단 창단 29년 만의 첫 우승이었다. 그해 시즌 종료 후 에가와 스구루의 거취 문제와 요미우리 입단을 둘러싼 소동(통칭 에가와 사건)이 일어나면서 팀내 에이스인 고바야시 시게루가 에가와의 맞트레이드로 한신에 이적했다. 드래프트 제도의 규정을 이용한 ‘공백의 하루’에 있어서 입단 계약이나 그 후의 드래프트 회의 보이콧 등 요미우리가 보여준 강경한 자세에 나가시마가 감독으로서 어디까지 관여했는지는 불분명한 부분도 많지만, 2023년 1월에 공개된 에가와와 나가시마 가즈시게에 의한 대담 동영상 중에서 “암약이라고 할까, 획책이라고 할까, 작전을 이끈 것은 아버지(시게오)”라고 말한 가즈시게가 에가와에게 사과하면서 하리모토가 시게오 본인으로부터 들은 이야기로서 가즈시게의 발언을 반박하는 관련 기사가 게재됐다.
1979년에는 위에서 언급한 사건으로 세간의 주목을 받았던 에가와는 2개월 출전 정지라는 자숙의 기간을 거쳐 6월 2일에 데뷔 첫 등판했고 6월 17일에 데뷔 첫 승을 올리는 활약을 보였다. 그 이후에는 시즌 내내 선발 투수를 맡아 9승 10패라는 성적을 남겼지만 한신으로 이적한 고바야시에게는 개막 2차전부터 시즌 8연패를 당했다. 그 8연패째가 되는 9월 5일에 팀은 5위로 내려앉아 시즌 성적도 그 해에 우승한 히로시마와의 10경기 반차이로 5위가 됐다. 그 해 오프 시즌에 퇴단한 하리모토는 침체의 원인에 대한 신문기자의 질문에 “하고 싶은 말은 많지만 이것만은 단언할 수 있다. 팀은 잘못된 방향으로 가고 있다”라고 토로했다. 하리모토는 그 이유를 자신의 저서에서 다음과 같이 기술했다.
떠나가는 새는 발자국을 남기지 않고 헤어진 여자의 뒷담화는 하지 않을 생각이었지만 코치진의 자기방어가 눈에 띄었다. 나가시마 감독을 곁에서 도와줄려고 하지 않은 코치가 프런트에게 아첨을 피우고 지위를 지킬려고 했다. 요미우리의 코치라면 급여나 연봉도 높고 언론에서도 많이 다뤄지고 좋은 이미지를 심을 수도 있다는 생각도 갖고 있다. 나가시마 감독은 ‘넘버2’를 두지 않았기 때문에 코치진을 하나로 묶을 사람이 없었다. 내가 요미우리의 유니폼을 입은 마지막 시즌에서 5위로 내려 앉은 나가시마 감독의 다음은 사다하루다. 사다하루에게 바짝 다가가는 무리도 나왔다. 내가 잘못된 방향이라고 한 것은 그런 팀내 분위기를 말한 것이다.
 — 하리모토 이사오
또한 하리모토 자신도 1979년 시즌에서 2개월 간 부상 이탈에 의해 고졸 신인 이후 계속 되고 있던 시즌 100개 안타가 21년 만에 기록이 중단되는 부진을 겪었다.
나가시마는 V9 시대를 모르는 젊은 선수들을 ‘신데렐라 보이’(シンデレラ・ボーイ)라고 불리면서 이토 스타디움의 추계 스프링 캠프에 집결시켰다. 이것은 나중에 ‘지옥의 이토 캠프’(地獄の伊東キャンプ)라고 불리게 됐다. 캠프에서 열린 연습 경기에서 젊은 선수들이 전혀 활약하지 않았던 반면 베테랑 선수들만이 활약한 적도 있어서 당초에는 ‘1976년 오프의 재래’라고도 말해졌지만 이 캠프에서 젊은 선수들의 결속력이 높아져 훗날 후지타 모토시 감독 시절의 주력 선수가 된다.
또 1979년 시즌 종료 후에는 하리모토가 롯데 오리온스로 이적하였고 뉴욕 양키스에서 활약한 로이 화이트를 영입해 화이트는 하리모토를 대신해서 1980년 시즌 도중 40세가 되는 사다하루와 함께 팀 타선의 주축을 담당하는 간판 선수로서 기대됐다. 코칭 스태프 쪽에서는 나가시마의 이해 당사자이자 요미우리의 선배인 아오타 노보루를 수석 코치로 임명하는 등 팀의 재건을 시도했다. 그러나 아오타 수석 코치는 유력 주간지와의 인터뷰에서 폭력단과 자신의 접촉을 인정하는 발언을 하면서 이 발언으로 인한 파문이 일파만파로 번졌다(아오타 코치의 문제성 발언 사건). 이 사건에 대한 책임을 지고 아오타는 시즌 개막을 앞두고 코치직에서 사임했다.

#### 감독 해임을 둘러싼 논란
‘요미우리는 당연히 일본 시리즈 우승’이라고 평가한 야구 매스컴이나 팬들 사이에서는 2년 연속 리그 우승을 놓치고 더 나아가 단일 리그 시대를 포함해 최장 6시즌 우승 기록을 달성하지 못한  나가시마 체제에 대한 불만이 강해져 영광의 V9 시대를 그리워하는 가운데 가와카미 데쓰하루 전 감독의 대망론이 서서히 급부상하고 있었다. 실제로 ‘가와카미파’라 불리는 요미우리 OB가 나가시마의 팀 꾸리기에 간섭(앞에서 말한 1976년 오프 당시 시바타의 트레이드 실패 등)하면서 1976년 오프 시즌 훈련 당시 파트너이자 자신이 감독이 될 당시 코치로 발탁했던 오고 히로시를 하라 다쓰노리 드래프트 소동으로 잃는가 하면(하라의 자택에서 나가시마의 비밀편지를 갖고 갔다는 이유로 해임됐다) 1979년 오프 시즌에는 앞에서 말한 소동으로 아오타 노보루를 잃는 등 1975년부터 1979년 사이 프런트가 11명의 코치(후쿠다 마사히사, 스도 유타카, 세키네, 미야타, 오고, 나카무라 미노루, 다키 야스하루, 구로에, 구니마쓰, 마치다 유키히코, 스즈키 쇼스케)들을 해임시켰다. 구로에는 1978년에 퇴단했지만 나가시마에게서 “한 팔로서 잘해줬지만 구단의 생각이다. 정말 미안하지만 그만둬라”라는 말을 들었다. 이에 대해 구로에는 눈물을 흘리며 나가시마에게 “한 팔의 구로에를 자르신다면 자신도 그만두겠다라고, 왜 말해주지 않았느냐”라고 말했다고 말했다.
그런 혼란이 일어난 와중에 시작된 1980년 시즌에서 나가시마는 젊은 선수들을 적극 기용했고 데뷔 2년 차인 에가와가 16승으로 시즌 최다승, 니시모토가 14승, 허리 통증으로 고생하고 있던 6년째의 사다오카 쇼지가 6월 경에 데뷔 첫 승리를 계기로 9승까지 늘리는 등 큰 활약을 펼쳤지만 결과적으로 현역 마지막 시즌이 된 40세였던 오 사다하루가 30홈런이면서도 전년도보다 낮은 0.236의 타율을 기록하는 등 세대교체의 단경기인 상황에서 연승을 이어가지 않았다. 특히 7월에는 6승 11패로 끝났고 같은 달 말 시점에서 선두를 독주하는 히로시마와 16경기 차이로 벌어지는 등 일본 시리즈 우승 탈환이라는 구단의 목표가 거의 불가능한 상황이었다.
나가시마의 비판에 대한 파문이 걷잡을 수 없이 확대되고 있는 와중에 1980년 8월 가와카미 본인이 아오타 노보루, 마키노 시게루, 후지타 모토시, 구니마쓰 아키라 등이 참석한 슈칸 분슌의 좌담회를 열어 취재를 담당하던 다키 야스하루에게 오프 더 레코드라는 조건으로 나가시마의 후임 감독에 대해서 다양하게 의견을 교환했다. 그런데 며칠 후에 그 기사가 게재되면서 나가시마에 대한 비판 또는 자신의 하차를 요구하는 움직임은 피할 수 없게 됐다. 결국 구단주인 쇼리키 도루가 아닌 요미우리 신문사 무타이 미쓰오 사장이 1980년 시즌 종료에 앞서 나가시마 감독을 해임시키기로 결정했다. 구단이 A급을 확보하면 연임하겠다고 공언했던 것이 완전히 뒤집히게 되자 이를 ‘음모’라며 한바탕 시끄러워졌다. 가와카미파의 거듭된 비난에 시달리던 나가시마는 이를 가와카미(와 그 일파들)에 의한 수 년간 꾸민 뒷공작의 결과로 간주해 가와카미에 대한 나가시마의 악감정을 갖게 된 것이 결정적이었다. 가와카미가 OB회 회장이 된 뒤로는 OB회에 연속으로 불참하다가 ‘1990년에 올해도 참석하지 않으면 제명된다’는 OB회의 권고를 받고서야 마지못해 얼굴을 내비쳤는데 이를 계기로 가와카미와 전격으로 ‘화해’했다. 나가시마는 사임이라는 명목의 ‘실질적 해임’ 이후 쇼리키 도루한테서 프런트 입문 권유를 받았지만 프런트는 자신의 이미지와는 맞지 않는다며 거절했고 이후 개인 사무소 ‘오피스엔’을 설립해 어디에도 소속되지 않은 ‘떠돌이 시대’를 시작했다.
후임 감독은 후지타 모토시가 맡았는데 후지타는 위에서 말한 좌담회에도 참석했고 그 좌담회에서 가와카미가 후임 감독 이름을 언급한 탓에 ‘나가시마파’의 언론으로부터 공격 대상이 됐다. 1981년에 팀이 일본 시리즈 정상에 오른 이후에도 ‘후지타 때리기’는 계속됐다. 1980년 오프에는 세이부의 네모토 리쿠오 감독으로부터 “세이부 감독을 맡아주지 않겠나”라는 요청을 받았다고 한다.

### 제1기 감독 퇴임 이후
한국 야구의 현재 여건은 일본 프로 야구가 생긴 34년보다 여러모로 좋은 것 같다. … 초창기의 일본 프로 야구가 역사깊은 미국 프로 야구와 잦은 친선 경기를 가져 빠른 발전을 이룩한 것처럼 한국 프로 야구도 일본과 깊은 유대관계를 갖는 것이 발전을 촉진하는 길이 될 것이다. 
요미우리 감독에서 물러난 이후 야구 뿐만 아니라 스포츠 전반의 지도자적 역할, ‘스포츠 외교관’적 역할을 보여주었다. 특히 요미우리 감독에서 물러난 이듬해 1981년 2월에는 쿠바 문화 시찰, 같은 해 6월 중국봉루협회에서의 야구 지도, 10월에는 월드 시리즈 관전 등을 했고 이듬해 1982년 1월에는 한국야구위원회 초청으로 대한민국을 방문, 세미나의 강연자로 나선 적도 있다.
그 외에도 스포츠 프로그램 뿐만 아니라 버라이어티 프로그램에도 출연했는데 독특한 캐릭터로 호평을 받아 재미있는 아저씨 이미지를 가질 정도였다. 이듬해 1982년 1월에는 호치 신문의 객원 평론가로 부임함과 동시에 닛폰 TV 계열에서도 프로 야구 중계 해설자로서 연수 경기를 담당하고 있었다. 1988년에는 가즈시게가 야쿠르트에 입단했다. 또한 NNN계열이 중계하는 대형 스포츠 행사의 리포터로 자주 기용돼 올림픽에서는 1984년 로스앤젤레스·1988년 서울·1992년 바르셀로나 올림픽과 같은 하계 대회를 3회 연속으로 현지 취재한 것 외에 1991년 8월에는 도쿄의 국립 가스미가오카 육상 경기장에서 개최된 1991년 세계 육상 선수권 대회에서도 이 대회를 독점 중계한 닛폰 TV로부터 특별 리포터로 발탁돼 칼 루이스와의 인터뷰한 모습이 화제가 됐다. 1989년 1월에는 닛폰 TV가 그 방송권을 처음으로 획득한 미식축구의 프로 리그인 NFL의 대학 풋볼 플레이오프 내셔널 챔피언십, 슈퍼볼의 게스트 해설로서 등장했다. 나가시마는 제23회부터 제25회까지 3년 연속으로 중계에 참여했다. 이처럼 이 시기의 나가시마는 후지타 모토시에서 오 사다하루로 이어지는 요미우리의 지도체제 및 자신의 해임을 결단한 무타이 미쓰오가 사장으로 계속 재직하고 있던 요미우리 신문사와는 차별화하면서 해임 후에도 기세가 꺾이질 않았던 나가시마에 대한 꾸준한 인기도 평가한 닛폰 TV와의 강력한 관계를 유지하면서 ‘문화인’ 활동을 계속 전개했다.
이 외에 1980년대부터 일본에서의 주목도가 높아졌던 트라이애슬론에 대해서도 1985년에 경기 단체 중 하나인 일본트라이애슬론연맹의 초대 회장을 맡았다. 나가시마는 1992년에 요미우리 감독으로 취임한 이후에도 회장직에 계속 머무르며 1994년 4월에 각 경기 단체를 통합해서 발족한 일본트라이애슬론연합의 명예회장으로 추대됐고 일본에 있어서 트라이애슬론 지원에 관한 활동을 계속해 나갔다.
이전에 타 구단으로부터 감독을 맡아달라는 요청이 연달아 있었지만 요미우리를 생각해서라도 모두 거절했다고 한다. 나가시마에 의하면 다이요, 닛폰햄, 야쿠르트로부터 감독을 맡아달라는 요청이 있었고 그 가운데에서도 다이요가 가장 적극적으로 움직이고 있었지만(당시 포수 층이 얇았던 다이요로서는 미국 마이너 리그 팀에 소속돼 있던 와카나 요시하루의 영입을 건의했다) 최종적으로 ‘좀 더 공부해야겠다’라는 이유로 거절했다. 다이요 웨일스가 나가시마를 영입하기 위해 치밀한 물밑 작업이 이루어졌는데 1981년 오프에 나가시마가 고사하면서 자신과 친분이 깊은 세키네 준조를 감독으로 발탁시켰는데 이후 세키네가 코치 미팅에서 ‘나는 나가시마가 올 때까지 가교역할을 하고 싶다’며 공언하기까지 했다. 1984년 오프에는 또다시 다이요가 나가시마에게 감독을 맡아달라고 요청했지만 나가시마의 상담역이었던 전 이토추 상사 회장 세지마 류조의 반대에 부딪혀 최종적으로는 무산됐다고 알려졌다. 그 외에 세이부에서도 요청이 있었지만 거절했고 히로오카 다쓰로가 감독으로 취임하게 됐다. 닛폰햄에서는 1983년 시즌 종료 후 오사와 게이지의 사임 후 감독을 맡아달라는 요청을 받았지만 거절하고 투수 코치였던 우에무라 요시노부가 취임했다. 가즈시게가 소속돼 있던 야쿠르트로부터 1989년 시즌 종료 후 세키네 준조의 후임 감독으로서 맡아달라는 제의를 받았지만 가족들의 반대도 있어 고사했고 결국은 노무라 가쓰야가 차기 감독으로 취임했다. 1990년 시즌 종료 후 오릭스로부터 감독 제의를 받았지만 고사했고 고베 출신으로 나가시마의 대학 시절·요미우리 선수 시절의 후배인 도이 쇼조를 추천, 도이가 감독으로 취임했다.

### 제2기 감독 시대
한편 요미우리는 나가시마 퇴임 후인 1981년 시즌부터 후지타 모토시 감독과 마키노 시게루 수석 코치, 그리고 현역에서 은퇴해 조감독이 된 오 사다하루 등이 이끄는 트로이카 체제로 8시즌 만에 일본 시리즈 정상에 올랐으며 2년 뒤 리그 우승했음에도 불구하고 일본 시리즈 탈락으로 끝난 1983년 오프에는 규정 방침대로 사다하루가 감독으로 취임했지만 사다하루는 5시즌 만에 리그 우승 1회(1987년), 일본 시리즈 우승 없이 끝나 1988년을 끝으로 감독에서 물러났다(사실상의 해임). 후임으로 후지타가 복귀하면서 1989년에 자신의 두 번째인 8년 만의 일본 시리즈 우승, 1990년에는 리그 2연패를 장식했지만 후지타가 심장에 이상이 있는 등의 지병이 있어 ‘후임 감독 문제’가 항상 거론되고 있었다.
그 중 1990년에는 요미우리 감독에서 사임할 당시 갈등을 일으켰던 가와카미 데쓰하루와의 화해, 1991년에 무타이 미쓰오의 사망, 나카소네 야스히로를 통해 젊은 시절부터 친분을 유지하고 있던 와타나베 쓰네오가 요미우리 신문 사장으로 취임하는 등 나가시마의 감독 복귀가 기정사실화 됐다. 나가시마는 1992년 오프에 호치 신문 객원 해설위원직을 사임했고 같은 해 10월 12일 제13대 감독으로서 기자회견을 가졌다. 이 기자회견에서 자신의 등번호를 ‘33’(3을 두 개로 합친 것을 의미함)번으로 결정했다. 같은 해 11월 21일에 열린 드래프트 회의에서는 세이료 고등학교의 마쓰이 히데키를 드래프트 1순위로 지명했다. 나가시마의 감독 복귀는 다음 해에 출범을 앞둔 J리그의 대책이라는 의미도 있었다.
감독으로 복귀한 나가시마는 오랫동안 ‘스피드 & 충전’(‘スピード&チャージ’, 후에 ‘충전 & 충전’)을 표방했고 낭인 시대에 감명을 받은 쿠바 야구의 실천을 목표로 했다. 뉴욕 양키스에서 활약했던 제시 바필드를 입단시켰고 또 아들인 가즈시게를 야쿠르트로부터 현금 트레이드로 영입, 부자지간에 요미우리의 일원이 됐다.
감독 복귀 첫 해인 1993년에는 2년 연속 우승한 야쿠르트를 전혀 따라가지 못하고 3위로 끝났는데 투수진은 사이토 마사키 등의 분투로 호조를 유지하고 있었지만 하라 다쓰노리, 고마다 노리히로 등 베테랑들의 잇단 부진, 이 해에 타격 코치로 발탁한 나카하타 기요시가 재기하지 못했고 팀 타선이 부진을 겪으면서 팀 타율은 12개 구단 가운데 최하위였다. 시즌 종료 후 프로 야구에 자유계약선수제도(FA)가 도입되면서 주니치에서 오치아이 히로미쓰를 영입에 성공했다. 고마다는 FA로 요코하마에 이적했다.
이듬해 1994년에는 주니치와 리그 동률을 이루면서 시즌 마지막 경기에서는 주니치와 상대하여 팀의 리그 우승을 이끌었다. 또한 경기 직전에 나가시마는 이 경기를 ‘국민적 행사’라고 발언하여 후에 ‘10.8’이라는 이름이 붙여질 정도의 명승부가 됐다. 같은 해 일본 시리즈에서는 공교롭게도 현역 시절 동료인 모리 마사아키가 이끄는 퍼시픽 리그 5연패를 달성한 세이부 라이온스와의 맞대결을 펼쳤는데 일본 시리즈를 앞두고 전문가들 사이에서 세이부가 압도적으로 유리하다는 평판을 내렸지만 4승 2패의 성적으로 감독 부임 이후 처음으로 팀의 일본 시리즈 우승을 이끌었을 뿐만 아니라 시즌 종료 후 일본 야구계의 최고상인 쇼리키 마쓰타로상을 수상했다.
1995년에는 도민문화영예장을 받았다. 그해 FA를 통해 야쿠르트에서 히로사와 가쓰미와 자유 계약이 된 잭 하웰, 히로시마에서도 FA로 가와구치 가즈히사, 메이저 리그 미네소타 트윈스에서 셰인 맥을 4억 엔의 계약금으로 획득하는 등 ‘30억 보강’이라고 불릴 정도의 대대적인 보강을 단행했다. 그러나 히로사와, 마쓰이 등 대형 타선이 오치아이를 제외한 전체적으로 컨디션을 끌어올리지 못했고, 구와타 마스미의 부상에 의한 장기 이탈 등 팀의 전력이 극도로 저하되는 악재가 겹쳐서 당시 리그 선두를 지키고 있던 야쿠르트의 뒤를 쫓아 3위에 끝났다.
1996년에는 최대 11.5경기차로 벌어졌던 히로시마를 제치고 선두 자리를 탈환하면서 리그 우승을 달성했는데 작년에 달성할 수 없었던 2년 넘는 ‘메이크도라마’(メークドラマ)를 완성시켰다(1999년은 ‘메이크 미라클’(メークミラクル), 2001년에 ‘미라클 어게인’(ミラクルアゲイン)이라는 표어를 각각 내걸었지만 우승을 달성하지 못했다). 그러나 일본 시리즈에서는 오기 아키라 감독이 이끄는 오릭스 블루웨이브에게 오릭스의 홈구장인 그린 스타디움 고베에서 1승 4패의 성적을 기록하여 일본 시리즈 우승 달성에는 실패했다. 그 해 시즌 종료 후 아들 가즈시게에게 스스로 방출 통보를 전하면서 현역을 은퇴시켰다.
1997년에는 FA를 통해 세이부에서 기요하라 가즈히로, 지바 롯데 마린스에서 에릭 힐만, 긴테쓰 버펄로스로부터 맞트레이드로 이시이 히로오를 영입하는 등 대형 보강을 단행했지만 보강 전력이 부진이나 부상에 시달렸고 더 나아가 에이스인 사이토 마사키의 부진도 있어서 4위에 끝나는 등 젊은 선수들의 부진 등으로 나가시마에 대한 비판도 커졌다.
1998년에는 게이오기주쿠 대학 출신의 거물 신인 다카하시 요시노부의 입단으로 야수의 연령이 낮아지면서 개막 5연승을 장식하는 등 순조롭게 시즌을 맞이했지만 6월 이후 사이토와 구와타 등 베테랑 투수진들이 컨디션 난조로 부진에 시달렸다. 7월에는 요코하마 베이스타스에게 7점차로 역전패를 당했던 경기가 있는 것을 계기로 이후에는 3위로 시즌을 마쳤다. 개막 첫 4번 타자의 자리를 잡은 마쓰이가 프로 첫 타이틀로 홈런왕, 타점왕에 오르면서 타격 2관왕을 획득했다. 수석 코치였던 호리우치 쓰네오는 2년 연속 우승을 놓친 책임을 지고 퇴단했다. 
그 해 시즌 중에 나가시마는 사표를 제출했다. 8월 말에 요미우리 신문 부사장인 우치야마 히토시가 모리 마사아키에게 감독을 해보지 않겠냐며 권유한 적이 있어 후지타 모토시가 고생하는 걸 지켜보고 있던 모리는 “나가시마 감독의 뒤를 잇는 것은 힘든 일입니다”라며 거절했다. 그럼에도 불구하고 와타나베 쓰네오한테서도 ‘자이언츠를 강하게 만들어 달라’는 간절한 요청이 이어지자, 그 열의에 감동한 모리는 결국 제안을 받아들이기로 했다. 그러자 와타나베가 9월 3일 발표하겠다고 했는데 모리는 “시즌 중의 발표는 나가시마 감독한테 실례가 되며 시즌이 끝난 뒤에 발표해 달라”며 부탁했지만 9월 7일자 스포츠 신문에 차기 감독으로 모리의 이름이 실리는 바람에 그때부터 매일같이 기자들이 자택에 몰려들어 세간에서 비판의 목소리가 나오는 등 사회적으로도 큰 논란이 됐다. 결국 모리는 감독 제안을 거절했다. 나가시마는 에가와의 실력을 높게 평가하며 눈독을 들이고 있던 선수 가운데 한 명이었는데 그런 에가와에게 ‘시드니 올림픽 일본 대표팀 코치는 어떠한가?’라며 제안했는데 나가시마 입장에서 에가와가 장래의 요미우리 감독 중 한 명이었지만 바로 감독을 맡길 순 없으니까 거기서 일본 대표팀 코치 정도면 구속 시간도 짧고 경제적으로도 부담이 적고 장래의 감독 후보로 이름이 거론될 때 코치 경험 실적도 쌓을 수 있지 않을까 하는 부모의 마음으로 나가시마도 물밑에서 추진했다. 하지만 에가와 측에서 이 제안을 거절했고 나가시마는 “이렇게 좋은 기회인데 무리를 해서라도 맡았으면 좋았을 텐데”다며 아쉬워했다. 그런 와중에 후임으로 지도하기 위해 1999년부터 하라 다쓰노리를 1군 야수 종합 코치로 영입시켰다(2000년, 2001년에 1군 수석 코치). 한편 하라는 코치 시절에 대해 “나가시마에게서는 여러 가지 조언도 했지만 최종적으로 모두 나가시마가 결단을 했다. 무책임한 것 같았지만 3년간 나 자신은 앉아 있었을 뿐이었다”라고 말했던 적이 있다.
1998년 7월 31일 한신전(한신 고시엔 구장)에서 심판 판정에 불만을 품은 발비노 갈베스가 깃타카 아쓰시 주심을 향해 공을 내던지는 사건이 발생했다. 나가시마는 감독으로서의 책임으로 구단 사장 와타나베 쓰네오에게 사표를 제출했지만 구단 측의 만류로 한신전이 종료된 다음날에 머리를 깎았다고 밝혔다.
1999년에는 거물 신인 우에하라 고지가 시즌 20승을 올렸고 같은 신인이던 니오카 도모히로도 유격수로 정착, 프로 2년차인 다카하시는 3할 대의 타율과 30개의 홈런을 기록하는 등 젊은 선수들의 활약이 있었지만 구와타나 사이토, 갈베스 등을 비롯한 베테랑 투수진의 부진이 이어졌고 시즌 종반에는 그 해에 호조를 보였던 다카하시가 부상으로 전력에서 이탈됐다. 다카하시와 마쓰이가 아닌 부진에 시달렸던 기요하라를 4번 타자로 계속 기용했던 나가시마의 지휘 스타일에 의문이 커지자, 결국에는 2위로 끝나면서 우승을 놓쳤다.
2000년에는 FA로 입단한 에토 아키라에게 등번호 33번을 양보하고 나가시마는 현역 시절 등번호였던 3번으로 변경했다. 당초에 이 등번호 3번을 나가시마는 유니폼 위에 옷을 덧입어 언론과 팬에게는 숨기고 있었다. 세간에는 등번호 3번을 착용한 나가시마가 보고 싶다고 하는 분위기가 고조됐을 무렵에 유니폼을 공개하여 당시에 화제성이 결여돼 있던 팀의 화제몰이에 크게 기여했다. 또 후쿠오카 다이에 호크스로부터 FA로 입단한 구도 기미야스, 한신에서 자유 계약 선수로 있던 대럴 메이, 드래프트에서는 다카하시 히사노리를 영입했다. 그 해엔 4년 만에 리그 우승을 이끌었다. 일본 시리즈 상대팀이자 오 사다하루 감독이 이끄는 전년도 일본 시리즈 우승팀 다이에였는데, 일명 ON 대결로서 세간의 주목을 끌었다. 일본 시리즈에서는 1·2차전 연속으로 패하는 등 고전했지만 그 후 4연승을 기록하여 자신으로서는 통산 두 번째의 일본 시리즈 정상에 오르는데 성공했다.
이듬해 2001년에는 이 해를 끝으로 감독에서 물러나겠다는 입장을 밝히면서 9년 간의 감독 생활에 종지부를 찍었다. 9월 28일에 감독 퇴임과 동시에 종신 명예 감독으로 취임한다는 사실을 발표했다. 나가시마의 용퇴 및 당시 1군 수석 코치였던 하라를 차기 감독으로 부임했다는 내용의 발표가 이루어진 기자 회견장에서 요시다 신이치로(닛폰 TV 아나운서)가 “나가시마에게 있어서 야구라는 것은 무엇입니까?” 라는 질문에 “야구라는 스포츠는 인생 그 자체입니다”(野球というスポーツは人生そのものです) 라고 말했다.

### 그 후

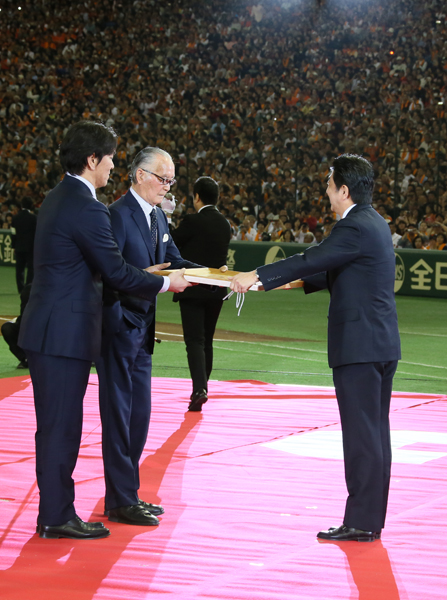
국민영예상 시상식에서 아베 신조 내각총리대신(오른쪽)으로부터 표창을 받고 있는 모습. 왼쪽은 마쓰이 히데키(2013년 5월 5일, 도쿄 돔)

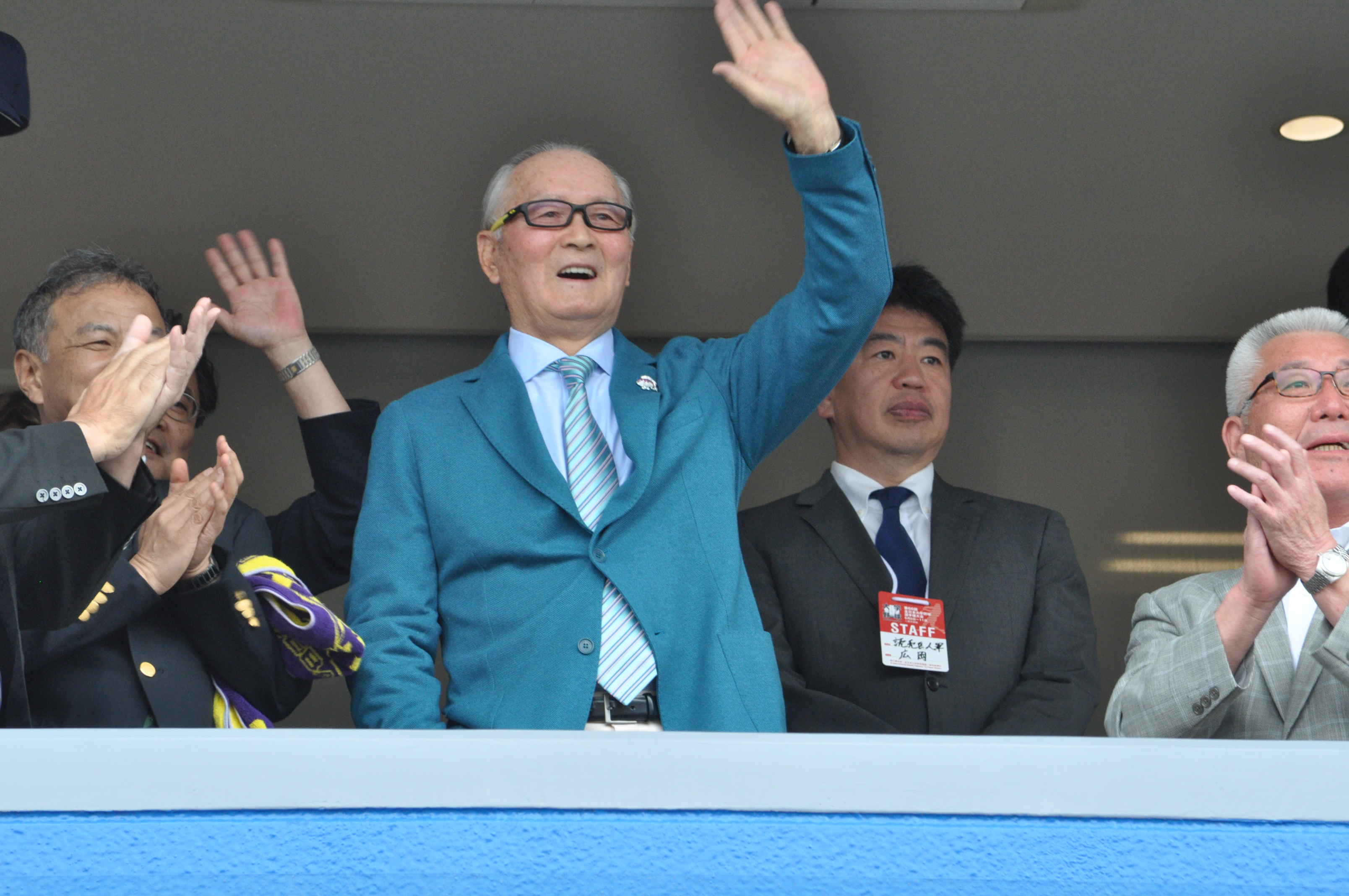
2017년 6월 11일, 메이지 진구 야구장에서(가운데)

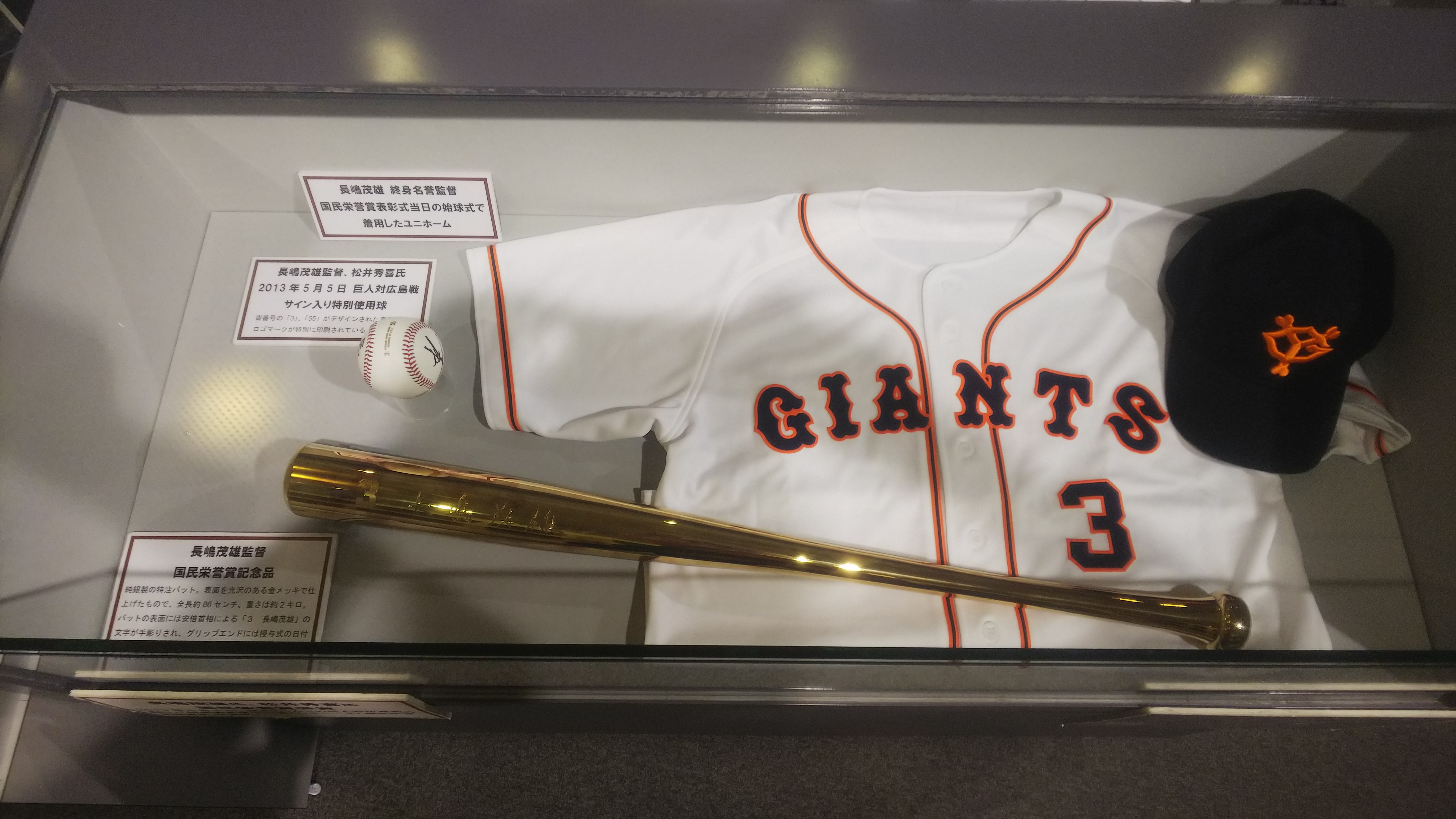
야구 전당 박물관에 국민영예상 기념품 등이 전시되고 있는 모습

2002년 2월 20일에 미야자키시 명예시민, 같은 해 3월에는 사쿠라시 명예시민으로 선정됐고 4월 22일에 아테네 올림픽 출전을 목표로 하는 일본 대표팀의 전력 강화위원장으로 부임했다. 7월에는 릿쿄 학원 영예상(제1호)을 수상했고 같은 해 12월 2일에 아테네 올림픽 야구 국가대표팀 감독으로 정식 부임했다. 프로 야구 선수 경험이 있는 인물로는 최초로 대표팀 사령탑에 올랐다. 이듬해 2003년 11월 아시아 선수권 대회에서 본격적으로 지휘봉을 잡았고 대한민국과 중국, 중화 타이베이 등 아시아 각국들을 상대로 연달아 승리하는 등 올림픽 본선 진출이 확정됐다. 그러나 올림픽을 약 반년 앞둔 이듬해 2004년 3월에 뇌졸중으로 쓰러져 병원에 입원, 한때는 의식불명 상태에 빠졌지만 우반신에 마비가 남아있어 언어 능력에도 영향을 미쳤다. 나가시마 본인과 주변에서는 아테네 올림픽으로의 복귀를 생각하고 있었지만 단기간으로의 병상 회복은 불가능할 것이라고 판단돼 가즈시게가 “(아테네에는)가지 않는다”라고 기자 회견을 통해서 이렇게 밝혔고 직함은 그대로이지만 나가시마가 아테네에서 대표팀 지휘를 맡을 수 없게 됐다. 나가시마를 대신해서 대표팀 수석 코치인 나카하타 기요시가 지휘를 맡았지만 결과는 3위(동메달 획득)에 끝났다.
2005년 7월 3일, 나가시마는 이날 도쿄 돔에서 열린 요미우리 - 히로시마전을 관전하면서 뇌졸중으로 쓰러진 이후 약 1년 4개월 만에 공식석상에서 모습을 드러냈다. 이 경기에서의 관전에는 같은 해 1월 1일부터 ‘구단 대표 특별 보좌’가 된 장남 가즈시게가 동행했다. 이 때는 사실상 요미우리 그룹의 독점 취재가 되면서 나가시마의 육성은 전해지지 않았지만 같은 해 11월 4일 고쿄에서 열린 아키히토·미치코 황후와의 간담회에 참석하여 가벼운 대화에 응하는 나가시마의 모습이 전해졌다.
2005년 11월 3일에는 2005년도의 문화공로자(스포츠 진흥)로 선정됐고 이듬해 2006년에는 소년 야구 교실에 참여하는 것 외에도 재활훈련의 성과도 있어 조금씩 활동을 재개했다. 또, 아테네 올림픽 대표팀 선수들을 중심으로 2005년부터 시작된 ‘나가시마 시게오 드림 프로젝트’에 특별 게스트로서 참여하는 등 어린이들을 상대로 야구 지도를 했다.
2007년 7월, 니혼케이자이 신문에 연재되고 있는 인기 코너 ‘나의 이력서’에 등장했으며 같은 해 9월 18일에는 부인이 지병으로 사망했다. 2009년 9월에 방송된 NHK 스페셜 ‘ON의 시대’(전2회)에 출연하여 뇌졸중의 후유증이 남아있는 상태에서 인터뷰에 응했는데 텔레비전에서의 장시간 동안 가진 인터뷰는 뇌졸중이 발병된 이후 처음이었다. 그 프로그램에서의 나가시마는 “주변에서 ‘텔레비전에 나오지 않는 것이 좋다’라는 말도 있었다”라고 밝히는 등 자택 주변에서의 보행하는 훈련이나 근력 트레이닝 등의 재활훈련을 공개했다.
2010년에는 《슈칸 분슌》에서 방송인이자 수필가인 아가와 사와코와 대담하는 모습을 게재해 발병 당시의 모습을 되돌아 보았고 2012년 11월에는 쿠바 정부로부터 우호 훈장이 수여됐다.
2013년 4월 1일 오후, 스가 요시히데 내각관방장관은 기자회견에서 국민영예상 수여와 관련해 마쓰이 히데키와 함께 국민영예상 수여를 검토하고 있다고 밝혔고 같은 달 16일에 일본 정부는 나가시마와 마쓰이를 국민영예상 공동 수상자로 결정했다. 5월 5일 도쿄 돔에서 열린 요미우리 대 히로시마전의 경기에 앞서 마쓰이 히데키의 은퇴식과 더해 국민영예상 시상식이 거행돼 나가시마는 이 자리에서 도쿄 돔을 찾은 관중들에게 “국민영예상을 주셔서 감사합니다”라고 말했다. 경기 전에 열린 시구식에서는 나가시마가 한 손 치는 것으로 타석에 들어섰고 투수에는 마쓰이, 포수는 당시 요미우리 감독이었던 하라 다쓰노리, 주심은 아베 신조 총리가 맡았다.
같은 해 5월 31일에 지바현민 영예상, 7월 12일에 사쿠라시민 영예상을 각각 수상했다. 후자의 수상에 맞춰 사쿠라시 이와나 운동 공원 제1 야구장의 명칭을 같은 날부터 ‘나가시마 시게오 기념 이와나 구장’(長嶋茂雄記念岩名球場)으로 변경됐다.
2014년 8월, 도쿄도 명예도민으로 선정되면서 10월 1일에 시상식이 열렸다.
2014년 12월, 일본 프로 야구 명구회의 이사직에서 물러나 고문으로 취임했다.
2018년 7월 초에 컨디션이 좋지 않아 병원에 입원했는데 정밀 검사에서 담석이 발견돼 그대로 치료를 진행했다. 같은 해 말에는 퇴원하여 자택에서 요양, 재활 치료를 계속했다.
2020년 여름에 개최될 예정이었던 도쿄 올림픽 성화 봉송 주자의 유력한 후보로 꼽히고 있었지만 담석으로 인한 장기 입원으로 이전의 재활로 단련됐던 근력이 쇠퇴해버렸고 여름 시점에서는 참가가 불가능한 상황에 이르렀다. 하지만 도쿄 올림픽 개최가 코로나19 사태로 인해 2021년으로 연기되면서 나가시마는 그해 가을부터 재활을 재개했다. 담석으로 인한 입원 후 공식 석상에 전혀 모습을 드러내지 않았던 그였지만 2021년에는 도쿄 돔에서 개막전을 관전하기까지 회복된 모습을 보였다. 그리고 2021년 6월 하순 경에 대회 조직위원회로부터 정식 제안을 받아 같은 해 7월 23일 도쿄 국립경기장에서의 올림픽 개막식 성화 봉송에 오 사다하루, 마쓰이 히데키와 함께 참가하면서 요시다 사오리, 노무라 다다히로로부터 나가시마는 왼손에 든 성화봉에다가 전달 또는 이동하는 역할을 맡았다. 성화봉을 사다하루에게 건네준 뒤 마쓰이의 부축을 받고 천천히 경기장을 걸었다. 이렇게 해서 단념하지 않을 수 없게 된 아테네 대회로부터 17년 만에 올림픽에서의 ‘참가’가 성사됐다.
2021년 10월 26일, 일본 정부는 나가시마에게 문화훈장을 수여키로 발표했다.

#### 말년과 사망
2022년 9월 경, 자택에서 넘어졌을 때 사고 충격으로 뇌출혈 증세로 병원에 입원하여 요양을 하고 있었는데 그 와중에도 몇 번이나 도쿄 돔을 방문해 요미우리 선수들을 격려했다.
2024년 5월 3일, 도쿄 돔에서 열린 요미우리 대 한신전은 교진군 창설 90주년 기념 특별 경기 ‘나가시마 시게오 DAY’라는 이름으로 개최돼 5회말 종료 시에는 나가시마 본인이 그라운드에 모습을 드러내 감독 아베 신노스케, 마쓰이 히데키와 함께 세 사람이서 기념 촬영에 응했다.
2025년에 들어서면서도 2월에는 와타나베 쓰네오의 작별식에 참석했고 3월 15일에는 요미우리와 로스앤젤레스 다저스의 프리시즌 게임이 열린 도쿄 돔을 방문했다. 오타니 쇼헤이와 직접 만나면서 격려한 후 웃는 얼굴로 기념 사진을 찍는 등 쾌활한 모습을 보였는데 이것이 언론에 보도된 나가시마의 마지막 모습이 됐다.
그해 5월 이후에는 혈압이 떨어지고 컨디션이 점점 나빠지는 증상이 보일 정도로 중환자실에서 집중 치료를 받는 등 예측할 수 없는 상황이 이어지자 한때는 회복을 보인 시기도 있었지만 결국 6월 3일 오전 6시 39분에 도쿄 도내 병원에서 폐렴으로 사망했다(향년 89세). 공교롭게도 이날 생일을 맞은 둘째 딸 미나가 임종을 지켰다. 이 날은 센트럴·퍼시픽 교류전 개막일이었으며 5경기 모두 조기가 게양되면서 경기 시작 전에 묵념이 이뤄졌다. 더 나아가 야구계 뿐만 아니라 예능계나 정치권에서도 애도를 표하는 등 추모의 목소리가 이어졌고 오 사다하루를 비롯해 다니 요시토모·료코 부부 등 관계자들의 조문도 잇따랐다. 미국에 거주하고 있던 마쓰이 히데키도 이튿날인 4일에 이른 아침 급거 귀국해 조문했다.
나가시마의 부고에 즈음하여 요미우리 신문, 주니치 신문, 닛칸 스포츠 등이 호외를 발행해 도쿄, 오사카, 나고야 등지에서 배포했다. 요미우리 신문 산하의 텔레비전 방송국에서 요미우리 주최 경기를 개국 당시부터 중계해 온 닛폰 TV를 시작으로 NHK와 각 민영 방송국이 속보로 전한 것 외에 와이드쇼 및 뉴스 프로그램에서도 나가시마의 사망 소식에 많은 시간을 할애했다. 닛폰 TV와 닛폰 방송은 당초 예정된 정규 프로그램 편성을 변경하여 심야 황금시간대에 생방송 추모 특별 프로그램을 급거 편성했다.
다음날 4일에는 스포츠 신문 외에도 전국지·지방 신문들은 1면 머릿 기사로 부고를 보도했고 이날 이후에도 도쿄도 내에 있는 요미우리 자이언츠 관련 시설(분쿄구의 도쿄 돔 및 이나기시의 자이언츠 타운 스타디움)과 요미우리 구단 캠프지인 미야자키현(미야자키시의 미야자키시청 및 미야자키현청), 출신지인 지바현(지바시의 지바현청 및 사쿠라시의 사쿠라시청 등) 등에서는 헌화대가 설치되는 등 다시금 나가시마 시게오가 일본의 한 시대를 상징하는 인물이었음을 대중에게 각인시키는 모양새가 됐다.
또한 대한민국과 중화민국, 미국, 영국 등 해외 언론에서도 나가시마의 사망 관련 소식을 보도했다.
쓰야는 같은 달 7일, 장례 및 영결식은 다음날 8일 도쿄도 시나가와구의 기리가야 화장장에서 요미우리 신문 그룹 본사 대표이사 사장 야마구치 도시카즈가 장의위원장을 맡았고 둘째 딸 미나를 상주로 하여 엄수됐다. 야구계 관계자 등이 참석한 쓰야에서 조사는 호리우치 쓰네오, 하라 다쓰노리가 낭독했고 영결식에서의 조사는 오 사다하루, 나카하타 기요시, 마쓰이 히데키가 낭독한 뒤 마지막으로 상주인 미나가 인사를 했다. 제단에는 요미우리 자이언츠의 영구 결번 ‘3’번이 새겨진 유니폼과 1959년 천황 참관 경기에서 홈런을 쳤을 때 사용했던 방망이, 2013년 국민영예상 수상했을 때 받았던 기념품인 금색 방망이, 2021년 야구계 최초로 받은 문화훈장과 증서 등이 놓여졌다. 같은 달 17일에는 천황(나루히토)으로부터 부의금에 해당하는 제자료를 받았다.
일본 정부는 7월 1일, 전후 일본의 체육계의 발전에 크게 기여하고 그 틀을 넘어 많은 국민에게 사랑받은 영웅이었던 나가시마의 공적을 높이 평가하여 종3위에 서할 것을 각의 결정했다.
8월 16일 도쿄 돔에서 요미우리 대 한신전(20차전)을 ‘나가시마 시게오 종신 명예 감독 추모 경기’로서 개최했다. 경기 결과는 요미우리가 한신에게 0대 3으로 패했다. 또 2군 및 게이오기주쿠 대학과의 연습경기를 치르는 3군에서도 등번호 3번이 새겨진 유니폼을 착용했다. 2군 경기에서는 요미우리 대 세이부의 경기가 열렸는데 양팀은 경기 시작 전에 묵념을 했다.
또한 나가시마가 정규 시즌 중에 사망했기 때문에 추후 작별식은 일본 시리즈를 비롯한 일본 프로 야구의 공식 일정이 끝난 가을에 있을 비시즌에 치르는 것을 검토하고 있는 것으로 알려졌다.

## 플레이 스타일

### 타격
가네다 마사이치, 무라야마 미노루, 곤도 히로시, 아다치 미쓰히로, 에나쓰 유타카, 반도 에이지, 이나오 가즈히사 등의 투수, 또 포수로서 올스타전이나 일본 시리즈에서 상대했던 노무라 가쓰야가 나가시마를 ‘계산 할 수 없는 타자’라고 평가하고 있다. 곤도나 아다치는 “나가시마는 칠 수 없을 것 같은 코스라도 방망이를 내던지거나 순간적으로 팔을 굽히거나 해서 때려내는 타자였다”라고 평가하고 있으며 “칠 수 있는 공을 확실히 친다. 잠재력이 높아 대부분의 스트라이크 존에 오는 볼은 오 사다하루에게 있어서 ‘칠 수 있는 공’이 돼버리지만, 칠 수 없는 공까지 왠지 친다고 할 타입은 아니었다”라고 평가하는 사다하루와 비교하면서 말했다. 에나쓰는 “타석마다 왜 쳤었던 것인지 전혀 모르겠다”라고 나가시마에 관해서 이야기했고, 노무라는 자신의 저서 《교진군론》 중에서 나가시마를 “날아오는 공을 칠 수 있는 천재”라고 극찬했다. 모리 마사아키는 “세간에서는 천재라고 생각하는 듯 하지만 미스터(나가시마)는 보이지 않는 곳에서 노력해 왔었다. 경기가 끝나면 방망이를 휘두르는 소리가 들려오곤 했다. 부진을 다음 날로 미루지 않기 위해서도 스스로 납득할 때까지 계속 방망이를 휘둘렀다. 오 사다하루도 마찬가지로 당시 요미우리의 주전 선수들은 보이지 않는 곳에서 연습했었다”고 말했다.
극단이라고도 할 수 있는 아웃 스탭이 특징이었다. 나가시마가 내디딛는 아웃 스텝은 스윙의 악습의 사례로 해설자로부터 비판받을 수도 있고, 상대 팀의 수비진에서 “얼굴 방향과는 전혀 관계없는 타구가 날아오기 때문에 지키기가 어렵다”라고 평가한 적도 있었다. 그런 한편으로 허리와 어깨를 벌리는 방망이를 높은 위치에 유지하여 공을 끌어당겨서 왼쪽 무릎도 한껏 버티고 있었기 때문에 아웃 스텝을 하면서도 공을 강하게 칠 수 있었다. 이에 대해 가와카미 데쓰하루는 “보통 타자라면 1할도 확실하지 않은 폼, 나가시마는 타고난 능력으로 방망이의 머리를 마지막까지 남겨두었기 때문에 그런 폼이라도 여러 가지 볼에 대응할 수 있었다”라고 평가했고 소년 야구 교실 등에서는 “저렇게 치는 것은 나가시마 자신이기 때문에 가능한 것이지 흉내내선 안 된다”라며 이론을 전개했다. 이 점은 가네다 마사이치도 언급하였고, “나가시마는 아무리 자세가 무너져 있어도 방망이의 머리가 마지막의 마지막까지 남겨져 있어서 마지막 순간까지 방심할 수 없었다. 매우 박력있었다”라고 말했다.
히로시마 도요 카프의 ‘오 시프트’(王シフト)를 만들어낸 계기가 된 도요 공업의 컴퓨터는 당연하게 나가시마에 대해서도 같은 데이터를 분석했지만 나가시마에 관해선 전혀 특징적인 경향을 전혀 찾아볼 수 없었기 때문에 ‘나가시마 시프트’를 만드는 일은 할 수 없었다고 한다. 오카자키 미쓰요시는 “오 시프트를 만들게 해서 그걸 신경쓰지 않고 홈런을 계속쳤던 사다하루는 정말로 위대하다. 그러나 동시에 나가시마 시프트를 만들어 주지 않았던 나가시마도 대단하다”라고 평가했다.
나가시마의 헛스윙은 벗겨졌던 헬멧이 3루 벤치 쪽으로 날아갔다고 할 정도로 호쾌한 헛스윙으로 팬들을 들끓게 했다. 삼진당했을 때의 그림을 생각하여 크기가 작고 타원형의 헬멧을 미국에서 가져와 헬멧이 날아가는 각도 등을 따져가며 헛스윙 연습을 하고 있었다고 한다. 이러한 호쾌한 헛스윙이나 데뷔 당시의 4타석 연속 삼진 등을 기록할 정도로 삼진 이미지가 강하지만 실제로 슬러거로서는 삼진은 적은 편이었다. 삼진 개수의 타수에 대한 비율 0.090는 통산 400홈런 이상을 기록한 15명 중에서는 하리모토 이사오, 도이 마사히로에 이어 가장 낮다. 또 400홈런 이상을 기록한 타자 중에서 삼진률이 1할을 끊고 있는 건 이 3명 뿐이다.
수위 타자를 획득한 시즌에서는 모두 안타 개수에서도 리그 1위였다. 시즌 최다 안타 10회는 현재도 프로 야구 기록(6년 연속을 포함하지만 이것도 프로 야구 기록)이며 6차례를 석권한 수위 타자 중 가장 큰 2위와의 차이가 적었던건 1963년에 고바 다케시와는 2리차로 그 외의 5차례는 모두 1푼 5리 이상의 차이를 보였다. 6차례의 수위 타자 중 2차례(1959년, 1971년)는 나가시마가 센트럴 리그에서 유일한 3할 타자이다.
나가시마가 전성기였던 시대에는 리그 평균 타율이 2할 3푼 등 극단적인 타저투고의 환경 아래인데다 게다가 1974년에 현역에서 은퇴한 후에는 타자에게 유리한 래빗 볼이 보급됐는데 이듬해 1975년 이후에는 센트럴 리그의 타고화가 단번에 진행됐다. 그 때문에 걸출값을 측정하는 세이버매트릭스(RC 관련, XR 관련, 장타율 걸출도와 OPS 걸출도 등)에 있어서 대부분의 통산 기록 지표에서의 나가시마는 프로 야구 역대 3위 이내에 위치하고 있다. 타율걸출도(RBA)에서도 우타자로서는 역대 1위이며 그 시대에 걸출한 타자였었다는 것을 알 수 있다. 또한, 당시 치러졌던 미일 야구에서는 다른 많은 선수들이 통산 타율 1할대에서 2할 전후인데 나가시마는 69경기에서 타율 2할 9푼 5리(200타수 59안타)라는 높은 타율을 기록했고, 통산으로 장외 홈런을 포함한 6개 홈런과 27타점, 4사구 26개, 도루 5개 등을 남겼다.
사다하루가 홈런 타자로서 각성한 이후에는 홈런왕 타이틀을 획득할 순 없었지만 특히 타율과 타점에서 2관왕이었던 1963년에 사다하루와는 불과 3개 차이로 홈런왕 타이틀을 놓쳤고 타율과 홈런으로 2관왕을 석권했던 1961년에도 구와타 다케시에게 8타점 차이로 타점왕 타이틀을 빼앗겨 3관왕을 놓쳤다. 한편으론 1968년부터 1970년까지 3년 동안 사다하루가 수위 타자·홈런왕·타점 2위를 기록하여 타점왕은 나가시마가 석권해 3년 연속으로 사다하루의 타격 부문 3관왕을 저지하기도 했다. 타율·홈런·타점 부문에 있어서 ‘2관왕, 남은 한 부문이 리그 2위’인 시즌을 1958년, 1961년, 1963년 통산 3차례나 남겼지만 이것은 사다하루의 5차례와 나카니시 후토시의 4차례에 이은 역대 3위의 기록이다.
통산 고의 사구 205개, 타율 10위권 진입이 통산 13회 등은 우타자 역대 1위의 기록이며 통산 2471안타는 가네모토 도모아키에 의해 경신될 때까지 오랫동안 대졸 선수로서의 역대 최다 기록이었다. 센트럴 리그 외곬수로 활약하면서 통산 기록에서는 3루타, 장타, 타점, 희생 플라이 개수 모든 우타자의 센트럴 리그 기록을 갖고 있다. 또, 통산 안타를 실제 프로 생활 기간으로 나눈 평균 안타 개수는 145개에 이르러 동 시대에 활약한 하리모토 이사오, 134개, 에노모토 기하치 128개, 후쿠모토 유타카 127개, 오 사다하루 126개, 오스기 가쓰오 117개, 노무라 가쓰야 111개, 기누가사 사치오 110개, 가도타 히로미쓰 106개 등 다른 일류 타자의 평균 개수와 비교해도 내밀고 있어 현역 시절에는 우타자이면서도 나름대로 안타를 겹쳐 쌓았다. 통산 타율 3할 5리는 7000타수 이상을 기록한 선수 중에서는 역대 4위이며, 8000타수 이상의 선수 중에서는 역대 2위(우타자에서는 역대 1위)이다.
큰 무대에서도 잘 치고, 승부욕이 강한 인상이 남아 있다. 일본 시리즈에서는 통산 68경기에 출전하여 출루율 4할 2리, 장타율 6할 9푼 4리, OPS 1.096의 성적을 남겼고 일본 시리즈 첫 출전에서는 통산 12경기에서 타율 4할 2푼 9리(49타수 21안타 4홈런)을 기록했다. 또 일본 시리즈 MVP 통산 4차례 획득은 사상 최다 기록이다. 2개의 홈런을 때린 천황 참관 경기에 대해 팀 동료인 히로오카 다쓰로는 “천황 참관 경기는 나가시마를 위해 있었던 것과 같은 것”라고 말해 “그가 그런 무대에서 힘을 확실하게 발휘할 수 있는 건 실력이 있는 것도 그렇지만 사고방식(큰 시합에서 겁먹지 않고, 오히려 즐긴다)이 굉장한 것을 가지고 있었던 것이 크다”라고 평가했다. 1966년 11월 6일의 미일 야구·천황 참관 경기에서도 장외 홈런을 때려내 황실 관람 경기에서는 통산 10경기에서 타율 5할 1푼 4리(35타수 18안타 7홈런)를 기록했다.
포수에 의한 ‘속삭임 전술’이 전혀 먹히지 않았던 선수였다. 노무라 가쓰야는 동요를 일으키려고 타격폼이 이상하다고 지적했는데 나가시마는 내색을 한 후에 다음 공을 홈런으로 날려 홈을 밟은 나가시마로부터 ‘알려줘서 고맙다’라는 말을 듣고 아연실색한 일화를 소개했다. 또한 쓰지 야스히코에게는 “어이, 단푸(ダンプ, 쓰지의 별명), 시끄러워! 야구를 하라고. 야구를!” 하고 소리치며 방귀를 이용해서 공격했던 적이 있다. 타석에서의 집중력이 강한 나머지 타석에 들어선 뒤 헛스윙으로 쓰지의 머리 부분에 방망이가 부딪혀버려서 실신, 그것을 알아차리면서 ‘무슨 짓이냐!’며 무심코 일갈했다는 에피소드도 남아 있다.
대학 시절, 감독인 스나오시 구니노부와 함께 조 디마지오, 요기 베라, 미키 맨틀, 로저 메리스, 프랭크 로빈슨 등의 연속 사진을 연구해 타격 폼, 배트를 준비하는 방법, 스탠스, 허리의 회전 등을 철저하게 몸에 걸쳤다. 또한 방망이는 현역 생활 17년 동안 대부분 루이스빌 슬러거 등과 같은 미국산을 사용했다(미쓰이 물산 경유해서 입수).
비교적 잘치지 못하는 코스나 구질이 없던 나가시마는 고의 사구를 당한 경우가 많았다. 신인 시절인 1958년에는 6경기 연속 고의 사구를 기록했고 1961년에는 연간 고의 사구 개수가 35개에 달하면서 8월 29일 한신전에서는 고야마 마사아키로부터 주자가 없는 상황에서의 고의 사구로 출루했다. 1960년 고쿠테쓰와의 개막전에서는 5회 2사 1루의 상황에서 1스트라이크 2볼이 됐을 때 포수 히라이와 쓰구오가 일어서서 나가시마를 고의 사구로 보낼려고 했다. 무라타 겐이치 투수는 포수가 지시한 코스로 던졌지만 나가시마는 억지로 방망이를 휘둘러 좌측 관중석 중간에 홈런을 날렸다. 같은해 7월 16일에는 투수가 고의 사구로 던진 공을 가까스로 쳐서 2루타를 기록했다. 또한 1962년 7월 12일 주니치 드래건스전에서도 9회초 2사 2·3루의 타석에서 가와무라 야스히코가 던진 고의 사구성 공을 좌익수 앞에 떨어진 역전 적시타를 때려냈다.
그런 나가시마가 잘 치지 못하는 공으로 몸쪽 슈토를 들 수 있다. 1960년대 일본 프로 야구계에서는 사인 훔치기(일명 ‘스파이 행위’)가 공공연하게 퍼지고 있었다(원래 니시테쓰 라이온스의 미하라 오사무 감독이 사인 훔치기를 지시한 것이 시초라고 한다). 노무라 가쓰야가 요미우리에서 트레이드로 난카이에 입단한 아이바 요시히로에게서 들은 바에 의하면 당시 요미우리에서는 포수의 사인을 보고 벤치에서 소리로 사인을 전달하고 있었다고 한다. 반면 나가시마는 ‘몸쪽의 슈토가 올 때만 가르쳐 달라’고 했는데 노무라는 ‘몸쪽 슈토’ 이외에는 배우지 않아도 칠 수 있다고 생각했을 것이라고 말했다.
또한 몸쪽으로의 슈토를 자랑으로 여겼던 히라마쓰 마사지에 대해서는 나가시마 스스로가 ‘히라마쓰의 슈토는 칠 수 없었다’라고 분한 듯이 회고하여 히라마쓰도 “(슈토를 사용하기 시작한)그 해 이후 나가시마에게서 맞은 기억은 없었다”라고 말했다. 슈토를 사용하기 전부터의 통산 전적에서도 히라마쓰와 상대했을 때의 타율은 0.193이었다.
고의 사구에 대한 항의로써 나가시마는 맨손으로 타석에 들어선 적도 있다. 1968년 5월 1일 주니치전에서는 2사 2루의 상황에서 투수 야마나카 다쓰미는 고의 사구를 던졌다. 나가시마는 여기에서 3구째부터 방망이를 들지 않은 채 타석에 들어서 맨손만으로 자세를 취하는 등의 행동으로 항의를 표했다. 경기장 안은 술렁거렸지만 공을 절대로 칠 수 있을리 없는 나가시마를 야마나카는 그대로 볼을 2개 연속으로 던져서 볼넷으로 내보냈다. 게다가 1971년 6월 17일 히로시마전에서는 7회 2사의 주자 3루 상황에서 히로시마의 이노우에 요시오 - 미즈누마 시로 배터리는 고의 사구로 승부를 피하려고 했다. 3구 연속 볼을 던진 시점에서 나가시마는 방망이를 버리고 맨손으로 타격 제스처를 취했다. 관중석이 떠들썩해지는 와중에 결코 공을 칠 수 없음에도 불구하고 결국 4구째는 고의 사구가 되면서 1루로 출루했다.
다카다 시게루는 “경기의 중요한 장면에서 가와카미 데쓰하루 감독이 ON에게 지시하는 경우도 물론 있었다. 하지만 사인을 받을 기회가 적어서인지 나가시마의 경우는 간과했지만 많았다기보다는 기억할 마음이 없었던 것 같다. 자주 벌금을 냈었다”라고 말했다. 사사키 신야가 1973년에 일본 시리즈 9연패를 달성했을 당시 닛폰 TV에서 해설을 했을 때 가와카미에게 “요미우리에게는 단점이 없다. 빈틈이 없다”라고 하자 가와카미는 쓴웃음을 지으며 “사인을 기억하려고 하지 않는 사람이 한 사람 있었다”이라고 대답했다.

### 수비
평범한 3루수보다 1.5미터 정도 뒤에서 수비하고, 특히 좌우(1루쪽으로 향하는 라인) 수비 범위가 넓고 유격수와 투수의 수비범위에 있는 타구도 대신 처리해 버리는 경우도 많았다. 나가시마의 말에 따르면 “저 범위의 타구는 3루수 최대의 멋진 장면”이라고 했는데 수비에 대해서는 타격보다도 “팬과 일체가 될 수 있는 수비를 좋아했다”라고 말했다. 또한 땅볼에는 15가지의 종류가 있다고 해서 잡기가 어려운 땅볼을 간단하게 잡아내는 것이 프로라고 말하는 한편 “거꾸로 솟아오를 것이라고 생각해서 단순한 땅볼을 어렵게 잡은 적도 있었다”고 회고했다. 한편으로 플라이에 대해서는 한 가지의 종류 밖에 없다고 생각하여 유격수인 구로에 유키노부에게 맡겨두고 있었다. 나가시마는 “그냥 플라이볼은 놀이나 기예가 필요없기 때문에 잡아도 재미가 없다”고 말했다. 또한 송구 후에 오른손을 팔랑팔랑거리는 독특한 움직임이 있었지만 이것은 가부키의 움직임에서 따온 것이다.
나가시마가 등장할 때까지는 요미우리의 수비 차례가 오면 모두가 화장실에 갔었어. 즉 수비는 볼 필요가 없다고 생각하고 있었거든. 하지만 나가시마가 등장하고 나서는 그 수비가 보고싶어서 말이지. 화장실마저도 갈 수 없게 돼버렸거든. 
별 것 아닌 땅볼을 알까기하는 진기한 플레이가 TV에 잡히는 등 실책하는 장면이 자주 방송돼 수비의 명수로서 언급되기 보다는 화려함이나 재치 넘치는 플레이가 화제에 자주 오른 적도 있었다. 그러나 그 화려한 기량은 기본에 충실한 높은 기술력에 의해서 뒷받침된 것이었다. ON시대의 1루수로 활약했던 오 사다하루의 회고에 의하면 나가시마로부터의 송구는 항상 공에 솔직한 회전이 걸리면서 다른 선수들에 비해 잡기 쉬웠으며 ‘야구 교과서에 실릴 수 있는 것’이었다고 한다. 그리고 실제 수치상으로는 수비 능력이 매우 높은 선수로서 통산 수비율 9할 6푼 5리는 스미 후지오의 9할 7푼 5리에 이은 3루수로서의 센트럴 리그 역대 2위(1,000경기 이상의 선수가 대상이며 스미는 통산 1,350경기·3,296차례 수비 기회)를 기록하고 있어 1,500경기 이상 및 4,500차례 수비 기회를 대상으로 했을 경우에는 3루수로서의 프로 야구 역대 1위가 된다. 데뷔한 때부터 은퇴할 때까지 계속 경기에 출전하여 7,353차례 수비 기회를 시작으로 경기수·플라이 아웃·(1루)송구 아웃·병살 등, 실책 수를 제외한 모든 통산 수비 기록에서 다른 3루수들을 압도하고 있다(모두 3루수로서의 프로 야구 역대 1위).
시즌에 있어서도 수비 지표의 RRF(레인지 팩터)로 데뷔 이후 7년 연속을 포함하여 3루수로서의 리그 1위를 통산 8차례(1958년~1964년, 1967년)를 기록하고 있어 당시의 다른 3루수와 비교하여 뛰어난 수치를 남겼다. 1968년부터 (RRF가)플러스인 수치가 적어지고 1970년 이후에는 1973년 이후의 4시즌에 마이너스를 기록하고 있어 34세 이후부터 수비에 대한 쇠퇴가 보였다. 리그 1위를 7년 연속·통산 8차례는 모두 3루수 역대 1위의 성적이며 플러스였던 시즌의 합계치도 3루수 역대 1위이다. 수치에서 봤을 때 전성기 때는 타구를 아웃시키는 능력이 아주 높고, 수비 범위가 넓은 3루수였다는 것을 알 수 있다. 시즌 214차례 수비 기회 연속 무실책이라는 3루수 프로 야구 기록도 보유하고 있었다(연속 시즌에서는 2012년에 미야모토 신야가 경신).
릿쿄 대학 시절에 스나오시 구니노부 감독이 도입·연구한 메이저 리그의 스텝이나 글러브 다루기 등 당시의 최첨단 기술을 도입해 연습했다. 젊은 시절엔 짧기는 하지만 유격수와 외야수로서도 출전했다.
히로오카 다쓰로는 나가시마의 수비에 대해 “프로 3년 차까지는 잘했다. 수비 범위도 넓었고, 무서운 녀석이 들어왔구나라고 생각했지만 4년 차부터 움직일 수 없게 됐다”라고 평가했다.
모리 마사아키는 “자유분방하게 플레이하는 이미지가 있는 것 같지만 아주 철저하게 팀 플레이를 했었다. 수비에서 포수인 내가 포메이션 사인을 내면 나가시마의 경우에는 알고 있었는지, 알고 있지 못한 건지 받아들이는 게 어떠냐 하면 희박하다. 그걸 보충해 준 게 유격수였던 구로에였다. 내가 사인을 내면 구로에는 나가시마에게 ‘다음에는 이거에요’라고 그렇게 전하더라. 제멋대로 플레이를 한 적은 없었지만 ‘나가시마라서 어쩔 수 없다’라고 생각하는 때가 많았다”라고 말했다.

### 주루
젊은 시절에는 뛰어난 준족과 과감하고 좋은 주루가 장점 중의 하나였다. 러닝 홈런을 세 번이나 기록했는데 1958년 일본 시리즈에서도 기록했다. 특히 1960년 7월 17일의 다이요 웨일스전에서는 고의 사구성 공을 치고 나서 러닝 홈런을 기록했다. 또한 같은 해 8월 21일 고쿠테쓰 스왈로스전에서는 1사 1·2루에서 사다하루가 때린 좌익수 플라이에서 1루 주자였던 나가시마는 기세좋게 스타트를 시작하여 2루에 되돌아오려고 했던 후지오 시게루를 따라잡으며 아웃이 됐다.
신인 시절에는 4번 타자로 활약하면서 37개의 도루를 기록하는 등 젊은 시절에는 도루가 많았다. 하지만 나가시마 본인은 “달리는 것이 너무 좋다”라고 말하면서도 “1루에서 2루로의 도루에는 별 흥미가 없었다. 1루에서 3루까지의 거리감이 너무 좋았다”라고 말했다. 나가시마의 3루타는 통산 74개(역대 8위, 우타자에서는 히로세 요시노리에 이어 역대 2위)로 많았고 1960년 5월에는 4경기 연속 3루타라는 일본 기록도 세웠다. “관객들에게 가장 어필해서 기쁨을 줄 수 있는 것은 3루타라고 하는 이유에서, 나 자신이 프로로서의 가치는 3루타라고 생각했었다”라고 말했다. 신인 시절 항목에서 언급한 ‘홈런 취소 사건’은 유격수 머리 위 아슬아슬하게 라인 드라이브할 듯한 타구였기 때문에 “좋아, 3루타다!”라고 생각하여 전력질주했기 때문에 일어난 것이라고 한다.
30세 전후가 되기까지는 단타성 타구라도 틈이 있으면 적극적인 주루로 과감하게 다음 루를 노려 3루타가 많은 한편으론 2루타도 많았다(통산 418개는 역대 7위이며, 우타자에서는 야마우치 가즈히로, 사카모토 하야토에 이어 역대 3위). 리그 최다 2루타 통산 3차례라는 센트럴 리그 타이 기록도 갖고 있다.
홈스틸을 6차례 시도해서 2번 성공시켰고 그 외에 1루 주자로서 후속 타자의 외야 플라이에 의해 2루를 돌아간 지점에서 되돌아올 때 2루를 통과하면서 2루를 밟지 않고 통과하여 1루로 되돌아 왔다고 하는 ‘삼각 베이스 사건’을 1960년, 1964년, 1968년에 세 차례나 일으켰다.

## 에피소드

### 성씨에 대해
성의 표기로는 ‘長嶋’ 와 ‘長島’ 두 종류가 있으며(‘嶋와 ‘島’는 이체자) 모두 시기에 따라 본명으로 정식 사용됐다.
출생 당시의 호적상 표기는 ‘長嶋’였으며 프로 입단하기 전에는 그것에 따라서 ‘長嶋’라고 표기하는 언론과 당용한자로 대치해 ‘長島’라고 표기하는 언론이 혼재하고 있었다. 하지만 1958년 프로에 입단할 당시에 기자 클럽과 본인의 합의에 의해서, 보도할 때는 표기가 간단한 ‘長島’로 통일하기로 결정했다. 본인도 입단 초에는 ‘長嶋’를 사용하고 있었지만  그 후에는 현역 선수로 있는 동안 일관되게 ‘長島’를 팬들에게 사인할 때에 사용하게 됐다. 더욱이 《거인의 별》이나 《도카벤》 등과 같은 창작물들이 대다수는 ‘長島’라고 표기했다.
한편 구단 측 담당자에 의하면 현역 시절 구단의 공식 명단에는 1964년부터 1965년에만 신문사의 요청에 따라 ‘長島’라는 표기를 사용했지만 그 외의 연도는 ‘長嶋’ 로 표기했었다고 밝혔다. 실제로 구장 전광판에는 ‘長島’ 뿐만이 아니라 ‘長嶋’를 사용한 적도 있어서 은퇴 경기를 치른 고라쿠엔 구장에서도 ‘長嶋’라고 표기했다.
1992년 시즌 종료 후 두 번째 감독 취임이 결정됐을 때 본인의 요청에 따라 ‘長嶋’라고 표기했는데 언론사들도 이를 그대로 사용하게 됐다. 그러나 1999년에는 현역 시절에 널리 알려져 있던 ‘長島’로 개명했는데 요미우리 신문사에 의하면 그 시점에서 호적상 본명이 ‘長島’였다고 밝혔다. 이 때문에 2021년 문화훈장 수상자 발표 당시 주무 부처인 문부과학성 대신관방 인사과에 의한 발표에서는 본명(長島)으로 표기했고 예명 등에서는 ‘長嶋’로 병기됐다. 또, 문화훈장 수상 및 사후 종3위 추서 시 관보 표기에 있어서는‘長島 茂雄’로 고시돼 있다.

### 인품·성격
나가시마는 ‘미스터 타이거스’(나가시마가 동경했던 야구 선수인 후지무라 후미오 및 나가시마의 라이벌인 무라야마 미노루의 칭호)를 본떠 ‘미스터 자이언츠’(ミスタージャイアンツ)라는 별명이 현역 시절부터 널리 쓰였다. 현역 은퇴 후에는 이미 요미우리뿐만이 아니라 프로 야구를 상징하는 존재이기 때문에 요미우리팬 이외의 야구팬들로부터 그 업적을 칭찬받아 ‘미스터 프로 야구’(ミスタープロ野球), 혹은 단지 ‘미스터’(ミスター)라고도 불리는 것이 일반적이다.
또한 팀 동료들로부터는 나가시마의 ‘長’을 음독한 ‘쵸 상’(チョーさん)이라는 애칭으로 친분을 쌓았다. 그 외에 ‘허리케인’(ハリケーン), ‘불타는 남자’(燃える男), ‘황실남’(皇室男) 등이 있고, 고등학생 시절에는 자신의 출신지인 군명과 출신지 근처에 있는 사쿠라 지구의 명소 중 하나인 인바 늪을 본뜬 ‘인바’(インバ) 등 다수 있다.
나가시마는 천진난만하고 대범한 성격으로 묘사되며, 진지하고 신경질적인 오 사다하루와는 대조적이라고 얘기되는 경우가 많지만 가까운 지인들의 말에 따르면 실은 정반대라고 한다.
자신의 성격에 대해 나가시마는 “성급하긴 하지만 일을 내팽개치지는 않는다. 내던지지 않고 한 걸음씩 차근차근 계속하는 게 습관화돼 있다. 매일 조금씩이라도 쌓아 올려가면서 끝까지 포기하지 않는다”라고 말했다.
좌우명은 ‘쾌타세심’(快打洗心)인데, 도비타 스이슈의 ‘일구입혼, 쾌타세심’(一球入魂、快打洗心)에서 빌려온 것으로 현역 시절에는 사인을 내릴 때 이 말을 덧붙이는 때가 많았지만 감독 시절의 사인에는 ‘쾌타’를 떼고 ‘세심’ 또는 ‘세’까지 떼고 ‘심’이라는 말을 사인에 덧붙이곤 했다.
릿쿄 대학 감독인 스나오시 구니노부로부터 배운 메이저류의 ‘개성의 중시’, ‘고객에게 평가받는 자신의 야구 스타일을 스스로 만드는 것’이라는 사고 방식에 영향을 받았고 야구 인생을 통해서 주변 사람을 기쁘게 하고 자신을 어떻게 표현할 것인지를 항상 생각했다. 메이저 리그의 간판 타자였던 조 디마지오의 팬이었으며 그의 플레이 스타일과 프로 의식에서 많은 영향을 받았다.
좋아하는 역사적 인물은 니노미야 손토쿠(긴지로)인데 나가시마가의 마당에는 니노미야 긴지로의 석상이 있다. 나가시마에 따르면 “호우 피해 관련 뉴스를 신문과 TV에서 보고 한숨 지으며 집 마당에 눈길을 주면 긴지로의 석상이 눈에 들어온다. 그 모습을 보고 분발하고 있다”라고 말했다.
1961년 10월 3일자 아사히 신문의 ‘내가 기자라면’이라는 인터뷰 기사에 다음과 같은 한 구절이 실리면서 물의를 빚었다.
| “ | 뭐니뭐니해도 저희는 보수당 편이니까요. 사회당 천하가 되면 야구, 야구하면서 그쪽에 신경 쏟을 수 있을지 어떨지 모르니까요. (진심으로 그렇게 여기는 말투)하지만 이쪽만 활성화된다고 완전 틀려먹었다는 것도 아니잖아요, 그렇죠? | ” |

평범한 사람에게는 도저히 가늠할 수 없는 독특한 감각을 지녔기에 이와 관련되는 에피소드가 가장 많다. 이러한 에피소드에는 신빙성이 다소 부정확한 것들도 포함된다.
대화에 있어서는 화법도 상당히 독특해서 현역 시절에는 이미 한 문장 안에 주어와 술어가 몇 번씩 되풀이되고 이야기가 끊어지는 곳 없이 줄줄 이어지는 화법을 구사했는데 취재 기자들은 이를 두고 ‘나가시마 화법’(長嶋話法)이라고 칭했다. 감독 시절에는 ‘으응’(うーん), ‘그래’(ええ), ‘이른바’(いわゆる), ‘하나의’(ひとつの) 등의 말을 즐겨 사용했고 말과 말 사이에 틈을 두게 됐다. 1981년 오토모 고헤이에게 한 말에 따르면 “무심코 한 발언으로 여러 사람한테 상처를 줘서는 안 된다. 오해를 줘서는 안 된다는 생각에 말을 자꾸 고르다 보니 이런 식으로 말하게 됐다”라고 말했다.
남의 이름을 기억하는 게 불안정(친한 사람의 이름도 잊어버리는 한편, 딱 한 번 만났을 뿐인 사람의 이름은 기억하는 식)한가 하면 속담을 잘못 인용하거나 이중 표현 등을 자주 쓰는 통에 처음 들어서는 무슨 말을 하는지 잘 이해가 안 되는 경우가 많다. 다만 대화 자체보다는 바디랭귀지로 커뮤니케이션을 취하는 유형이기도 하다. 그렇기 때문에 누가 봐도 알게 되는 의미 없는 블록 사인(이 중 유명한 것으로 번트 블록 사인을 냈을 때, 마지막에 번트 자세를 하고 있었다)을 내보내는 일이 간혹 있었다. 1979년 나고야 구장에서 열린 주니치와의 원정 경기 당시 자신이 낸 사인을 그날 주부닛폰 방송에서 해설을 맡고 있던 반도 에이지에게서 간파돼 방송 중에 지적된 일도 있었다.
또한 그 독특한 감각은 선수 시절이나 일상 생활 뿐만 아니라 은퇴 후에도 유감없이 발휘했다. 제1차 감독 퇴임 후인 평론가 시절에 슬럼프에 시달려 전화로 조언을 해달라는 가케후 마사유키와, 그리고 제2차 감독 퇴임 후에는 뉴욕 양키스로 이적했던 마쓰이 히데키에 대해서는 국제전화로 그 자리에서 배트로 휘두르게 하여 그 휘두르는 소리를 전화너머로 듣고 타격 지도를 한 적이 있어서 두 사람 모두 은퇴 후에 가장 인상에 남았던 에피소드를 나가시마의 전화 지도를 꼽았다. 한편, 감각을 중시하기 때문에 의음을 많이 사용하는 야구 이론의 의미를 이해할 수 없는 선수도 적지 않아서 은퇴 후에 나가시마가 지도했던 의미를 이해할 수 있었다고 말하는 선수도 있다.
선수로서의 실력은 물론이고 연습에 대한 자세도 진지해, 노무라 가쓰야로부터 “나가시마와 사다하루의 연습하는 자세는 본보기가 된다”라고 말했다.
아사히 신문은 “친근하기 쉬운 아이돌"이라고 하는 점에서 나가시마 시게오는 신고산케의 선구자였다”라고 논평했다.

### 가족·친족

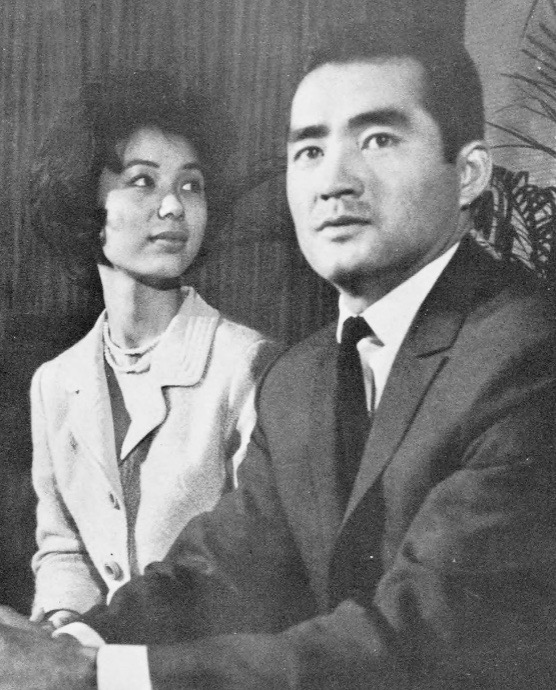
1964년 11월 26일 약혼 발표 기자회견에서의 나가시마와 니시무라 아키코

생가는 농가였고 아버지는 우스이정 사무소의 회계 담당 책임자나 조역을 맡고 있었지만 1954년에 급사했다. 당시 아버지의 사인을 두고 심장병으로 사망했는지, 뇌일혈로 사망했는지에 대한 관련 문헌이 나온 적도 있다. 어머니는 1994년 7월 9일에 노환으로 사망했다.
1964년 10월, 오 사다하루와 함께 호치 신문이 ‘ON 올림픽을 간다’라는 기획으로 도쿄 올림픽의 컴패니언 몇 사람과 대담을 나누고 있을 때 그 중 나가시마 아키코(본명 니시무라 아키코)에게 첫 눈에 반하여 같은 해 1964년 11월 26일에 약혼, 이듬해인 1965년 1월 26일에 결혼해 2남 2녀의 자녀를 두었다. 가정을 교육면에서 칸막이 역할을 하고 있던 아키코는 2007년에 만성 심부전으로 사망했다.
장남 나가시마 가즈시게는 전 프로 야구 선수이며 탤런트로 활동 중이고, 차녀 나가시마 미나는 스포츠 캐스터, 차남·나가시마 마사오키는 카레이서로 활동하다가 현재 환경운동가로서 활동하고 있다. 가즈시게에 의하면 일가족 6명이 모여서 여행이나 같이 식사한 적은 없어서 그것이 나가시마 집안에 있어서는 보통이었다고 말했다.
그 후 공식 석상에서는 시게오 본인과 아키코·가즈시게는 ‘長嶋’를, 미나·마사오키는 ‘長島’라는 표기를 사용하게 됐다.

### 교우 관계
- 나가시마는 자택 외에도 여러 곳에 부동산을 소유(이러한 부동산 관리가 나가시마의 개인 사무소인 ‘오피스 N’의 주요 업무)했다. 정치가들 사이에 “세타가야에 살면 출세한다”라는 말이 나돌았던 탓에 나카소네 야스히로가 나가시마 소유의 세타가야구 가미키타자와의 집(현역 시절 덴엔초후로 이사하기 전에 살던 집)을 빌려 1980년대 초부터 2001년까지 거주하고 있었다(내각총리대신 시절에는 총리대신 공관에 일시적으로 이사). 나카소네가 내각총리대신으로 지명됐던 날 아침에 이 집 현관에 나카소네와 나가시마가 나란히 서 있는 모습이 뉴스에도 보도됐다.

- 대학 4학년 때 기후 현립 기후 상업고등학교 야구부에 코치로 발탁돼 당시 1학년이었던 다카기 모리미치를 지도했다. 나가시마는 다카기에게 “센스는 있지만 어깨가 약하다. 2루라면 프로에서 통한다”라고 말했고[204] 다카기를 주전 선수로 기용할 것을 감독에게 추천하였는데 그 결과 다카기는 곧바로 주전 선수로 발탁하여 팀의 중심으로 자리잡았다.[205] 또 원래 유격수였던 다카기를 2루수 전향도 감독에게 제안했다고 한다. 후에 나가시마와 다카기는 ‘10.8 결전’에서 같은 감독으로서 맞대결을 펼쳤다.

- 1년 선배인 이시하라 유지로와 그의 친형 이시하라 신타로는 함께 친구 사이이며 1962년 1월에 유지로, 나가시마 두 사람이서 미국으로 여행을 함께 떠났다. 그 때 나가시마가 기내에서 담배를 피우다가 승무원으로부터 ‘No Smoking!’이라는 주의를 받자마자 자신의 팔에 담배꽁초를 눌러 불을 끄는 ‘사건’이 발생했는데 유지로는 곧잘 이 일을 이야깃거리로 삼았다.[주 46] 또 유지로와 같이 부업으로 요쓰야에 레스토랑을 개업했던 적도 있다. 유지로는 1959년에 나가시마의 응원가 ‘남자의 우정 등번호 3’을 발표했는데 2000년에 ‘밀레니엄 버전’으로서 재발매됐다.

- 타카쿠라 켄과 친분이 있던 것으로 알려져 있어서 아들 가즈시게가 하코네 신사에서 결혼식을 거행할 때 관혼상제 자리에는 거의 나타나지 않는 것으로 알려진 타카쿠라가 참석했기 때문에 당시 현장에 있던 취재진이 놀랐던 장면이 있었다. 또한 젊은 시절의 나가시마와 타카쿠라는 나리타산신쇼지에서 함께 첫 참배를 했다.[206] 1994년에 리그 우승을 결정짓는 ‘10.8 결전’ 전날 밤에 구와타 마스미는 나가시마가 머물고 있는 방에 불려가 다음날 도중에 등판하라는 통보받았다. 전화가 울리고 나가시마가 ‘켄짱’(ケンちゃん)이라고 불리는 인물과의 통화를 마친 뒤 “켄짱도 응원해주고 있어. 자네도 알지? 켄짱”이라고 말했다. 구와타는 “시무라 켄입니까?”라고 묻자, 나가시마는 “타카쿠라의 켄짱이야”라고 대답했다.

- 타카쿠라와의 친분을 맺게 된 것은 무역회사 사장이던 구보 마사오를 통해 이뤄졌으며[207][208] 구보는 자유민주당 정권에 두터운 중개 역할을 가졌을 뿐더러[207][209][210] 와타나베 쓰네오로부터 능력을 인정받은[209] 해결사로[208][211][212] 1975년 하리모토 이사오의 요미우리 이적도 구보의 중개에 의한 것이었다.[73]

- 릿쿄 대학 시절 동기생인 노기와 요코가 있다.

- 빌리 마틴과도 막역한 사이로 그가 쓴 저서에도 자주 등장했다.

- 나가시마에게 따라붙었던 유명한 담당기자로 사토 야스히로(닛칸 스포츠), 신구 마사하루(본명 세코 마사하루)가 있다.

- 닛폰 방송 전 아나운서 후카사와 히로시는 ‘취재원과 선수의 관계를 초월하는’ 절친한 친구였다. 은퇴 경기를 앞둔 2주 전인 1974년 10월 1일에 “나의 은퇴 경기는 당신이 얘기해 달라”고 자청했고, 《쇼 업 나이터》는 라디오 독점 생중계를 했다. 후카사와는 그 후에도 오치아이 히로미쓰의 요미우리 입단과 관련하여 해결사 역할을 맡았다.

- 나가시마의 제2차 감독 시절에는 나가시마를 후원하는 모임인 ‘반짝반짝회’가 설립됐다. 대변인은 와타나베 쓰네오이며, 회원은 도쿄전력의 히라이와 가이시, 아사히 맥주의 히구치 히로타로, 소니의 모리타 아키오 등이다.

- 1982년 9월, 바티칸 시국에서 교황 요한 바오로 2세를 알현했고 1988년 3월에 바티칸 유공 십자훈장을 수여했다. 현역 시절부터 언론에 드러나지 않는 형태로 사회복지활동에 참여했던 것이 좋은 평가를 받았다고 한다. 또 대학 시절에는 기타하라 사토코와도 친분을 맺었다.

- 니우라 히사오가 삼성 라이온즈에 입단할 당시 적극 힘을 보탰다는 감사의 뜻으로 삼성 구단주로부터 진돗개를 선물받았다. 진돗개는 수입 금지 품목이었지만 초법규적 조치 덕분에 받을 수 있었다고 한다.

- 아베 신타로와는 친분이 있었다.[213]

- 2015년에는 자신이 다니는 재활훈련 시설에서 뇌졸중으로 인한 후유증 때문에 같이 통원 치료받고 있던 시오미 산세이와 만나면서 함께 재활훈련에 임했다.[214][215]

- 호리우치 쓰네오 부부의 중매인 역할을 맡은 적도 있었다.[216]

- 미국의 전 육상 선수 칼 루이스와는 공적, 사적 모두 친분이 있었다. 나가시마가 닛폰 TV의 리포터를 담당한 세계육상도쿄대회에서 루이스에게 ‘헤이, 칼!’이라고 거리낌 없을 정도로 부른 것이 화제가 됐다.[217][218]

- 센다 미쓰오는 후카사와 히로시의 소개로 만나 35년 동안 친분이 있었고 골프 모임에서의 동료로서 매년의 생일 모임이나 문화훈장 수상을 기념하는 파티에서 사회를 부탁받는 등 친분이 깊었다.[219]

- 사토미 하지메와는 나가시마가 동경하는 존재로 센다의 주선으로 저녁 식사를 정기적으로 갖게 되면서 두 사람과의 관계는 거의 반세기 동안 지속됐다.[220]

### 취미·기호
취미가 다양한데 릿쿄 대학 4학년 때 요도가와 나가하루가 편집장으로 있는 《영화의 벗》과의 인터뷰를 한 적 있다. 그 인터뷰에서는 ‘최근에 본 영화’로 엘리아 카잔 감독의 《군중 속의 얼굴》, 로베르 브레송 감독의 《사형수 탈출하다》 등을 꼽았다. 특히 《사형수 탈출하다》는 심리 묘사가 철저한 이색작으로 요도가와가 “스포츠 선수가 이런 영화를 선택하다니”라고 놀라움을 표했다. 더욱이 영화 취향에 대해서는 “달달한 영화는 꼭 낮은 아웃 코스로 들어오는 볼 같아서 나로서는 힘들다. 천성에 맞지 않다”라고 말했다.
그 밖의 취미로는 독서(현역 시절에는 역사 소설이나 전기 소설, 감독 시절에는 관리학 관련 서적과 확률론 서적 등), 그림 감상(아메데오 모딜리아니를 좋아함), 쇼기 등이 있는데 쇼기에 관해서는 나카하라 마코토로부터 명예 3단 증서를 수여받은 것 외에도 1995년에 후지 TV의 특별 프로그램 기획으로 하부 요시하루와 대담을 가졌을 때에 하부로부터 명예 5단의 증서를 수여받았다.
1997년 봄, NHK 아나운서인 우도 유미코와 만났을 때 ‘《NHK 뉴스 오하요 닛폰》(당시 우도가 메인 캐스터를 맡고 있었다)을 잘 보고 있다’라고 말했다.
2003년까지 시부야에 있던 도큐 문화 회관 3층(현재는 ‘시부야 히카리에’가 있다)에는 나가시마의 단골 이발소인 ‘문화 이발실’이 있었다. 도큐 문화 회관이 폐관된 후 문화 이발실은 오타구 기타센조쿠로 이전했다. 상호명은 변함없었고 나가시마도 이 곳을 방문한 적이 있다.

### 무라야마 미노루와의 라이벌 관계
1959년 6월 25일 천황 참관 경기에서 끝내기 홈런을 터뜨린 나가시마였지만 이때 그 끝내기 홈런을 맞은 투수는 당시 한신의 대졸 신인이자 나중에 ‘2대째 미스터 타이거스’라고 불리게 된 무라야마 미노루였다. 이 경기 이후 두 사람과의 라이벌 관계가 형성되고 TV 등을 비롯한 언론에서는 ‘쇼와의 명승부’ 등이라고 자주 표현하는 경우가 있다.
1966년 6월 8일, 무라야마는 앞으로 4개만 달성하면 통산 1500탈삼진 기록을 앞둔 시점에 “1500개의 탈삼진은 나가시마로부터 잡겠다”라고 선언했다. 한편, 나가시마는 경기를 앞두고 “번트를 해서라도 삼진은 하지 않는다”라고 보도진에게 말하기도 했다. 무라야마는 5이닝까지 3개의 삼진을 뺏어냈고 6회초에 나가시마는 무라야마와 상대하여 2스트라이크 1볼의 볼카운트에서 4구째인 포크볼을 헛스윙 삼진을 당해 2구째와 4구째에 두 차례나 스윙을 했지만 삼진을 당한 4구째의 스윙을 하다가 헬멧이 벗겨졌다. 나가시마는 경기 종료 후 “저것은 칠 수 없어도 어쩔 수 없다”라고 말해 기록을 달성한 무라야마에 대해서 경의를 나타냈다. 무라야마는 그 후 1969년 8월 1일에 개인 통산 2,000탈삼진을 달성해 이 기록은 나가시마로부터 삼진을 빼앗았다.
두 사람은 현역 시절에 서로 대화나 의견을 주고 받진 않았지만 현역 은퇴 후 의기투합하고 서로 ‘쵸 상’(チョーさん), ‘무라 상’(ムラさん)이라고 불릴 정도의 가까운 사이가 됐다. 무라야마가 사망(1998년)한 이후 나가시마는 “그(무라야마)는 단 1개의 불공평한 공(빈볼)을 던지지 않았다”라고 말했다.

### 사인 파기에서부터 사인 없음까지
대우가 언제쯤 달라졌는지는 명확하지 않지만, 1964년 8월 6일에 발생한 히로오카 다쓰로의 경기 도중 귀가 사건(히로오카가 타석에 들어섰을 때 나가시마가 홈스틸을 감행했는데 이를 사인 플레이로 착각한 히로오카가 당시 감독이던 가와카미 데쓰하루에게 비난을 한 뒤 경기 중에도 불구하고 돌연 귀가한 사건) 이전에 이미 대우가 바뀌었다.
히로오카는 훗날 자신의 저서 《감독론》에서 당시의 플레이를 사인 플레이로 오해했다는 점, 예전에도 나가시마가 홈스틸을 하는 바람에 화가 났다는 점 등을 이야기하면서 나가시마의 특별 대우 건에 대해서도 언급했다.

### 나가시마 시게오 구장
1985년 10월부터 일본 트라이애슬론 연맹의 회장을 맡아 매년 구마모토현 아마쿠사에서 열리고 있던 트라이애슬론 국제 대회의 스타터를 맡고 있었다. 그 인연으로 대회의 스타트 지점인 혼도시(현: 아마쿠사시)에 있는 시영 히로세 공원 구장(1989년 완공)을, 1991년에 ‘나가시마 시게오 구장’(長嶋茂雄球場)으로 변경해 나가시마의 업적을 기리게 됐다.
또한 국민영예상 수상을 기념해서 사쿠라시가 시영 이와나 야구장을 ‘나가시마 시게오 기념 이와나 구장’(長嶋茂雄記念・岩名球場)이라는 새로운 구장명을 발표, 2013년 7월, 신 구장 이름의 명판 피로연과 시민 영예상의 시상식이 사쿠라시에서 성대하게 치러졌다. 2017년 6월 4일에 리뉴얼 오픈했고 ‘나가시마 시게오 기념 이와나 구장’에서 개최된 2군 경기인 요미우리·지바 롯데전에 시구자로 나와 등번호 3번이 새겨진 유니폼을 입고 등장했다.

### 나가시마 게이트
1980년에 감독직에서 물러났지만 선수 시절의 업적과 활약상을 기려 그 후 고라쿠엔 구장이 폐장되는 1987년까지 3번 게이트는 ‘나가시마 게이트’(長嶋ゲート)라고 불리었다. 또한 고라쿠엔 구장이 폐장할 때는 선수 시절에 요미우리의 3루수로서 활약한 것에 것에서 고라쿠엔 구장의 3루 베이스도 기증됐다. 도쿄 돔이 완공된 후 이 게이트의 이름은 잠시 없어졌지만, 1998년에 개장 10주년을 기념하여 3번 게이트는 ‘나가시마 게이트’로서 부활하여 현재에 이르고 있다.

### 나가시마 어록
대화 중에 ‘이른바’(いわゆる), ‘하나의’(ひとつの), ‘자칫하면’(ややもすると) 등의 관용구가 들어갈 때가 많다. 어떤 토크쇼에서 관객인 한 어린이가 “이른바, 하나의는 말버릇인가요?”라고 질문하자, “그것은 이른바 저를 흉내 내는 사람들(프리티 나가시마, 세키네 츠토무 등)이 재미있게, 하나의 농담으로 하고 있는 것일 뿐…”이라고 부정하려 했으나 오히려 그것이 자신의 말버릇임을 인정해 버렸다.
일본어와 영어가 부자연스럽게 섞인, 혹은 굳이 영어로 하지 않아도 될 말까지 영어로 하는 습관 때문에 ‘미스터 잉글리시’(ミスターイングリッシュ)라는 별명이 붙은 것도 유명하다(예를 들면 ‘실패는 성공의 마더’(失敗は成功のマザー), 고등어를 ‘물고기 변에 블루’(さかなへんにブルー)). 일설에 의하면 결혼 후에 집안에서는 영어로 대화를 나누었기 때문에 이러한 말투가 됐다고 한다. 근육이 급격하게 수축했을 때를 표현한 ‘미트 굿바이’(ミートグッバイ) 등이라는 말도 있다.
감각을 중시하여 ‘확 간다’(ガッといく) 등의 의음을 많이 사용하기 때문에 이해하지 못했다는 선수도 적지 않았지만 은퇴하고 나서 나가시마가 지도했던 의미를 이해할 수 있었다고 말하는 선수들도 있다.
독특한 캐릭터를 지닌 나가시마의 성대모사 대상으로 삼는 개그맨들도 많이 있다. 특히 나가시마와 닮았다는 이유만으로 화제가 된 프리티 나가시마는 연예계에 입문했다.
- 오 사다하루의 외다리 타법을 ‘플라밍고’라고 표현했다.
- “마쓰이, 좀더 오로라를 냈으면 좋겠어”
- “'감독이 말하는 걸 들으면 안되지 않아?'”
- “눈에 들어오는 범위가 스트라이크존”[233]
- 명구회 회원으로 오스트레일리아에 가서 일본계 기업 아카이 전기가 협찬하고 있던 야구 팀을 지도했다. 유니폼에 팀명이 ‘AKAI’라고 적혀있는데 나가시마는 그중 한 선수에게 “너 AKAI군인가. 자네도 아카이군이야? 아카이군이 많네”라고 말해 주변으로부터 “저 AKAI라고 하는 팀 말인데요”라고 지적해서 내심 부끄러웠던 나가시마는 “응? 그러면 다카기(모리미치)로 바꿔”라고 도망쳤다.
- 오쿠보 히로모토는 나가시마로부터 ‘고등어라는 글자는 고기어변의 블루’라는 말을 들었다.[234]

또한 했던 말을 반복적으로 많이 사용한 것으로도 유명하다. 대표적인 표현은 아래와 같다.
- ‘피로의 피로’(疲労の疲れ)
- ‘체력의 힘’(体力の力)
- ‘가을의 추계 캠프’(秋の秋季キャンプ)
- ‘상태가 좋은 상태’(状態の良い状態)
- ‘점심은 런치 타임’(お昼のランチタイム)
- ‘대변신은 이미지 체인지’(大変身はイメージチェンジ)

### 그 외
- 1953년 6월 14일, 사쿠라 제1 고등학교는 후나바시 고등학교·이치카와 고등학교 등 3파전에 의한 변칙 더블헤터 형태의 연습 경기를 가졌다. 1차전 상대인 후나바시 고등학교와의 경기에서 4번 타자 겸 유격수로 출전한 나가시마는 네 번의 실책을 연발하는 부진한 모습을 보였다. 이를 지켜본 사쿠라 제1 고등학교 가토 데쓰오 감독은 나가시마의 수비 위치를 변경하기로 결정했고 2차전 상대인 이치카와 고등학교와의 경기에서는 나가시마를 4번 타자 겸 3루수로 출전시켰다. 2차전에서는 처음으로 3루를 지킨 나가시마는 좋은 수비로 활력을 되찾았고 이후 3루수로 자리를 잡게 됐다.[236]

- 장남 가즈시게가 초등학교 때 야쿠르트전을 관전하기 위해 메이지 진구 야구장에 같이 데리고 간 적이 있었다. 경기 후 가즈시게를 데려온 것을 그만 잊어버려 진구 구장에 두고 온 바람에 귀가 후 아내에게서 “가즈시게는 어딨어요?”라는 질문에 “아, 잊었다”라고 깨닫고 황급히 진구 구장에 전화를 했더니 가즈시게가 심판실에서 보호받고 있었다는 일화가 유명하다. 오쿠보 히로모토가 나카하타 기요시와의 대담에서 가즈시게로부터 “한두 번이 아니었다. 몇 번이나 있었다”라고 나가시마는 구장에 데리고 간 가즈시게를 몇 번이나 구장에 내버려 두고 간 적이 있었다.[234]

- 1995년 드래프트 회의에서는 PL 가쿠엔 고등학교의 후쿠도메 고스케를 주니치와 긴테쓰 등 여러 구단이 영입 경쟁을 벌였고 긴테쓰가 교섭권을 얻었다. 그 때, 제비뽑기에 당첨된 긴테쓰 감독 사사키 교스케는 ‘좋았어!’라고 구호를 외쳐댔다. 그러나 후쿠도메가 마음에 두고 있던 구단은 주니치였다. 그 다음날 아침 스포츠 신문에 나가시마의 발언이 실렸는데 그 기사에는 ‘긴테쓰에 들어갈지, 안 들어갈지는 후쿠도메의 마음에 달렸다’라고 게재돼 있어 그걸 읽은 사사키는 나가시마에게 항의 전화를 했다. 사사키는 후쿠도메와 요미우리가 이미 내통하고 있다고 의심했기 때문이었다. 이에 나가시마는 “내가 그런 치졸한 짓을 할 남자로 보이는가?”라고 대답했다. 그 후 사사키는 이듬해 봄에 열린 요미우리와의 시범 경기에서 나가시마에게 사과했는데 나가시마는 “고맙다. 그런 거 신경 쓸 필요 없다. 우리 서로 감독으로서 프로 야구를 함께 빛내보자!”라고 대답했다.[237]

- 1998년 가을에는 미일 야구가 개최되면서 나가시마가 감독을 맡게 됐는데 위에서 언급한 사사키를 코치로 영입하려고 했지만 한 번은 거절당하고 말았다. 하지만 나가시마는 “내가 고른 거니까. 사사키, 와달라”라고 말하면서 사사키는 코치로 발탁했다.

- 2002년 8월 7일, 자택에 흉기를 든 괴한이 침입해 “큰딸 미나와 사진 찍게 해줘! 없는 거야!” 라고 말하며 가정부를 위협했다. 이에 나가시마는 옷 갈아입고 올테니 기다리라고 대응했는데 남자는 그대로 도망가버렸다.[238]

- 나가시마는 프로 야구를 시작으로 일본 스포츠계의 활성화에 주력해왔지만 ‘나가시마 재팬 드림 프로젝트’에 참여하고 있는 세가 사미 홀딩스에서 이 회사가 주최하는 세가 사미컵 골프 토너먼트 대회의 명예회장 취임 요청을 받아 2007년부터 대회를 ‘나가시마 시게오 Invitational 세가 사미컵 골프 대회’로서 열리게 됐다. 나가시마는 시상식을 시작으로 한 기간 중의 이벤트에 매년 참석했다. 지금까지 일본의 남자 골프 대회에서는 나카무라 도라키치를 기리는 ‘닛케이컵 나카무라 도라키치 메모리얼’이 있었지만 골퍼 이외의 저명인사가 들어간 대회명에 들어가는 것은 투어 공인의 공식전에서는 처음이다(그 밖에 후원 경기·상금 가산 대상 외로서 ‘오하시 교센 골프 토너먼트’가 있었다).

- 나리타 공항 문제를 안고 있던 지역과 가까운 사쿠라 출신인 나가시마는 나리타 공항 주변에 꽃과 초록으로 둘러싸인 사회 조성을 추진하는 '꽃과 초록의 농예 재단' 설립에 협력했다.[239] 에모토 다케노리에 의하면 나가시마는 단순히 명의를 재단에 빌려준 것뿐만 아니라 실제로 신도쿄 국제공항공단 총재의 요청을 받고 산리즈카 시바야마 연합공항반대동맹과 공항공단의 논의에 여러 차례 참여하여 반대파 핵심 인물과의 화해로 이끌었다고 한다.[240]

- 제2차 감독 시절의 어느 경기에서 대기 타석에 오쿠보 히로모토가 대타 준비를 하고 있을 때 나가시마가 ‘대타 오쿠보’를 ‘대타 모토키’라고 심판에게 잘못 전달하는 실수를 범했다. 급하게 출전한 모토키는 그 경기에서 결승 적시타를 날리는 활약을 보였다. 그러나 나가시마는 경기 후 인터뷰에서 “히로사와가 잘 쳐줬지”라고 아무 관계없는 히로사와에게 감탄했다.

- 1996년 춘계 스프링 캠프 중인 2월 20일, TV 카메라가 돌아가는 중에 불펜 한 켠에 취재진들이 모여서 빨간 잔찬코를 입고 환갑 잔치를 벌였는데, 이때 “처음으로 환갑을 맞이했는데…”라고 애매모호한 말을 남겼다.[241]

- 2015년, 시즈오카현 이즈노쿠니시에 ‘요미우리 교진군 나가시마 시게오 로드’와 ‘요미우리 교진군 나가시마 시게오 런닝 로드’가 조성됐다.[242]

- 인간어뢰 가이텐 관련 자료 등이 전시돼 있는 야마구치현 슈난시에 위치한 ‘가이텐 기념관’의 부지 내에는 나가시마 시게오의 휘호가 들어간 영령 진혼비가 세워져 있다.[243]

- 2016년 12월, 고향인 사쿠라시 우스이에 나가시마와 라이덴 다메에몬(모두 사쿠라시 관련 인물)을 다룬 네부타가 발표됐다.[244] 이 네부타는 매년 8월에 사쿠라시 우스이에서 열리는 ‘우스이 고향 축제’에 가시와 네부타와 함께 운행된다.

- 요미우리 선수들 가운데 호리우치 쓰네오, 시노즈카 가즈노리, 모토키 다이스케 등의 중매 역할을 맡았다.[245]

- 나가시마를 모티브로 한 악곡 ‘영광의 사나이’를 발표한 구와타 게이스케(사잔 올 스타즈)를 시작[246]으로 오토모 고헤이, 오오와다 신야, 오타키 에이이치, 나가부치 츠요시, 비트 다케시, 다모가미 도시오, 테리 이토, 미즈타니 유타카, 세키네 츠토무, 마츠모토 준 등 나가시마를 경애하는 저명 인사도 많다.

- 현역을 은퇴한 당일, 나가시마의 집안에는 평소와 다름없는 하루를 보냈다고 한다.[205] 아내 아키코에게는 야구장에 와달라고 청했지만 아키코는 ‘부담 줄 수 있다’는 이유로 거절했고 더욱이 당시 8세였던 장남 나가시마 가즈시게는 이 은퇴 경기를 일절 보지 않았다. 당초 나가시마는 가즈시게에게 은퇴하는 걸 알리지 않고 시구자로 나서달라고 말했지만 이 상황을 아무것도 모르고 있는 가즈시게는 ‘시구식에서 스트라이크가 잡지 못하면 창피하다’라는 이유로 거부했다. 당일 은퇴식 시간에 가즈시게는 치과 치료를 받았고, 거기에서 처음으로 나가시마의 은퇴 사실을 알게 됐다.[247][205]

- 노무라 가쓰야에게서는 감독으로서의 역량을 비판받는 경우가 많았고 노무라는 ‘나가시마는 감독의 그릇이 아니다’라고 발언했다.[248] 한편 선수로서의 나가시마는 일류라고 평가했다.

- 현역 시절 플레이 스타일에 대해 데이터 경시의 ‘컴퓨터 야구’라고 평가되기도 했지만 현역 시절 히로시마 도요 카프에서 활약했던 야마모토 가즈요시에 의하면, 대전 상대의 볼배합 데이터를 노트에 정리한 것을 확인하고 경기에 임하는 것이 나가시마의 루틴이었다고 말했다.[249][주 47]

- 제2기 감독 시절 당시 전력분석원으로 영입한 미쓰이 야스히로는 나가시마가 구장에 들어오자 “우선 감독실에 전력분석원을 부른 후 30~40분 정도 선발의 예상과 대책에 관한 이야기를 했다”, “(나가시마도)독자적으로 데이터를 모으고 있어서 질문에 대답을 못하면 ‘너는 그런 것도 조사하지 않았냐’라는 핀잔을 들었다”라고 증언했다.[250]

- 수박을 삼각으로 잘라서 윗부분만 먹었고 바나나를 한 입을 먹고 쓰레기통에 버리는 등 상당한 편식가였다.[251]

- 1988년 하계 올림픽에서 TV 리포터를 맡았는데 이 대회 수영 100m 배영 종목에서 올림픽 수영 경기 일본인 선수로는 16년 만의 금메달을 획득한 스즈키 다이치를 취재하기 위해 삼엄한 경비를 뚫고 관계자 외에 출입이 금지된 도핑 검사실을 방문했다. 이 일로 스즈키는 부정 행위를 의심받아 메달을 박탈당할 뻔했다고 한다.[252]

- 나가시마가 요미우리 감독 시절에 치렀던 올스타전 때 나카무라 다케시, 다니시게 모토노부, 나가시마가 세 사람이서 벤치에 나란히 앉아 있었다. 거기서 나카무라가 다니시게에게 ‘야, 시게[주 48]’라고 말을 걸었는데, 나가시마는 나카무라 쪽을 향해 바라보며 “뭐야, 다케시 왜 그래?”라고 자신이 불렸다고 생각하고 반응을 보여 다니시게가 크게 웃었다고 한다.[253]

- 나가시마는 줄곧 가네무라 요시아키를 ‘카나모리 군’(カナモリくん)이라고 불렀다. 이에 대해 가네무라는 “가네무라(カネムラ)라고는 말할 수 없고, 이제 카나모리는 괜찮다고 생각했다”라고 말했다.[254]

## 상세 정보

### 출신 학교
- 지바 현립 사쿠라 제1 고등학교
- 릿쿄 대학

### 선수 경력
- 요미우리 자이언츠(1958년~1974년)

### 지도자 경력
- 요미우리 자이언츠 플레잉 코치(1972년~1974년)
- 요미우리 자이언츠 감독(1975년~1980년, 1993년~2001년)

### 수상·타이틀 경력

#### 타이틀
- 수위 타자: 6회(1959년~1961년, 1963년, 1966년, 1971년) ※6차례는 우타자 기록, 센트럴 리그 기록이며, 3년 연속은 우타자 타이 기록, 센트럴 리그 타이 기록
- 홈런왕: 2회(1958년, 1961년)
- 타점왕: 5회(1958년, 1963년, 1968년~1970년) ※센트럴 리그 우타자 기록
- 최다 안타(당시는 타이틀이 아님): 10회(1958년~1963년, 1966년, 1968년, 1969년, 1971년) ※6년 연속, 통산 10회 기록은 각각 일본 기록이며, 1994년부터 타이틀로 제정됨

#### 수상
- MVP: 5회(1961년, 1963년, 1966년, 1968년, 1971년) ※역대 2위 타이 기록이며, 우타자 최다 타이 기록
- 신인왕(1958년) ※홈런왕과의 동시 수상은 사상 처음이며 이듬해에 구와타 다케시도 달성(역대 2명뿐), 타점왕과의 동시 수상은 가장 유일
- 베스트 나인: 17회(1958년~1974년) ※신인 때부터 은퇴할 때까지 현역 생활 모든 시즌에서의 베스트 나인 수상은 가장 유일
- 다이아몬드 글러브상: 2회(1972년, 1973년) ※센트럴 리그 3루수 부문 초대 수상자[255]
- 일본 시리즈 MVP: 4회(1963년, 1965년, 1969년, 1970년) ※역대 1위
- 일본 시리즈 우수 선수상: 2회(1966년, 1972년)
- 일본 시리즈 타격상: 2회(1969년, 1970년)
- 일본 프로 스포츠 대상(1971년)
- 일본 야구 명예의 전당 헌액자(1988년)
- 도쿄 스포츠 영화 대상 감독상(1992년)
- 쇼리키 마쓰타로상: 1회(1994년)
- 넘버 MVP상(1994년)
- 마이니치 스포츠인상
  - 팬상(1994년)
  - 그랑프리(2001년)
- 도쿄도민 문화영예상(1994년)[256]
- 신어·유행어 대상 연간 대상(1996년, ‘메이크도라마’)
- 세계의 명사록(1996년)
- 호치 프로 스포츠 대상 특별 공로상: 2회(2000년, 2001년)
- 아사히 스포츠상(2001년)
- 문화공로자(2005년)
- 비트 다케시의 엔터테인먼트상 50주년 특별상(2009년)
- 빅 스포츠상 특별 공로상(2013년)
- 지바현 현민 영예상(2013년)
- 사쿠라시 시민 영예상(2013년)[257]
- 국민영예상(2013년)
- 도쿄도 명예도민(2014년)[258]
- 문화훈장(2021년)[4]
- 종3위(2025년)[166][165]

### 개인 기록

#### 첫 기록
- 첫 출장·첫 선발 출장: 1958년 4월 5일, 대 고쿠테쓰 스왈로스 1차전(고라쿠엔 구장), 3번·3루수로서 선발 출장
- 첫 안타: 1958년 4월 6일, 대 고쿠테쓰 스왈로스 3차전(고라쿠엔 구장), 4회말에 미쓰바야시 세이지로부터 중월 2루타
- 첫 타점: 1958년 4월 9일, 대 다이요 웨일스 2차전(고라쿠엔 구장), 8회말에 아키야마 노보루로부터 우중간에 2점 적시 2루타
- 첫 홈런: 1958년 4월 10일, 대 다이요 웨일스 3차전(고라쿠엔 구장), 3회말에 곤도 마사토시로부터 좌월 2점 홈런

#### 기록 달성 경력
- 통산 100홈런: 1961년 10월 6일, 대 고쿠테쓰 스왈로스 26차전(메이지 진구 야구장), 9회초에 다쓰미 하지무로부터 좌월 솔로 홈런 ※역대 23번째
- 통산 150홈런: 1963년 8월 4일, 대 다이요 웨일스 18차전(가와사키 구장), 3회초에 스즈키 다카시로부터 좌월 선제 솔로 홈런 ※역대 15번째
- 통산 1000안타: 1964년 6월 20일, 대 고쿠테쓰 스왈로스 18차전(고라쿠엔 구장), 4회말에 사토 스스무로부터 우전 안타 ※역대 50번째
- 통산 200홈런: 1965년 5월 31일, 대 주니치 드래건스 8차전(주니치 스타디움), 1회초에 나카야마 도시타케로부터 좌중간에 선제 2점 홈런 ※역대 11번째
- 통산 1000경기 출장: 1965년 8월 18일, 대 주니치 드래건스 20차전(주니치 스타디움), 3번·3루수로서 선발 출장 ※역대 102번째
- 통산 250홈런: 1967년 8월 14일, 대 산케이 아톰스 19차전(고라쿠엔 구장), 1회말에 시부타니 세이지로부터 좌월 선제 결승 3점 홈런 ※역대 6번째
- 통산 1500안타: 1967년 9월 17일, 대 산케이 아톰스 25차전(고라쿠엔 구장), 6회말에 이시도 시로쿠로부터 우중간에 2점 적시 3루타 ※역대 20번째
- 통산 300개의 2루타: 1968년 8월 14일, 대 한신 타이거스 18차전(고라쿠엔 구장), 6회말에 진 바크로부터 우중간 2루타 ※역대 7번째
- 통산 3000루타: 1969년 4월 27일, 대 히로시마 도요 카프 2차전(히로시마 시민 구장), 7회초에 오바 스스무로부터 우중간 2루타 ※역대 6번째
- 통산 1000타점: 1969년 5월 4일, 대 다이요 웨일스 5차전(고라쿠엔 구장), 9회말에 히라마쓰 마사지로부터 우월 동점 희생 플라이 ※역대 6번째
- 통산 300홈런: 1969년 5월 22일, 대 산케이 아톰스 9차전(메이지 진구 야구장), 1회초에 후지와라 마코토로부터 우중간 솔로 홈런 ※역대 4번째
- 통산 1500경기 출장: 1969년 8월 17일, 대 다이요 웨일스 16차전(고라쿠엔 구장), 4번·3루수로서 선발 출장 ※역대 29번째
- 통산 1000득점: 1970년 10월 6일, 대 히로시마 도요 카프 21차전(히로시마 시민 구장), 7회초에 도이 쇼조의 중전 결승 적시타로 홈인 ※역대 8번째
- 통산 350개의 2루타: 1970년 10월 18일, 대 히로시마 도요 카프 25차전(고라쿠엔 구장), 7회말에 소토코바 요시로로부터 좌중간 2루타 ※역대 5번째
- 통산 3500루타: 1971년 4월 11일, 대 히로시마 도요 카프 2차전(고라쿠엔 구장), 3회말에 소토코바 요시로로부터 좌전 안타 ※역대 4번째
- 통산 350홈런: 1971년 4월 14일, 대 주니치 드래건스 3차전(주니치 스타디움), 9회초에 쓰치야 히로시로부터 좌월 솔로 홈런 ※역대 3번째
- 통산 2000안타: 1971년 5월 25일, 대 야쿠르트 아톰스 9차전(메이지 진구 야구장), 8회초에 아사노 게이시로부터 좌전 안타 ※역대 5번째
- 통산 400홈런: 1972년 6월 22일, 대 주니치 드래건스 15차전(주니치 스타디움), 8회초에 와코 가즈야로부터 좌월 2점 홈런 ※역대 3번째
- 통산 4000루타: 1973년 4월 17일, 대 히로시마 도요 카프 1차전(히로시마 시민 구장), 2회초에 시라이시 시즈오로부터 좌중간 펜스를 직격한 2루타 ※역대 3번째
- 통산 400개의 2루타: 1973년 9월 8일, 대 다이요 웨일스 22차전(가와사키 구장), 4회초에 야마시타 리쓰오로부터 좌중간 2루타 ※역대 4번째
- 통산 2000경기 출장: 1973년 9월 16일, 대 주니치 드래건스 17차전(고라쿠엔 구장), 4번·3루수로서 선발 출장 ※역대 6번째
- 통산 1500타점: 1974년 8월 6일, 대 주니치 드래건스 14차전(주니치 스타디움), 5회초에 시부야 유키하루로부터 우전 2점 적시타 ※역대 3번째

#### 정규 시즌
- 시즌 타율 3할대 이상: 11회(1958년~1961년, 1963년~1966년, 1968년, 1969년, 1971년) ※역대 5위 타이 기록이며 우타자로서는 역대 1위 타이 기록
- 시즌 150안타 이상: 11회(1958년~1963년, 1965년, 1966년, 1968년, 1969년, 1971년) ※일본 기록
- 타격 10위권 진입: 13회(1958년~1966년, 1968년~1971년) ※역대 4위이며, 우타자로서는 역대 1위
- 시즌 2루타수 리그 1위: 3회(1958년, 1961년, 1962년) ※센트럴 리그 타이 기록
- 시즌 루타수 리그 1위 : 4년 연속 6회(1958년~1961년, 1963년, 1971년) ※모두 역대 2위, 데뷔 이후부터 4년 연속은 사상 최장 기록
- 시즌 20홈런을 도달한 경기수: 42경기(1968년) ※역대 4위이며, 2001년 알렉스 카브레라(38경기)에 의해 경신될 때까지는 역대 1위
- 6년 연속 시즌 150안타 이상(1958년~1963년) ※역대 4위 타이 기록이며, 2003년 마쓰이 가즈오에 의해 경신될 때까지는 역대 1위
- 17년 연속 시즌 100안타 이상(1958년~1974년) ※역대 4위 타이 기록 수립, 입단 1년차부터의 기록에서는 센트럴 리그 기록(역대로는 하리모토 이사오에 이어 2위)
- 2년 연속 시즌 고의 사구 30개 이상(1960년~1961년) ※일본 타이 기록
- 6경기 연속 고의 사구: 2회(1958년 9월 7일~9월 15일, 1961년 8월 16일~8월 22일) ※일본 기록
- 4경기 연속 3루타(1960년 5월 8일~5월 14일) ※일본 기록
- 시즌 수비 기회 연속 무실책: 214회(1969년 7월 17일~10월 9일) ※3루수로서의 일본 기록
- 5년 연속 개막전 홈런(1970년~1974년) ※일본 기록
- 통산 개막전 홈런: 10개(1959년, 1960년, 1963년 2개, 1968년, 1970년~1974년) ※일본 기록[259]
- 통산 끝내기 안타: 14개 ※역대 4위 타이 기록이며, 센트럴 리그 우타자 기록
- 통산 끝내기 홈런: 7개(1959년, 1961년, 1962년, 1963년, 1966년, 1973년) ※역대 6위 타이 기록이며, 센트럴 리그 우타자 기록
- 통산 맹타상: 186회 ※센트럴 리그 기록
- 통산 2000안타 도달 속도: 1708경기(1971년 5월 25일) ※역대 2위이며, 우타자로서는 역대 1위
- 최고 장타율 : 4년 연속 5회 ※모두 오 사다하루에 이은 센트럴 리그 2위, 신인 시즌부터 3년 이상 연속은 사상 최장 기록
- 수위 타자, 최고 출루율, 최고 장타율을 동시 획득 : 3년 연속(1959~61년) ※오 사다하루와 나란히 최장 타이 기록

#### 그 외의 기록
- 동일 구장에서 1000안타 달성(고라쿠엔 구장)
- 동일 구장에서 2루타 200개 달성(고라쿠엔 구장) ※사상 최초

#### 일본 시리즈
- 통산 경기 출장: 68경기(1958년, 1959년, 1961년, 1963년, 1965년~1972년) ※역대 5위
- 통산 타율: .343(265타수 91안타) ※100타수 이상에서는 역대 2위이며, 160타수 이상에서는 역대 1위
- 통산 타수: 265타수 ※역대 1위
- 통산 득점: 49득점 ※역대 2위
- 통산 안타: 91안타 ※역대 1위
- 통산 2루타: 14개 ※역대 1위
- 통산 3루타: 2개 ※역대 5위 타이 기록
- 통산 홈런: 25홈런 ※역대 2위
- 통산 루타: 184루타 ※역대 1위
- 통산 장타: 41개 ※역대 1위
- 통산 타점: 66타점 ※역대 1위
- 통산 볼넷: 27개 ※역대 5위
- 시리즈 타율 4할대 이상: 4회(1966년, 1968년~1970년) ※시리즈 기록
- 시리즈 4개 홈런(1969년, 1970년) ※시리즈 타이 기록, 1970년은 5경기 시리즈 기록이다. 2회 기록한 것은 나가시마와 조지마 겐지(2000년, 2003년)가 기록했다.
- 연속 타석 홈런: 3개(1970년) ※시리즈 기록

#### 올스타전
- 입단 첫 해부터 은퇴까지 현역 선수로서는 17년 연속 팬 투표 1위로 선정
- 올스타전 출장 횟수: 16회(1958년~1963년, 1965년~1974년) ※1964년에는 팬 투표로 선출됐지만 부상으로 인해 출전 포기
- 통산 타율: .313(150타수 47안타) ※100타수 이상에서는 역대 5위, 130타수 이상에서는 역대 1위
- 통산 안타: 47개 ※역대 2위 타이
- 통산 2루타: 10개 ※역대 2위
- 통산 볼넷: 17개 ※역대 2위
- 통산 도루: 8개 ※역대 3위

#### 황실 관전 경기
- 통산 타율: .514(35타수 18안타) ※역대 1위
- 통산 홈런: 7개 ※역대 1위

#### 종합
- 정규 시즌, 일본 시리즈, 올스타전 모두 통산 3할 대 이상의 타율을 기록(일본 프로 야구에서 가장 유일함).

### 등번호
- 3(1958년~1974년, 2000년~2001년) ※요미우리 자이언츠의 영구 결번
- 90(1975년~1980년)
- 33(1993년~1999년)

### 연도별 타격 성적
| 연 도      | 소 속      | 경 기 | 타 석 | 타 수 | 득 점 | 안 타 | 2 루 타 | 3 루 타 | 홈 런 | 루 타 | 타 점 | 도 루 | 도 루 자 | 희 생 번 | 희 생 플 | 볼 넷 | 고 4 | 사 구 | 삼 진 | 병 살 타 | 타 율 | 출 루 율 | 장 타 율 | O P S |
| ---------- | ---------- | ----- | ----- | ----- | ----- | ----- | ------- | ------- | ----- | ----- | ----- | ----- | -------- | -------- | -------- | ----- | ---- | ----- | ----- | -------- | ----- | -------- | -------- | ----- |
| 1958년     | 요미우리   | 130   | 550   | 502   | 89    | 153   | 34      | 8       | 29    | 290   | 92    | 37    | 10       | 1        | 6        | 36    | 15   | 5     | 53    | 3        | .305  | .353     | .578     | .931  |
| 1959년     | 요미우리   | 124   | 526   | 449   | 88    | 150   | 32      | 6       | 27    | 275   | 82    | 21    | 6        | 0        | 3        | 70    | 17   | 4     | 40    | 9        | .334  | .426     | .612     | 1.038 |
| 1960년     | 요미우리   | 126   | 524   | 452   | 71    | 151   | 22      | 12      | 16    | 245   | 64    | 31    | 12       | 0        | 2        | 70    | 32   | 0     | 28    | 8        | .334  | .422     | .542     | .964  |
| 1961년     | 요미우리   | 130   | 543   | 448   | 84    | 158   | 32      | 9       | 28    | 292   | 86    | 14    | 11       | 1        | 5        | 88    | 35   | 1     | 34    | 14       | .353  | .456     | .652     | 1.108 |
| 1962년     | 요미우리   | 134   | 584   | 525   | 69    | 151   | 38      | 5       | 25    | 274   | 80    | 18    | 7        | 0        | 3        | 51    | 7    | 5     | 61    | 14       | .288  | .354     | .522     | .876  |
| 1963년     | 요미우리   | 134   | 577   | 478   | 99    | 163   | 28      | 6       | 37    | 314   | 112   | 16    | 3        | 0        | 10       | 86    | 18   | 3     | 30    | 14       | .341  | .437     | .657     | 1.094 |
| 1964년     | 요미우리   | 133   | 566   | 459   | 81    | 144   | 19      | 6       | 31    | 268   | 90    | 13    | 2        | 0        | 6        | 96    | 15   | 5     | 34    | 8        | .314  | .433     | .584     | 1.017 |
| 1965년     | 요미우리   | 131   | 560   | 503   | 70    | 151   | 23      | 5       | 17    | 235   | 80    | 2     | 6        | 0        | 5        | 50    | 12   | 2     | 42    | 16       | .300  | .363     | .467     | .830  |
| 1966년     | 요미우리   | 128   | 543   | 474   | 83    | 163   | 31      | 3       | 26    | 278   | 105   | 14    | 7        | 0        | 8        | 58    | 14   | 3     | 39    | 17       | .344  | .413     | .586     | .999  |
| 1967년     | 요미우리   | 122   | 515   | 474   | 65    | 134   | 25      | 3       | 19    | 222   | 77    | 2     | 3        | 0        | 3        | 37    | 4    | 1     | 37    | 24       | .283  | .334     | .468     | .802  |
| 1968년     | 요미우리   | 131   | 569   | 494   | 80    | 157   | 21      | 4       | 39    | 303   | 125   | 8     | 3        | 1        | 5        | 66    | 12   | 3     | 74    | 19       | .318  | .398     | .613     | 1.011 |
| 1969년     | 요미우리   | 126   | 546   | 502   | 71    | 156   | 23      | 2       | 32    | 279   | 115   | 1     | 1        | 0        | 4        | 38    | 1    | 2     | 58    | 15       | .311  | .359     | .556     | .915  |
| 1970년     | 요미우리   | 127   | 525   | 476   | 56    | 128   | 22      | 2       | 22    | 220   | 105   | 1     | 2        | 0        | 9        | 40    | 1    | 0     | 52    | 15       | .269  | .320     | .462     | .782  |
| 1971년     | 요미우리   | 130   | 547   | 485   | 84    | 155   | 21      | 2       | 34    | 282   | 86    | 4     | 3        | 0        | 1        | 59    | 8    | 2     | 45    | 20       | .320  | .395     | .581     | .976  |
| 1972년     | 요미우리   | 125   | 520   | 448   | 64    | 119   | 17      | 0       | 27    | 217   | 92    | 3     | 2        | 0        | 8        | 63    | 11   | 1     | 34    | 23       | .266  | .352     | .484     | .836  |
| 1973년     | 요미우리   | 127   | 530   | 483   | 60    | 130   | 14      | 0       | 20    | 204   | 76    | 3     | 2        | 1        | 8        | 37    | 3    | 1     | 35    | 20       | .269  | .318     | .422     | .740  |
| 1974년     | 요미우리   | 128   | 476   | 442   | 56    | 108   | 16      | 1       | 15    | 171   | 55    | 2     | 1        | 1        | 4        | 24    | 0    | 5     | 33    | 18       | .244  | .288     | .387     | .675  |
| 통산: 17년 | 통산: 17년 | 2186  | 9201  | 8094  | 1270  | 2471  | 418     | 74      | 444   | 4369  | 1522  | 190   | 81       | 5        | 90       | 969   | 205  | 43    | 729   | 257      | .305  | .379     | .540     | .919  |

- 굵은 글씨는 시즌 최고 성적.

### 연도별 타격 성적 소속 리그내에서의 순위
| 연 도 | 연 령 | 리 그       | 타 율 | 안 타 | 2 루 타 | 3 루 타 | 홈 런 | 타 점 | 도 루 | 출 루 율 |
| ----- | ----- | ----------- | ----- | ----- | ------- | ------- | ----- | ----- | ----- | -------- |
| 1958  | 22    | 센트럴 리그 | 2위   | 1위   | 1위     | 2위     | 1위   | 1위   | 2위   | 5위      |
| 1959  | 23    | 센트럴 리그 | 1위   | 1위   | 2위     | 11위    | 3위   | 4위   | 7위   | 1위      |
| 1960  | 24    | 센트럴 리그 | 1위   | 1위   | 8위     | 1위     | 7위   | 6위   | 2위   | 1위      |
| 1961  | 25    | 센트럴 리그 | 1위   | 1위   | 1위     | 2위     | 1위   | 2위   | 8위   | 1위      |
| 1962  | 26    | 센트럴 리그 | 5위   | 1위   | 1위     | 3위     | 2위   | 2위   | 3위   | 6위      |
| 1963  | 27    | 센트럴 리그 | 1위   | 1위   | 2위     | 1위     | 2위   | 1위   | 9위   | 2위      |
| 1964  | 28    | 센트럴 리그 | 4위   | 6위   | 19위    | 4위     | 3위   | 4위   | 12위  | 2위      |
| 1965  | 29    | 센트럴 리그 | 5위   | 2위   | 4위     | 3위     | 8위   | 2위   | -     | 4위      |
| 1966  | 30    | 센트럴 리그 | 1위   | 1위   | 2위     | 10위    | 2위   | 2위   | 7위   | 2위      |
| 1967  | 31    | 센트럴 리그 | 12위  | 6위   | 6위     | 11위    | 9위   | 6위   | -     | 14위     |
| 1968  | 32    | 센트럴 리그 | 2위   | 1위   | 13위    | 10위    | 3위   | 1위   | 16위  | 2위      |
| 1969  | 33    | 센트럴 리그 | 3위   | 1위   | 5위     | 11위    | 4위   | 1위   | -     | 5위      |
| 1970  | 34    | 센트럴 리그 | 10위  | 5위   | 6위     | 15위    | 5위   | 1위   | -     | 12위     |
| 1971  | 35    | 센트럴 리그 | 1위   | 1위   | 4위     | 15위    | 2위   | 2위   | -     | 2위      |
| 1972  | 36    | 센트럴 리그 | -     | 16위  | 19위    | -       | 4위   | 3위   | -     | 11위     |
| 1973  | 37    | 센트럴 리그 | 13위  | 9위   | 20위    | -       | 6위   | 4위   | -     | 19위     |
| 1974  | 38    | 센트럴 리그 | -     | -     | 18위    | -       | 18위  | 14위  | -     | -        |

- ‘-’: 20위 미만
- 연도에서 굵은 글씨는 규정 타석에 도달한 연도, 황금색으로 음영된 부분은 최우수 선수상(MVP) 수상 연도

### 연도별 수비 성적
| 연도 | 소속     | 3루   | 3루   | 3루   | 3루   | 3루   | 3루      | 유격  | 유격  | 유격  | 유격  | 유격  | 유격     | 외야  | 외야  | 외야  | 외야  | 외야  | 외야     |
| 연도 | 소속     | 경 기 | 척 살 | 보 살 | 실 책 | 병 살 | 수 비 율 | 경 기 | 척 살 | 보 살 | 실 책 | 병 살 | 수 비 율 | 경 기 | 척 살 | 보 살 | 실 책 | 병 살 | 수 비 율 |
| ---- | -------- | ----- | ----- | ----- | ----- | ----- | -------- | ----- | ----- | ----- | ----- | ----- | -------- | ----- | ----- | ----- | ----- | ----- | -------- |
| 1958 | 요미우리 | 130   | 129   | 385   | 25    | 31    | .954     | -     | -     | -     | -     | -     | -        | -     | -     | -     | -     | -     | -        |
| 1959 | 요미우리 | 123   | 103   | 370   | 15    | 25    | .969     | -     | -     | -     | -     | -     | -        | -     | -     | -     | -     | -     | -        |
| 1960 | 요미우리 | 123   | 92    | 362   | 19    | 30    | .960     | 10    | 14    | 24    | 2     | 4     | .950     | -     | -     | -     | -     | -     | -        |
| 1961 | 요미우리 | 129   | 125   | 369   | 16    | 30    | .969     | 8     | 12    | 17    | 1     | 4     | .967     | -     | -     | -     | -     | -     | -        |
| 1962 | 요미우리 | 134   | 120   | 341   | 15    | 29    | .968     | -     | -     | -     | -     | -     | -        | 1     | 0     | 0     | 0     | 0     | .---     |
| 1963 | 요미우리 | 132   | 114   | 374   | 13    | 33    | .974     | -     | -     | -     | -     | -     | -        | -     | -     | -     | -     | -     | -        |
| 1964 | 요미우리 | 133   | 118   | 385   | 16    | 30    | .969     | -     | -     | -     | -     | -     | -        | -     | -     | -     | -     | -     | -        |
| 1965 | 요미우리 | 131   | 117   | 317   | 14    | 24    | .969     | -     | -     | -     | -     | -     | -        | -     | -     | -     | -     | -     | -        |
| 1966 | 요미우리 | 127   | 109   | 314   | 14    | 20    | .968     | -     | -     | -     | -     | -     | -        | -     | -     | -     | -     | -     | -        |
| 1967 | 요미우리 | 121   | 88    | 274   | 13    | 29    | .965     | -     | -     | -     | -     | -     | -        | -     | -     | -     | -     | -     | -        |
| 1968 | 요미우리 | 131   | 111   | 285   | 19    | 31    | .954     | -     | -     | -     | -     | -     | -        | -     | -     | -     | -     | -     | -        |
| 1969 | 요미우리 | 126   | 109   | 305   | 12    | 22    | .972     | -     | -     | -     | -     | -     | -        | -     | -     | -     | -     | -     | -        |
| 1970 | 요미우리 | 127   | 88    | 256   | 19    | 8     | .948     | -     | -     | -     | -     | -     | -        | -     | -     | -     | -     | -     | -        |
| 1971 | 요미우리 | 129   | 79    | 262   | 14    | 21    | .961     | -     | -     | -     | -     | -     | -        | -     | -     | -     | -     | -     | -        |
| 1972 | 요미우리 | 124   | 103   | 237   | 10    | 28    | .971     | -     | -     | -     | -     | -     | -        | -     | -     | -     | -     | -     | -        |
| 1973 | 요미우리 | 127   | 96    | 279   | 12    | 25    | .969     | -     | -     | -     | -     | -     | -        | -     | -     | -     | -     | -     | -        |
| 1974 | 요미우리 | 125   | 66    | 210   | 15    | 18    | .948     | -     | -     | -     | -     | -     | -        | -     | -     | -     | -     | -     | -        |
| 통산 | 통산     | 2172  | 1767  | 5325  | 261   | 434   | .965     | 18    | 26    | 41    | 3     | 8     | .957     | 1     | 0     | 0     | 0     | 0     | .---     |

- 굵은 글씨는 시즌 최고 성적, 붉은색 글씨는 일본 프로 야구 3루수에 의한 역대 최고 성적.
- 연도 항목에서 굵은 글씨는 다이아몬드 글러브상 수상 연도.

### 올스타전 통산 타격 성적
| 경 기 | 타 수 | 득 점 | 안 타 | 2 루 타 | 3 루 타 | 홈 런 | 루 타 | 타 점 | 도 루 | 도 루 자 | 희 생 번 | 희 생 플 | 볼 넷 | 고 4 | 몸 맞 | 삼 진 | 병 살 타 | 타 율 |
| ----- | ----- | ----- | ----- | ------- | ------- | ----- | ----- | ----- | ----- | -------- | -------- | -------- | ----- | ---- | ----- | ----- | -------- | ----- |
| 43    | 150   | 21    | 47    | 10      | 0       | 7     | 78    | 21    | 8     | 3        | 0        | 1        | 17    | 0    | 0     | 13    | 6        | .313  |

### 일본 시리즈 통산 타격 성적
| 경 기 | 타 수 | 득 점 | 안 타 | 2 루 타 | 3 루 타 | 홈 런 | 루 타 | 타 점 | 도 루 | 도 루 자 | 희 생 번 | 희 생 플 | 볼 넷 | 고 4 | 몸 맞 | 삼 진 | 병 살 타 | 타 율 |
| ----- | ----- | ----- | ----- | ------- | ------- | ----- | ----- | ----- | ----- | -------- | -------- | -------- | ----- | ---- | ----- | ----- | -------- | ----- |
| 68    | 265   | 49    | 91    | 14      | 2       | 25    | 184   | 66    | 3     | 6        | 0        | 3        | 27    | 1    | 1     | 21    | 5        | .343  |

- 굵은 글씨는 일본 시리즈 역대 최고 성적.

### 연도별 감독 성적
| 연도       | 소속       | 순위       | 경기 | 승리 | 패전 | 무승부 | 승률 | 승차                        | 팀 홈런                     | 팀 타율                     | 팀 평균자책점               | 연령                        |
| ---------- | ---------- | ---------- | ---- | ---- | ---- | ------ | ---- | --------------------------- | --------------------------- | --------------------------- | --------------------------- | --------------------------- |
| 1975년     | 요미우리   | 6위        | 130  | 47   | 76   | 7      | .382 | 27                          | 117                         | .236                        | 3.53                        | 39세                        |
| 1976년     | 요미우리   | 1위        | 130  | 76   | 45   | 9      | .628 | -                           | 167                         | .280                        | 3.58                        | 40세                        |
| 1977년     | 요미우리   | 1위        | 130  | 80   | 46   | 4      | .635 | -                           | 181                         | .280                        | 3.48                        | 41세                        |
| 1978년     | 요미우리   | 2위        | 130  | 65   | 49   | 16     | .570 | 3                           | 136                         | .270                        | 3.61                        | 42세                        |
| 1979년     | 요미우리   | 5위        | 130  | 58   | 62   | 10     | .483 | 10.5                        | 154                         | .259                        | 3.85                        | 43세                        |
| 1980년     | 요미우리   | 3위        | 130  | 61   | 60   | 9      | .504 | 14                          | 153                         | .243                        | 2.95                        | 44세                        |
| 1993년     | 요미우리   | 3위        | 131  | 64   | 66   | 1      | .492 | 16                          | 105                         | .238                        | 3.22                        | 57세                        |
| 1994년     | 요미우리   | 1위        | 130  | 70   | 60   | 0      | .538 | -                           | 122                         | .258                        | 3.41                        | 58세                        |
| 1995년     | 요미우리   | 3위        | 131  | 72   | 58   | 1      | .554 | 10                          | 139                         | .252                        | 3.40                        | 59세                        |
| 1996년     | 요미우리   | 1위        | 130  | 77   | 53   | 0      | .592 | -                           | 147                         | .253                        | 3.47                        | 60세                        |
| 1997년     | 요미우리   | 4위        | 135  | 63   | 72   | 0      | .467 | 20                          | 150                         | .251                        | 3.69                        | 61세                        |
| 1998년     | 요미우리   | 3위        | 135  | 73   | 62   | 0      | .541 | 6                           | 148                         | .267                        | 3.74                        | 62세                        |
| 1999년     | 요미우리   | 2위        | 135  | 75   | 60   | 0      | .556 | 6                           | 182                         | .265                        | 3.84                        | 63세                        |
| 2000년     | 요미우리   | 1위        | 135  | 78   | 57   | 0      | .578 | -                           | 203                         | .263                        | 3.34                        | 64세                        |
| 2001년     | 요미우리   | 2위        | 140  | 75   | 63   | 2      | .543 | 3                           | 196                         | .271                        | 4.45                        | 65세                        |
| 통산: 15년 | 통산: 15년 | 통산: 15년 | 1982 | 1034 | 889  | 59     | .538 | A클래스: 12회, B클래스: 3회 | A클래스: 12회, B클래스: 3회 | A클래스: 12회, B클래스: 3회 | A클래스: 12회, B클래스: 3회 | A클래스: 12회, B클래스: 3회 |

1. 1975년부터 1996년까지는 130경기제.
2. 1997년부터 2000년까지는 135경기제.
3. 2001년부터 2004년까지는 140경기제.

- 순위에서 굵은 글씨는 일본 시리즈 우승.

## 저서
- 《燃えた、打った、走った！》 [불태웠다. 쳤다. 뛰었다!]. 주코분코 BIBLIO 20세기. ISBN 4-122-03953-3.
  - 《燃えた、打った、走った！》 [불태웠다. 쳤다. 뛰었다!]. 일본 도서 센터 ‘인간의 기록’. ISBN 4-8205-4281-8. 초판(고단샤, 1974년)의 복각
- 《ネバーギブアップ～キューバの太陽 カリブの太陽に誓う》 [네버 기브 업~ 쿠바의 태양 카리브의 태양에게 맹세하다]. 슈에이샤. 1981년 4월. ASIN B000J7ZJGE
- 《長島茂雄のトランジットタイム―はじめてのエッセイ》 [나가시마 시게오의 트랜싯타임 - 첫 에세이]. 덴쓰. 1984년. ISBN 4-885-53402-X.
- 《ありがとうシノ―名人・篠塚利夫 熱球文庫シリーズ》 [고마워요 시노 - 명인·시노즈카 도시오 열구문고 시리즈]. 고분샤. 1985년 1월. ISBN 978-4770406033.
- 《長嶋茂雄 笑顔の言葉》 [나가시마 시게오 웃는 얼굴의 말]. 분게이슌주편·간. 2001년 12월. ISBN 4-16-358200-2.
- 《人生の知恵袋 ミスターと7人の水先案内人》 [인생의 지혜주머니 미스터와 7인의 물길 안내인]. 겐토샤. 2004년 1월. ISBN 4-344-00457-4. ※대담집
- 고바야시, 노부야, 편집. (2005년 11월). 《長嶋茂雄からのメッセージ 元気と笑顔を、あなたへ》 [나가시마 시게오로부터의 메시지: 건강과 웃음을, 당신에게]. 도호 출판. ISBN 4-8094-0494-3.
- 《野球は人生そのものだ》 [야구는 인생 그 자체다]. 니혼케이자이 신문 출판사. 2009년 11월 11일. ISBN 4-532-16723-X. ※‘나의 이력서’ 연재에 증보
- 《野球へのラブレター》 [야구에의 러브레터]. 분슌신쇼. 분게이슌주. 2010년 8월. ISBN 4-16-660764-2.
- 《野球人は1年ごとに若返る》 [야구인은 1년마다 젊어진다]. KADOKAWA. 2016년 2월 20일. ISBN 978-4046015051.

### 주해
1. ↑  문화훈장 수상자 발표 당시 문부과학성에서 공표한 사진이다.[1]
2. ↑  성씨의 표기에는 두 종류가 있으며 모두 정식으로 표기하고 있다. 자세한 것은 관련 내용 참조.
3. ↑  정식 타이틀로 제정된 것은 1994년이고 나가시마가 현역으로 활약하던 당시(1958년~1974년)에는 정식 타이틀이 아니었다.
4. ↑  《성씨》 (저자: 니와 모토지, 감수: 히구치 기요유키) 237쪽에 의하면 나가시마씨는 간무 헤이시씨 요시후미류 지바씨의 후예라고 기술했다.
5. ↑  게이세이 전철은 1947년경까지 훗날 입단하는 요미우리 자이언츠의 대주주이기도 했다. 그 게이세이 전철에서는 1977년 말에 자사에서 발매된 ‘쇼와 53년 나리타산 참배 기념 승차권’(昭和五十三年成田山参拝記念乗車券)에 제1기 요미우리 감독 시절의 나가시마를 기용했다.
6. ↑  2018년 12월에 포토 퍼블리싱이 발행한 이쿠타 마코토의 저서 《게이세이 전철 고지도 산책》에 게이세이우스이역의 페이지에 기재돼 있다.
7. ↑  나가시마가 대학을 중퇴하고 프로에 입단할 지도 모른다는 것을 알아차린 당시 한큐 브레이브스의 마루오 지토지 스카우트가 나가시마의 집을 방문했다.[22]
8. ↑  스나오시에게서 특별 대우를 받고 있던 나가시마는 선배들한테서 미움을 받아 사사건건 ‘지도’라는 이름의 폭력이라는 형태로 집단 괴롭힘을 당하고 있었다. 연대 책임이라는 방식으로 나가시마와 같이 입단했던 동급생 전원에게 피해가 갔던 적도 적지 않았다.
9. ↑  곤도 다다유키는 자신의 저서인 《프로 야구 운명의 만남》(2006)에서 “나가시마는 2학년이 된 직후 히가시나가사키 그라운드(당시 릿쿄 대학 야구부 연습장)에서 연습 도중 4학년 선배로부터 트집을 잡혀 가슴을 맞았고 이에 격분한 나가시마는 방망이를 가지고 와서 4학년 선배들에게 싸움을 걸었다. 2학년 동급생들도 나가시마에게 가세하는 한편 4학년생들도 모두 방망이를 꺼내 난투극으로 이어질 뻔했지만 최종적으로 4학년 선배가 먼저 방망이를 내려놓았다. 먼저 손을 댄 4학년 선배는 학교측으로부터 엄중 주의를 받은 한편, 나가시마는 ‘야구부 퇴단, 3개월 간의 출장 정지, 합숙소를 퇴소하라’는 등의 엄격한 처분안도 나왔지만 당시의 나가시마는 아버지가 사망하는 등 집안이 가난했던 것과 아슬아슬한 방망이 사건을 일으켰던 것으로부터 ‘합숙소에서 근신 1주일, 매일 밤 1시간에 걸친 4학년생으로부터의 교육’이라는 처분에 그쳤다”라고 기술했다.[24] 한편 쓰보우치 미치노리는 자신의 저서 《풍설 속의 야구 반세기》(1987)에서 “스나오시 감독의 스파르타 훈련 방식에 싫증이 나서 그런 것 같다”고 밝혔다.[25]
10. ↑  두 사람 모두 ‘프로에서 한다면 함께하겠다’라고 서로 맹세하고 있었다.[26][27]
11. ↑  스기우라가 주니치에 입단하려고 한 이유에 대해 나가시마와 스기우라에게 있어서 릿쿄 대학 선배에 해당하는 쓰보우치 미치노리(주니치 OB)는 자신의 저서 《풍설 속의 야구 반세기》(1987)에서 ‘(스기우라의) 연고지 구단이라서 그랬을 것이다’라고 추측한 것[25] 외에도 전 주니치 구단 대표였던 다카다 가즈오(임기: 1961년 ~ 1964년)는 “스기우라는 ‘아이치현 출신이라서 주니치팬이다’라고 말했다”고 증언했다.[28] 훗날 스기우라는 쓰보우치에게 그 발언의 진위를 물었더니 ‘그런 적이 있었지요’라고 대답[27]한 것 외에 나가시마도 다카다와 친분이 있던 곤도 다다유키로부터 이 일에 대해 질문을 받고 동요했다.[28]
12. ↑  쓰보우치는 자신의 저서에서 스기우라와 나가시마 등이 주니치 구단 사무소를 찾아가 입단을 원했다는 이야기에 대해 “1955년 9월에 스기우라·나가시마는 둘이서 도쿄 니시긴자에 위치한 주니치 구단 사무소를 찾아가 이에 응대한 나카무라 산고로 구단 대표에게 ‘주니치에 입단시켜 주십시오’라고 요청했으나 나카무라에게서 설득돼 돌아왔다”라고 기술했다.[25][27] 한편 곤도는 자신과 친분이 있던 다카다 가즈오(당시 구단 대표 대행)에게서 “두 사람은 2학년 말쯤에 나고야의 주니치 본사에 갑자기 찾아와서 ‘주니치에 입단시켜 주었으면 한다’라고 신청했다. 하지만 구단 대표 대행을 맡고 있던 자신이 ‘일단은 졸업하고 오게. 대학생들은 공부하는게 본분이니까’라고 조언했다”라는 증언을 했다.[29]
13. ↑  이 일화를 다룬 스기이 데루오는 나가시마와 친분이 있던 쓰루타 고지에 관한 내용이 담긴 자서전 《쓰루타 고지》(1997)에서 “(만약 두 사람의 주니치 입단이 성사됐다면 스기우라가 입단했던) 난카이의 미도스지 퍼레이드(우승 퍼레이드)는 나고야의 히로코지(우승) 퍼레이드가 됐을지도 모르겠고 (나가시마가 입단했던)요미우리의 V9는 주니치의 V9이 됐을지도 모른다. 주니치는 애석하게도 아까운 인재를 놓친 셈이다”라고 말했다.[30] 또한 곤도(2006)는 “주니치는 나가시마와 스기우라를 스스로 무료라도 좋다고 했음에도 불구하고 아깝게 놓쳐버렸다”며[28] 쓰보우치(1987)도 “(만약 주니치에 입단했다면)나가시마는 ‘미스터 드래건스’가 됐을텐데 주니치는 대어(훗날 야구사에 남을 슈퍼스타가 된 두 사람)를 두 마리나 놓쳤다. 나카무라 대표는 1956년 경에 이런 사실을 후회하면서 모두에게 말한 적이 있었다”라고 밝혔다.[31] 주니치 구단의 모기업이자 주니치 신문사가 발행하는 ‘주니치 스포츠’ 기자 마스다 마모루(2020)는 “요미우리와 난카이에서 모두 신인왕이 될 두 사람(나가시마와 스기우라)을 그대로 입단시켰다면 틀림없이 주니치, 아니 그보다는 프로 야구의 역사가 바뀌었을 것이다. 그 정도로 스타가 될 것이라고는 생각지도 못했을 수 있으나, 필자는 방황하는 대학생을 설교해서 돌아가게 만든 나카무라 대표에게 탄복하고 싶은 심정이다”라고 말했다.[27]
14. ↑  이 기록을 앞에 든 것은 1930년 미야타케 사부로(게이오기주쿠 대학 소속이며 훗날 프로에서 한큐군 초대 주장으로서도 활약), 1936년 고 메이쇼(와세다 대학 소속이며 2014년 타이완 영화 《KANO》에서 준주역같은 존재로 그려졌다) 등이 모두 7개의 홈런을 기록했다.
15. ↑  다이에이 스타스 구단주인 나가타 마사이치가 졸업 후의 스카웃을 노리고 대학 1학년 때의 나가시마와 집에서 면회하여 “우승할 팀에서 야구하고 싶다”라고 말한 사실을 NHK TV의 《그 때 역사가 움직였다》(2005년 2월 9일 방송)에서 소개된 적이 있었다.[33]
16. ↑  한신 타이거스의 스카우트였던 아오키 이치조는 대학을 중퇴시키고서의 스카웃을 바라고 본인과 가족에게 교섭했지만[34] 후지무라 배척 사건 때문에 실패했다.
17. ↑  히로시마 카프도 나가시마를 히로시마 관광에 초대했다.[35] 장남 가즈시게에게는 프로에 입단할 구단으로 카프를 추천했다고 한다.[35]
18. ↑  나가시마는 아버지가 돌아가시고 나서 행상을 하는 등의 생계를 유지하고 있는 어머니를 매우 존경하고 있어 어머니의 간절한 바램을 거절할 수 없었다고 한다.
19. ↑  당시 가와카미의 등번호 16번은 영구 결번으로 지정돼 있지 않았고 그로부터 8년 후인 1965년에서야 지정됐다.
20. ↑  주위에서 붙여준 별명이 아니라 본인 스스로를 자칭하고 있었다는 이야기도 있다.
21. ↑  이 경우에서의 나가시마는 2루를 밟은 순간에 1루를 다시 밟는 것이 허용되지 않게 되면서(공인야구규칙 7.10(b)(2)) 투수가 공을 가진 채로 플레이가 시작된 후 투수가 초구를 던지기 전에 1루수 후지이 히로무가 송구를 요구하여 투수 우가리 미치오에게서 송구를 받아 누상에 터치하고 심판에게 어필해 1루심 다케모토 가쓰오가 아웃을 선언했다.[39] 이 경우, 투수에게는 보살, 1루수에게 척살이 기록돼 기록상 투수앞 땅볼과는 똑같기 때문인 것으로 전해지고 있다.
22. ↑  1946년부터 1960년까지 정식 구단 명칭은 ‘오사카 타이거스’였지만 이전에도 약칭으로서는 ‘한신’, 통칭으로 ‘한신 타이거스’라고 사용되고 있었다.
23. ↑  소년 시절에 이 천황 참관 경기를 TV로 관전하고 있던 사와키 고타로는 자신의 저서 《3인의 삼루수》(1975년)에서 “(나가시마는)어린이에게도 즉석에서 이해할 수 있는 영웅이었다”라고 적고 있다.
24. ↑  가와카미 데쓰하루의 기록을 6년 만에 갈아치우고 오 사다하루에게서 추월당할 때까지 5년간 유지됐다.
25. ↑  타 구단에서 트레이드로 요미우리에 입단한 선수를 포함하면 2004년에 고쿠보 히로키(2003년 시즌 종료 후 다이에→요미우리 이적)가 41홈런을 기록하며 요미우리 팀 역사상 최초로 우타자의 40홈런을 달성했고 2010년에는 알렉스 라미레스(2007년 시즌 종료 후 야쿠르트→요미우리 이적)가 49홈런을 기록하면서 고쿠보의 기록을 깨고 요미우리의 외국인 우타자로서 시즌 최다 홈런이 됐다.
26. ↑  참고로 그해 이후 요미우리 우타자의 수위 타자 획득은 2009년에 알렉스 라미레스가, 일본인 우타자로 한정하면 2011년에 조노 히사요시가 획득할 때까지 매우 긴 연수가 지나 있었다.
27. ↑  당시 《닛폰 방송 쇼 업 나이터》의 실황 아나운서인 후카사와 히로시에 의하면 10월 1일에 나가시마로부터 자택에 와달라는 전화를 받고 현역에서 은퇴하겠다는 취지를 후카사와에게 직접 전달했다고 한다.[53]
28. ↑  당시 고별사 초고(나가시마가 기술한 발언을 지인의 남성이 쓴 것)에는 ‘영원히 불멸’(永遠に不滅)이라고 쓰여져 있어서 실제 은퇴 경기에서 말한 ‘영구히 불멸’(永久に不滅)은 그것을 나가시마가 잘못 읽은 것이었다.[55]
29. ↑  2000년~2001년에는 인정자인 나가시마 본인의 사용에 의해서 일시적으로 부활했다.
30. ↑  오리콘 공식 발표에 따르면, 본작 이후인 2003년 아야노코지 기미마로의 《아야노코지 기미마로 폭소 슈퍼라이브 제1집! 중장년에게 사랑을 담아서…》까지 오리콘 앨범 차트에서 주간 톱 20위 안에 들어간 음악 이외의 앨범 작품은 없었다.[62]
31. ↑  당시 90번이라는 등번호가 일본 프로 야구 선수(지배하 등록자) 및 감독·코치 중에서는 가장 큰 숫자이며 이 번호를 붙인 것은 나가시마가 처음이었다. 이 때문인지 제1기 감독 시절에는 나가시마를 가리키는 말로서 언론에서는 이 ‘90번’을 신문 기사나 TV의 제목으로 자주 사용됐다.
32. ↑  전쟁 전에 요미우리(당시 구단명은 도쿄 교진군)에서 활약한 필리핀인이었던 아델라노 리베라가 1년 간 소속됐고 더욱이 역시 전쟁 전에 활약했던 빅토르 스타루힌은 러시아계 일본인이지만 일본에서 학교를 다닌 적이 있었다. ‘학력까지 포함하고 외국에서 자란 비일본계의 외국인 선수’로는 리베라에 이어 두 번째지만 전후로 한정하면 처음이다.
33. ↑  당시 이토 캠프에서는 에가와 스구루, 니시모토 다카시, 스미 미쓰오, 후지시로 가즈아키, 가토리 요시타카, 아카미네 겐유, 야마쿠라 가즈히로, 가사마 유지, 나카하타 기요시, 아와구치 겐지, 시노즈카 도시오, 마쓰모토 다다시, 히라타 가오루, 야마모토 고지, 나카쓰카사 도쿠조, 고노 가즈마사, 나카이 야스유키, 니노미야 이타루 등 18명이 참가했다.
34. ↑  오 사다하루의 증언에 따르면 사다하루는 이번 시즌을 끝으로 현역에서 물러날 결심을 하고 은퇴 기자회견할 장소를 미리 잡아놨지만 급거 자신의 현역 은퇴 기자회견이 취소되면서 그 장소에서 나가시마의 감독 사임 기자회견이 열렸다고 한다.[84]
35. ↑  현역 은퇴 전후 즈음에도 같은 발언을 한 적이 있어 “야구라는 스포츠는 인생 그 자체라고 나는 생각합니다. 실의와 득의, 성공과 실패가 항상 마주하고 있습니다. 승자가 웃고있는 그 그림자 뒤에는 항상 패자가 있습니다. 영광의 그늘에는 수많은 좌절이 있습니다”라고 말했다(사와키 고타로 저 《3인의 3루수》).
36. ↑  훗날 나가시마는 아가와 사와코와의 대담에서 “(의식은)없었다. 이미 (상태는)상중하 중의 하로 제일 안 좋았으니까 그 아래는 죽음이었다”라고 말했다(아가와 사와코, 2011년).
37. ↑  나가시마는 가즈시게의 판단에 대해 “제일 상태가 안 좋을 때였으니까요”라고 이해한다는 뜻을 표하면서도 누가 뭐라고 하든 아테네에 가려고 했던 결심이 무산된 것에 대한 충격과 고독감을 토로했다(아가와 사와코, 2011년).
38. ↑  2010년까지 매년 1월에 개최되고 있었다.
39. ↑  이 내용은 2011년에 단행본으로 발간했다(아가와 사와코, 2011년).
40. ↑  ZOZO 마린 스타디움에서 예정돼 있던 지바 롯데 대 요미우리전만 우천 취소됐다. 요미우리측에서는 감독 아베 신노스케를 비롯해 선수·코치진·스태프가 실내 연습장에 모여 묵념을 했다. 다음 날 4일의 경기에서는 조기가 내걸려 경기 시작 전 양팀에 의한 묵념이 이뤄진 것 외에도 요미우리 선수·코치진·스태프 전원이 검은 리본을 달고 경기에 임했다.
41. ↑  이하라 히데오 저 《올바른 기술 이기는 작전의 요령 야구 규칙》 (유키쇼보, 1987년) p64-65. 공인야구규칙의 6·02a(타자의 의무)에서는 타자는 자신의 타순이 오면 즉시 타석으로 들어가 타격 자세를 취해야만 하는 것으로 돼있으나 “방망이를 들고” 라는 표현이 명기돼 있지 않았다. 이 때 당시 주심은 나가시마가 방망이를 들지 않고 있어도 맨손으로 자세를 취했기 때문에 타격 자세를 취한 것으로 간주하여 볼넷 판정을 내렸지만 방망이를 들고 있지 않으면 투수의 투구를 치는 것은 불가능하여 이하라는 나가시마의 이러한 행위에 대해 주심에 따라서는 타격 자세를 취하지 않았다고 간주될 가능성이 있었다는 것을 위의 책에서 지적하고 있다. 또한 타자가 타격 자세를 취하려고 하지 않는 경우 주심은 투수에게 투수를 지시하고, 어떠한 투구가 오더라도 스트라이크를 선언할 수 있다. 이 때문에 만약 주심이 타격 자세를 취하지 않았다고 간주했을 경우 맨손으로 자세를 취하고 있는 이상 투구는 전부 스트라이크가 되면서, 스트라이크를 3회 선언될 때까지 타자가 타격자세를 취하지 않았을 때는 아웃이 선언된다.
42. ↑  이 부분에 대해서는 히로오카 다쓰로와 호리우치 쓰네오가 증언했다.
43. ↑  인용 중 괄호 안의 부분은 기자가 한 묘사였다. 당시는 전년도 1960년에 일어난 안보투쟁의 기억이 생생하게 남아 있던 시기로(나가시마도 인터뷰에서 “작년의 안보투쟁 때부터(인용자 주: 정치면에) 흥미를 가지게 됐습니다”라고 말했다) 정권 교체를 암시하는 분위기가 있었다.
44. ↑  다마키 마사유키의 저서 《프로 야구 대사전》(1990년, 신초분코)에서는 도큐 플라이어스의 히토코토 다주가 영화 《7인의 사무라이》에서 ‘사무라이’(侍)라는 한자를 잘못 보고 ‘7인의 기다림’(七人のマチ)이라고 말한 적 있는데 여러 칼럼니스트가 다른 프로 야구 선수들한테까지 이런 실수를 억지로 끌어다 붙여 에피소드를 ‘창작’하여 그런 ‘피해’를 가장 많이 당한 사람이 나가시마일 것으로 짐작된다(p.470). 이 책에는 나가시마가 구로사와 아키라 감독의 영화 《들개》를 ‘노요시켄’(ノヨシケン)이라 읽었다는 얘기가 1979년의 어느 에세이에 실렸다는 예가 소개돼 있다(p.441).
45. ↑  반도의 이런 행위는 요미우리팬으로부터 비판을 받았고, 더욱이 당일 방송에서는 다른 여러 문제를 일으킨 적도 있어서 반도는 같은 해 주부닛폰 방송 해설자 계약을 해지당했다.
46. ↑  나가시마의 편저 《야구는 격투기다》에서도 같은 내용의 발언이 게재됐다. 이 이야기는 유지로를 통해서 배우들 사이에도 퍼져나가 가쓰 신타로도 역시 같은 책에서 이에 관한 발언을 했다.
47. ↑  나가시마는 극도로 부진에 빠져있던 입단 2년차(1962년)인 야마모토 가즈요시를 자택으로 불러들여 자신의 경기 전 루틴을 야마모토에게 보여줌으로써 격려했다고 한다. 그 때의 모습을 야마모토는 다음과 같이 회고했다.
| “ | 아침 10시 경에 집에 도착하자, 나가시마는 산책을 마치고 돌아와 유연 체조를 하고 있는 중이었다. 나가시마는 나를 한 번 보자마자 ‘거기 앉아 있어’라고 말했다. (중략) 노트를 꺼내와서 ‘오늘 선발은 오이시일까, 오바일까’라고 혼잣말을 하고 이 두 사람과 지난번 상대했을 때의 볼배합을 연구하고 있었다. ‘1구째가 커브고 2구째가 슈토구나’라고 노트를 읽어가면서 예비지식을 넣는가 하면 벌떡 일어나 야구장에 갈 준비를 시작한 것이었다. (중략) 솔직히 말해서 ‘동물적인 느낌’이나 ‘천성의 자질’로 플레이한다고 말하고 있던 나가시마는 매일 노는 데에만 정신이 팔려 야구를 하는 줄로만 생각했다. 어처구니 없는 실수였다. 저 정점에 서있는 나가시마는 매일 경기 전에 필요한 준비를 하면서 야구에 임하고 있기 때문에 그런 빛나는 플레이를 하고 있다는 것을 알았을 때 나는 가슴이 철렁 내려앉았고 깊이 반성해야 했다. | ” |
|   | — 야마모토 가즈요시 저 《わが人生、わが野球道（Vol.15）》, ‘월간 The Carp’ 1992년 5월호(No.54) |   |
48. ↑  シゲ: 다니시게를 이렇게 불렀다고 한다.

### 출전
1. ↑  令和3年度　文化勲章受章者 - 문부과학성
2. 1 2  “長嶋茂雄・巨人軍終身名誉監督が死去、８９歳…巨人の黄金時代築いた「ミスタープロ野球」”. 《요미우리 신문》. 2025년 6월 3일. 2025년 6월 3일에 확인함.
3. ↑  “株式会社 読売巨人軍 会社概要”. 《読売巨人軍公式サイト》. 2021년 1월 23일에 확인함.
4. 1 2 3  “長嶋茂雄氏に文化勲章 ノーベル真鍋氏も 功労者は加山雄三氏ら”. 《산케이 뉴스》. 산케이 디지털. 2021년 10월 26일. 2021년 10월 26일에 확인함.
5. ↑  プロ野球オーナーズリーグ長嶋茂雄2012第2弾:第10弾レジェンド）
6. 1 2 3 4 5 6 7 8 9 10 11 12 13 14  “長嶋茂雄 1936-2025 ミスターがいた時代【特集】”. 《朝日新聞》 (朝日新聞社). 2025년 6월. 2025년 6월 3일에 원본 문서에서 보존된 문서. 2025년 6월 5일에 확인함.
7. 1 2 3 4 5  “時代の証言者・長嶋茂雄 （2）手作りボールに竹バット”. 《読売新聞》 (読売新聞社). 2006년 6월 11일. 2009년 7월 17일에 원본 문서에서 보존된 문서. 2025년 6월 5일에 확인함.
8. 1 2 3  松下茂典 (2016년 12월 7일). “「ミスター・長嶋茂雄」を育んだ佐倉ものがたり（6）阪神の藤村富美男に憧れた”. 《アサ芸＋plus》. 徳間書店. 2025년 6월 6일에 확인함.
9. 1 2 3 4 5 6 7 8 9 10  “おとなの安心倶楽部｜第13回 災害の年に向き合う日本の心は”. 세콤. 2011년 10월 3일. 2021년 8월 13일에 확인함.
10. ↑  “プロ野球20世紀の男たち 藤村富美男 「ミスター・タイガースが残した数々の猛虎伝説とは？」／プロ野球20世紀の男たち”. 《週刊ベースボールONLINE》. ベースボール・マガジン社. 2019년 9월 16일. 2021년 3월 4일에 원본 문서에서 보존된 문서. 2025년 6월 5일에 확인함.平出義明 (2020년 1월 1일). “【アーカイブ】長嶋茂雄、「ミスタージャイアンツ」嫌だと思ったことは一度もなかった”. 《朝日新聞デジタル》. 朝日新聞社. 2023년 3월 20일에 원본 문서에서 보존된 문서. 2025년 6월 5일에 확인함.峯英一郎 (2016년 5월 30일). “プロ野球に学ぶ、ミスターと呼ばれし者の流儀（第1回） 長嶋茂雄も憧れた初代“ミスター”藤村富美男”. 《bizclip》. 西日本電信電話. 2025년 4월 18일에 원본 문서에서 보존된 문서. 2025년 6월 5일에 확인함.
11. ↑  “レジェンドが語るプロ野球史【ありがとう八十年（162）】長嶋茂雄、ポジションは遊撃…藤村さんがいたから阪神ファン”. 《サンケイスポーツ》 (産業経済新聞社). 2014년 12월 25일. 2015년 3월 21일에 원본 문서에서 보존된 문서. 2025년 6월 5일에 확인함.
12. ↑  고바야시 노부야 저 《나가시마 시게오 - 꿈을 이룬 홈런》, 1992년, p.39
13. 1 2  《100인의 20세기(하)》- (61)나가시마 시게오(니시무라 긴야 저), 2001년, 아사히 분코, p.111
14. 1 2  사와키 고타로 저 《3인의 3루수》(《지지 않는 사람들》 수록)
15. ↑  “学校沿革・歴史／千葉県佐倉市公式ウェブサイト”. 佐倉市立臼井小学校. 2025년 2월 20일. 2025년 4월 13일에 확인함.
16. ↑  사토 야스히로 저 《아테네 올림픽 야구 일본 대표팀 감독·나가시마 시게오의 투쟁》(닛칸 스포츠 출판사)
17. ↑  《100인의 20세기(하)》- (61)나가시마 시게오(니시무라 긴야 저), 2001년, 아사히 분코, p.107
18. 1 2  《100인의 20세기(하)》- (61)나가시마 시게오(니시무라 긴야 저), 2001년, 아사히 분코, p.107-108
19. ↑  《100인의 20세기(하)》- (61)나가시마 시게오(니시무라 긴야 저), 2001년, 아사히 분코, p.108
20. 1 2  《100인의 20세기(하)》- (61)나가시마 시게오(니시무라 긴야 저), 2001년, 아사히 분코, p.109
21. ↑  나가시마 시게오 2009, 40쪽.
22. ↑  나가시마 시게오 저 《불태웠다. 쳤다. 뛰었다!》, 고단샤(1974년), p.117
23. 1 2  나가시마 시게오 2009, 64쪽.
24. ↑  곤도 다다유키 2006, 54–56쪽.
25. 1 2 3 4 5  쓰보우치 미치노리 1987, 162쪽.
26. ↑  쓰보우치 미치노리 1987, 163쪽.
27. 1 2 3 4 5 6  마스다 마모루 (2020년 4월 12일). “長嶋さんの中日入りを思いとどまらせた男　立教大のミスターと杉浦忠さんを諭した球団代表がいた【コラム】”. 《주니치 스포츠》. 주니치 신문사. 2020년 11월 21일에 원본 문서에서 보존된 문서. 2020년 11월 21일에 확인함.
28. 1 2 3 4  곤도 다다유키 2006, 58쪽.
29. 1 2  곤도 다다유키 2006, 57–58쪽.
30. ↑  스기이 데루오 1997, 244쪽.
31. ↑  쓰보우치 미치노리 1987, 162–163쪽.
32. ↑  《릿쿄 대학 야구부 - 세인트폴 자유의 학부》(베이스볼 매거진사, 2015년 11월) p.17, ISBN 978-4583109428
33. ↑  “その時歴史が動いた 第207回 プロ野球を変えたホームラン”. 일본방송협회. 2010년 1월 12일에 원본 문서에서 보존된 문서. 2010년 5월 21일에 확인함.
34. ↑  《여기만의 이야기 프로 야구 이놈이나 저놈이나…》북맨샤, 1989년, p.176~178)
35. 1 2  “天風録 長嶋さんと広島”. 《中国新聞デジタル》 (中国新聞社). 2025년 6월 4일. 2025년 6월 3일에 원본 문서에서 보존된 문서. 2025년 6월 5일에 확인함.
36. ↑  《난카이 호크스 40년사》(1978년) p.163
37. ↑  “長嶋氏、川上氏の霊前凝視し深いため息”. 《デイリースポーツ online》. 株式会社デイリースポーツ. 2013년 11월 1일. 2023년 8월 22일에 확인함.
38. 1 2  “【9月19日】1958年（昭33）　ミスター、幻の28号本塁打でトリプルスリーを逃す”. 《스포츠 닛폰》. 2007년 9월 19일. 2015년 9월 15일에 원본 문서에서 보존된 문서. 2012년 9월 12일에 확인함.
39. ↑  “カープきょうは何の日　1958年9月19日”. 《주고쿠 신문 일간》 (일본어) 스포츠 제17판. 히로시마현 히로시마시 나카구: 주고쿠 신문사. 2020년 9월 19일. 18쪽. 2021년 1월 23일에 원본 문서에서 보존된 문서. 2020년 9월 19일에 확인함.
40. ↑  “【データ】阪神中野12度目の猛打賞　58年長嶋茂雄の新人最多記録まで２”. 닛칸 스포츠. 2021년 10월 22일. 2021년 10월 22일에 확인함.
41. ↑  “首位打者は過去ゼロ人…ルーキーが最も多く獲得している個人タイトルとは？”. 週刊ベースボールONLINE. 2021년 4월 29일. 2025년 6월 15일에 확인함.
42. ↑  마쓰시타 시게노리 저 《그 날, 야구의 신은 ‘등번호 3’을 선택한 - 천황 참관 경기 쇼와 34년 6월 25일》
43. ↑  “【ありがとう八十年（174）】長嶋茂雄、かなわなかった夢　幻の日本人野手大リーガー第１号”. 산케이 스포츠. 2014년 12월 27일. 2014년 12월 27일에 원본 문서에서 보존된 문서. 2021년 8월 13일에 확인함.
44. ↑  “長嶋茂雄や原辰徳、あのイチローにもまさかの代打…!?　ファンも驚愕した“世紀の交代劇””. BASEBALL KING. 2020년 10월 13일. 2020년 12월 19일에 확인함.
45. ↑  “阪神・吉田義男、退団の理由を語る／週ベ回顧”. 슈칸 베이스볼 ONLINE. 2019년 12월 25일. 2021년 8월 13일에 확인함.
46. ↑  “国民栄誉賞の長嶋＆松井 ともに敬遠から奇縁・宿縁を生んだ”. 《NEWS 포스트세븐》. 2021년 10월 9일에 확인함.
47. ↑  “大谷翔平の快進撃を台無しにした”悪魔の四球””. 《www.msn.com》. 2021년 10월 9일에 확인함.
48. ↑  “国民栄誉賞の長嶋＆松井 ともに敬遠から奇縁・宿縁を生んだ”. 《NEWS 포스트세븐》. 2021년 10월 9일에 확인함.
49. ↑  나가시마 시게오 2009, 184쪽.
50. ↑  나가시마 시게오 2009, 182쪽.
51. ↑  나가시마 시게오 2009, 183쪽.
52. 1 2  “プロ野球デキゴトロジー／10月14日 長嶋茂雄、引退。涙の後楽園【1974年10月14日】”. 슈칸 베이스볼 ONLINE. 2017년 10월 14일. 2021년 8월 13일에 확인함.
53. ↑  닛폰 방송 편 《쇼 업 나이터 50년 - 프로 야구 감동 명장면 완전 독본》, 베이스볼 매거진사, 2016년, p.27·112~116, ISBN 978-4-583-11069-1
54. 1 2 3 4  《분슌 비주얼 문고 - ‘열투! 프로 야구 30번 승부’》, 분게이슌주
55. ↑  長嶋茂雄「巨人軍は永久に不滅です」実は読み間違いだった - SmartFLASH, 2021년 10월 12일 전송, 2021년 10월 14일 확인
56. ↑  나가시마 시게오 2009, 190쪽.
57. ↑  스포츠 닛폰 1974년 10월 15일자 1면 ‘秋晴れ後楽園に惜別5万人大観衆’, ‘17年目の男泣き。“脚本”になかったグラウンド一周’, 3면 ‘泣いて！笑った！万感胸に・・さわやかな記者会見’
58. ↑  伊藤正浩 (2021년 11월 21일). “長嶋引退後の日米野球、仙台でメッツ戦”. 《続みやぎ野球史再発掘》. 아사히 신문. 2025년 6월 22일에 확인함.
59. ↑  渋谷真 (2025년 6월 15일). “長嶋茂雄「永久に不滅です」には“続き”があった「審判もみんな“グル”だった最終打席」「実は引退試合の後に17試合も出場」規格外のミスター秘話”. 《Number Web》. 株式会社文藝春秋. 1–2쪽. 2025년 6월 22일에 확인함.
60. ↑  “長嶋さん現役最終戦は静岡 草薙球場、米メッツ相手に”. 《교도 통신》. 2025년 6월 20일. 2025년 6월 22일에 확인함.
61. ↑  《오리콘 차트북 LP편 쇼와 45년 ~ 헤이세이 1년》, 오리지널 콘피던스, 1990년, p.353. ISBN 4871310256
62. ↑  綾小路漫談ライブ盤トップ20入り - 스포츠 닛폰, 2003년 1월 12일
63. ↑  SPECIAL MAGAZINE 서던 올스타즈 《포도》, p.18
64. ↑  [ref>【巨人の事件簿】長嶋監督が球団史上初の最下位　奮闘するミスターにファンも応援、観客２５万人増 （2/2ページ） - zakzak(석간 후지)
65. ↑  “長嶋監督解任劇は割烹料理店から始まった”. zakzak. 2011년 3월 29일. 2021년 8월 12일에 원본 문서에서 보존된 문서. 2021년 8월 13일에 확인함.
66. ↑  “球界因縁のライバル(19) 長嶋VS川上(上)”. 리얼 라이브. 2009년 6월 23일. 2021년 8월 13일에 확인함.
67. ↑  “長嶋、森「覇道」野球を敵対視”. 《석간 후지》. 2001년 1월 29일.
68. ↑  ‘昭和の怪物 研究59 V9巨人の名監督、「非情」が似合う男の内心とは　川上哲治　勝つことで得たもの、失ったもの’, 슈칸 겐다이 2020년 6월 27일자, p.159
69. 1 2 3 4  요미우리 신문, 1999년 11월 27일자
70. ↑  스포츠 닛폰, 2015년 8월 25일
71. ↑  스포츠 닛폰, 2015년 8월 26일
72. ↑  文藝春秋2025年8月特別号、長嶋茂雄33人の証言、オレはあっちも朝型だから、関本四十四、117頁
73. 1 2  ““一打無敵”のご意見番が球界を斬る 張本勲の喝!! 張本勲コラム「思い出深い2度のトレード。その際にかけられた温かい言葉は今も心に強く残っている」”. 《週刊ベースボールONLINE》. ベースボール・マガジン社. 2020년 9월 15일. 2025년 6월 6일에 확인함.“張本勲氏、幻の阪神移籍の真相を告白「ドアから長嶋監督がドッキリカメラみたいに…」”. 《デイリースポーツ》 (神戸新聞社). 2017년 10월 21일. 2024년 10월 9일에 원본 문서에서 보존된 문서. 2025년 6월 6일에 확인함.
74. ↑  ベースボールマガジン別冊夏祭号、2024年9月号、1954-1977　野村克也と南海ホークス、ベースボール・マガジン社、2024年、31頁
75. ↑  《프로 야구 레전드가 말하는 그 날, 그 때》 산케이 신문 출판, p.339, 2015년
76. ↑  野村色に染まる巨人 - iza(산케이 신문), 2012년 2월 14일
77. ↑  文藝春秋2025年8月特別号、長嶋茂雄33人の証言、愉快な「下着事件」、高田繁、114頁
78. ↑  “「江川事件を画策したのは父」と語った長嶋一茂に張本勲が反論　「ミスター本人から違うと聞いた」”. 주간 신초. 2023년 1월 28일. 2025년 6월 7일에 확인함.
79. ↑  田所龍一 (2023년 7월 28일). “小林繁伝：悲しい8連勝　〝気〟が逃げた古巣は5位転落　虎番疾風録其の四（273）”. 《産経ウェブ》. 産経新聞. 2025년 6월 7일에 확인함.
80. ↑  하리모토 이사오 저 《프로페셔널 진정한 일이란 무엇인가: 승자를 위한 철칙 55》, 히노데 출판, 2013년, p.199~200
81. ↑  《프로야구당》(일본 스포츠사, 1977년), 히로오카와의 인터뷰에서
82. ↑  이시즈카 기쿠오 저 《완전판 나가시마 시게오 대사전》, 1993년, p.22, PHP 연구소
83. ↑  “巨人軍 あの日、あの時、あの事件打たれて「ホラ見てみい」士気下げた長嶋監督のベンチワーク”. 닛칸 겐다이. 2015년 2월 11일. 2021년 8월 13일에 확인함.
84. ↑  “王貞治氏、80年の巨人長嶋茂雄監督辞任の舞台裏明かす「実は長嶋さんが辞任発表した場所は…」”. 《닛칸 스포츠》 (日刊スポーツ新聞社). 2024년 12월 21일. 2024년 12월 21일에 확인함.
85. 1 2  오다 준타로 저 《20세기 완전판 나가시마 시게오 대사전》(2001년 신초 출판사 OH! 문고)
86. ↑  “「厳しさ」と「温かさ」原監督に通ず／藤田元司氏”. 닛칸 스포츠. 2019년 5월 29일. 2021년 10월 19일에 확인함.
87. ↑  ‘昭和の怪物研究／根本陸夫－「三流キャッチャー」はいかに球界の寝業師に’, 《슈칸 겐다이》 2020년 8월 22일·29일자, p.186
88. 1 2  “日本프로야구 영웅 나가시마 한국 프로야구 앞길밝다”. 《경향신문》. 1982년 1월 27일.
89. ↑  アメリカンフットボール・マガジン編集部 (2022년 2월 12일). “【NFL】33年前のスーパーボウル、「ミスタープロ野球」長嶋さんが実況に登場した”. 《BBM Sports》. ベースボール・マガジン社. 2025년 6월 7일에 확인함.
90. ↑  “長嶋茂雄顧問のご逝去に際して”. 日本トライアスロン連合. 2025년 6월 3일. 2025년 6월 7일에 확인함.
91. ↑  《프로 야구 레전드가 말하는 그 날, 그 때》 산케이 신문 출판, p.384, 2015년
92. ↑  “聞きしに勝るやりにくい球団”. 산케이 신문. 2018년 9월 6일. 2021년 8월 12일에 원본 문서에서 보존된 문서. 2021년 8월 13일에 확인함.
93. ↑  長嶋の横浜大洋監督就任を潰したのは財界の大物だった｜野球｜日刊ゲンダイDIGITAL
94. ↑  “長嶋の横浜大洋監督就任を潰したのは財界の大物だった”. 日刊ゲンダイ. 2015년 5월 27일. 2025년 6월 7일에 확인함.
95. ↑  《프로 야구 레전드가 말하는 그 날, 그 때》 p.135
96. ↑  “【虎番疾風録第３章】（８３）長嶋獲得へ西武の熱き思い”. 산케이 신문. 2021년 8월 12일에 원본 문서에서 보존된 문서. 2021년 8월 13일에 확인함.
97. ↑  “球史に残る「ダメ監督」!?　短期間で辞任や解任に追い込まれた“悲運の将”列伝”. デイリー新潮. 2024년 11월 20일. 2024년 11월 23일에 확인함.
98. ↑  “針木康雄編　野村克也さんのヤクルト監督就任の立役者”. zakzak. 2013년 5월 22일. 2021년 8월 12일에 원본 문서에서 보존된 문서. 2021년 8월 13일에 확인함.
99. ↑  “【パンチ佐藤】イチロー選手から仰木監督まで…裏話炸裂!”. 닛칸 타이슈. 2015년 3월 21일. 2016년 12월 20일에 확인함.
100. ↑  “【11月21日】1992年(平４)　“残りものには福”伝説健在！長嶋監督、松井秀喜当てる”. スポニチアネックス. 2015년 7월 6일에 원본 문서에서 보존된 문서. 2015년 9월 6일에 확인함.
101. ↑  나가시마 시게오 《야구는 인생 그 자체다》(주코분코), 주오코론신샤, 2020년, p.249
102. 1 2 3 4  文藝春秋2025年8月特別号、長嶋茂雄33人の証言、シゲやんとの本当の仲、森祇晶、101頁
103. ↑  文藝春秋2025年8月特別号、総力取材永久不滅の背番号3、日の丸を愛した野球の伝道師、ジャーナリスト鷲田康、170頁
104. ↑  文藝春秋2025年8月特別号、長嶋茂雄33人の証言、原辰徳、95頁
105. ↑  2002년 가을에 발매된 주간지에서 한 발언이다.
106. ↑  니혼케이자이 신문 출판사 《야구는 인생 그 자체다》의 ‘후회없는 감독 이양’에서 인용
107. ↑  “長嶋監督が勇退、巨人終身名誉監督に 後任は原コーチ＝号外も発行”. 《요미우리 신문》. 2001년 9월 29일. 도쿄 조간 1면.
108. ↑  “栄光の「3」忘れない 巨人・長嶋監督 退任セレモニー”. 《요미우리 신문》. 2001년 10월 1일. 도쿄 조간 1면.
109. ↑  《베이스볼 매거진》 2005년 동계호, p.130
110. ↑  “野球で支援…長嶋茂雄元監督にキューバが「友好勲章」”. 스포츠 닛폰. 2012년 11월 22일. 2021년 8월 13일에 확인함.
111. ↑  長嶋茂雄、松井秀喜両氏に国民栄誉賞 「社会に夢と希望与えた」 - 스포츠 닛폰, 2013년 4월 1일
112. ↑  長嶋茂雄、松井秀喜氏に国民栄誉賞 政府方針 (1/2ページ) 보관됨 2013-04-06 - 웨이백 머신 - SankeiBiz, 2013년 4월 1일
113. ↑  内閣官房長官記者会見（平成25年4月1日（月）午後） - 수상 관저 홈페이지, 2013년 4월 1일
114. ↑  “長嶋、松井両氏 5月5日に東京Dで栄誉賞授与式”. 스포츠 닛폰. 2013년 4월 16일. 2021년 8월 13일에 확인함.
115. ↑  “安倍首相、国民栄誉賞授与“野球場ショー””. 중앙일보. 2013년 5월 6일. 2020년 10월 6일에 확인함.
116. ↑  “松井秀喜氏引退式 ドームに立つことは「もう2度と許されないと思っていた」”. 스포츠 닛폰. 2013년 5월 5일. 2021년 8월 13일에 확인함.
117. ↑  “松井秀喜氏 国民栄誉賞受与式「光栄だが、同時に恐縮」”. 스포츠 닛폰. 2013년 5월 5일. 2021년 8월 13일에 확인함.
118. ↑  “松井カモン!長嶋さんがフルスイング披露へ 国民栄誉賞授与式”. 스포츠 닛폰. 2013년 5월 5일. 2021년 8월 13일에 확인함.
119. ↑  “長嶋茂雄氏への千葉県県民栄誉賞の授与について”. 지바현청. 2013년 4월 25일. 2016년 3월 5일에 원본 문서에서 보존된 문서. 2013년 5월 20일에 확인함.
120. ↑  “長嶋茂雄さんへの県民栄誉賞表彰式を行いました”. 지바현청. 2013년 6월 7일. 2016년 3월 5일에 원본 문서에서 보존된 문서. 2013년 6월 11일에 확인함.
121. ↑  “長嶋茂雄さん市民栄誉賞表彰式について”. 지바현 사쿠라시. 2013년 6월 15일. 2014년 4월 6일에 원본 문서에서 보존된 문서. 2021년 8월 13일에 확인함.
122. 1 2  “長嶋氏、市民栄誉賞を受賞「感謝します」”. 닛칸 스포츠. 2013년 7월 12일. 2013년 7월 12일에 확인함.
123. ↑  “東京都名誉都民候補者の選定について”. 도쿄도청. 2014년 8월 29일. 2014년 11월 10일에 원본 문서에서 보존된 문서. 2014년 11월 10일에 확인함.
124. ↑  “長嶋さん「この上ない喜び」と笑顔　名誉都民顕彰式”. 스포츠 닛폰. 2014년 10월 1일. 2014년 11월 10일에 확인함.
125. ↑  “名球会　新理事長に山本浩二氏「国内で全員が参加する野球教室を」”. 스포츠 닛폰. 2014년 12월 18일. 2015년 1월 28일에 확인함.
126. ↑  “長嶋茂雄氏が入院、７月初旬に胆石見つかり治療継続”. 《닛칸 스포츠》. 2018년 8월 8일. 2021년 7월 24일에 확인함.
127. ↑  “長嶋茂雄さん、昨年末で退院　巨人キャンプ視察は未定”. 《아사히 신문 디지털》. 2019년 1월 18일. 2021년 7월 24일에 원본 문서에서 보존된 문서. 2021년 7월 24일에 확인함.
128. 1 2 3  “長嶋茂雄氏　昨夏なら不可能だった聖火ランナーを王氏、松井氏と務める　闘う姿が五輪との縁結ぶ”. 《Sponichi Annex》. 2021년 7월 23일. 2021년 7월 24일에 확인함.
129. ↑  “長嶋茂雄氏「寝たきりだと言われてもやる」 聖火リレーへの執念が起こした“２度の奇跡””. 《도쿄 스포츠 Web》. 2021년 7월 24일. 2021년 7월 24일에 확인함.
130. ↑  鷲田康 (2021년 7월 24일). “厳しすぎるリハビリを乗り越えて…長嶋茂雄が東京五輪にどうしても“参加”したかった理由《開会式・聖火ランナー》”. 《Number Web》. 3쪽. 2021년 7월 24일에 확인함.
131. ↑  “ミスターが走った　王貞治さん、松井秀喜氏と感動聖火リレー　野球・ソフトボール“五輪再復帰”へアピール”. 《산케이 스포츠》. 2021년 7월 24일. 2021년 7월 24일에 확인함.
132. ↑  鷲田康 (2021년 7월 24일). “厳しすぎるリハビリを乗り越えて…長嶋茂雄が東京五輪にどうしても“参加”したかった理由《開会式・聖火ランナー》”. 《Number Web》. 1쪽. 2021년 7월 24일에 확인함.
133. ↑  “【巨人】「長嶋茂雄DAY」にご本人がサプライズ登場！ 5回終了時に松井秀喜氏＆阿部監督とグラウンドで並ぶとスタンド大喜び”. 《스포츠 호치》. 2024년 5월 3일. 2024년 5월 3일에 확인함.
134. ↑  “長嶋茂雄氏死去 89歳 3日午前6時39分に肺炎で 野球を国民的スポーツにした「ミスタープロ野球」（スポニチアネックス）”. 《Yahoo!ニュース》 (일본어). 2025년 6월 3일에 확인함.
135. ↑  沢田啓太郎. “長嶋茂雄さん直近の様子、関係者明かす…大谷翔平との会食で「あまり食べていなかった」との話も - プロ野球 : 日刊スポーツ”. 《nikkansports.com》 (일본어). 2025년 6월 3일에 확인함.
136. ↑  日本放送協会 (2025년 6월 3일). “長嶋茂雄さん 死去 89歳 「ミスター」 巨人の終身名誉監督 | NHK”. 《NHKニュース》. 2025년 6월 3일에 확인함.
137. ↑  「父の頑張りを目の前で見ながら迎えた誕生日は、一生忘れられません」…長島三奈さんが看取る - 요미우리 신문, 2025년 6월 3일
138. ↑  日本放送協会 (2025년 6월 3일). “長嶋茂雄さん死去 王貞治さん 大谷翔平選手など追悼の思い | NHK”. 《NHKニュース》. 2025년 6월 3일에 확인함.
139. ↑  王貞治氏が長嶋茂雄さんの自宅に弔問　長男・一茂氏と次女・三奈さんが対応 - 스포츠 호치, 2025년 6월 3일
140. ↑  長嶋茂雄さん死去　谷佳知氏、妻の亮子さんが弔問　次女・三奈さんが「亮子ちゃん！」と出迎え　中学時代から交流 - 데일리 스포츠 online, 2025년 6월 3일
141. ↑  松井秀喜氏が緊急帰国　長嶋茂雄さんの自宅を弔問　三奈さんが出迎え - 산스포, 2025년 6월 4일
142. ↑  “「伝説の人だった」 読売新聞が号外配布”. 《교도 통신》. 2025년 6월 3일. 2025년 6월 8일에 확인함.
143. ↑  “【号外をお手元に】特別配布した長嶋茂雄さん紙面をダウンロードできます”. 《닛칸 스포츠》. 2025년 6월 3일. 2025년 6월 8일에 확인함.
144. ↑  日本放送協会 (2025년 6월 3일). “長嶋茂雄さん死去 大阪 京橋駅前で号外 悲しみの声”. 《NHK 関西のニュース》. NHK NEWS WEB. 2025년 6월 8일에 확인함.
145. ↑  “長嶋茂雄さんの訃報を日本テレビ『ZIP！』で速報 水卜麻美アナが神妙な面持ちで伝える”. 《ORICON NEWS》. 2025년 6월 3일. 2025년 6월 8일에 확인함.
146. ↑  “長嶋茂雄さん死去…朝のテレビ各局が相次いで速報…日テレ「ＺＩＰ！」が最速…水ト麻美アナ「ここで訃報が入ってきました」”. 《스포츠 호치》. 2025년 6월 3일. 2025년 6월 8일에 확인함.
147. ↑  “「緊急特番 ありがとう長嶋茂雄さん ミスタープロ野球 永遠に…」今夜7時より放送”. 《日テレTOPICS》. 日本テレビ放送網. 2025년 6월 3일. 2025년 6월 3일에 확인함.
148. ↑  “「ニッポン放送ショウアップナイタースペシャル ありがとう長嶋茂雄さん」ニッポン放送 秘蔵音源をオンエア”. 《ニッポン放送 NEWS ONLINE》. 2025년 6월 3일. 2025년 6월 8일에 확인함.
149. ↑  日本放送協会 (2025년 6월 7일). “長嶋茂雄さん 7日から東京ドームに「追悼記帳所」試合にも勝利”. 《NHKニュース》. 2025년 6월 8일에 확인함.
150. ↑  “長嶋茂雄さんの追悼記帳所にファンの列 巨人2軍施設”. 《니혼케이자이 신문》. 2025년 6월 4일. 2025년 6월 8일에 확인함.
151. ↑  宮崎放送 (2025년 6월 4일). “長嶋茂雄さんを追悼 宮崎市役所に記帳所”. 《TBS NEWS DIG》. 2025년 6월 9일에 확인함.
152. ↑  “長嶋茂雄氏ご逝去に伴う追悼記帳所の設置について”. 《宮崎県》. 2025년 6월 4일. 2025년 6월 9일에 확인함.
153. ↑  “「正直泣けてくる」長嶋茂雄さんをしのぶ多くの人が千葉県庁で記帳”. 《千葉テレビ》. 2025년 6월 5일. 2025년 6월 8일에 확인함.
154. ↑  “名誉市民・長嶋茂雄氏のご逝去について”. 《千葉県佐倉市公式ウェブサイト》. 2025년 6월 6일. 2025년 6월 8일에 확인함.
155. ↑  “長嶋茂雄さん死去 天草市役所に13日まで記帳所 トライアスロン大会を普及、長嶋茂雄球場には「ありがとう！」”. 《熊本日日新聞》. 2025년 6월 5일. 2025년 6월 9일에 확인함.
156. ↑  福岡静哉 (2025년 6월 3일). “長嶋茂雄さん死去、韓国メディアも速報 「日本で国民的な英雄」”. 《마이니치 신문》. 2025년 6월 8일에 확인함.
157. ↑  “台湾も「ミスター」追悼 ０３年アジア選手権で対決”. 《지지 통신》. 2025년 6월 3일. 2025년 6월 8일에 확인함.
158. ↑  “海外メディアも長嶋茂雄氏死去報じる AP通信「日本で最も有名な人物の一人」ESPN、NYタイムズ紙も”. 《スポーツニッポン》. 2025년 6월 3일. 2025년 6월 8일에 확인함.
159. ↑  Fiona Nimoni、Michael Bristow (2025년 6월 3일). “Shigeo Nagashima: Japanese baseball legend dies aged 89”. 《BBC》. 2025년 6월 8일에 확인함.
160. ↑  長嶋茂雄さん死去、喪主は次女の三奈さん　長男の一茂さんは自宅で棺の搬入見守る - 산케이 뉴스, 2025년 6월 3일
161. ↑  「ミスタープロ野球」長嶋茂雄さん 告別式 王貞治さん 松井秀喜さんらが別れを惜しむ - NHK NEWS WEB, 2025년 6월 8일
162. ↑  「長嶋茂雄は永久に不滅です」堀内恒夫氏、原辰徳氏の弔辞に共通ワード - 스포츠 호치, 2025년 6월 8일
163. ↑  日本テレビ (2025년 6월 17일). “天皇陛下が長嶋茂雄さんに「祭粢料」 2021年には文化勲章を親授”. 《日テレNEWS NNN》. 2025년 6월 19일에 확인함.
164. ↑  “天皇陛下、長嶋茂雄氏に供物料贈る…国や社会への功労者に与えられる「香典」”. 《読売新聞》. 2025년 6월 17일. 2025년 6월 19일에 확인함.
165. 1 2 3  『官報』第1506号5頁 令和7年7月14日
166. 1 2  “長嶋茂雄さんに従三位、政府が決定…林官房長官「偉大な選手で後進の育成にも多大なる業績」”. 《讀賣新聞オンライン》. 読売新聞社. 2025년 7월 1일. 2025년 7월 1일에 확인함.
167. ↑  https://www.giants.jp/sp/shigeo_nagashima/
168. ↑  “【巨人】２軍戦前に両軍が黙とう　長嶋茂雄終身名誉監督追悼試合”. 《스포츠 호치》. 2025년 8월 16일. 2025년 8월 17일에 확인함.
169. ↑  “長嶋茂雄さん「お別れの会」東京ドームが第1候補 ファン参加で今オフ開催検討”. 《Sponichi Annex》. スポーツニッポン新聞社. 2025년 6월 5일. 2025년 6월 7일에 확인함.
170. ↑  분슌 비주얼 문고 《호구 열전》, 아다치 미쓰히로의 내용 중에서
171. ↑  분슌 비주얼 문고 《히어로 열전》, 곤도 히로시의 관련 내용 중에서
172. ↑  노무라 가쓰야 저 《교진군론》중에서 발췌
173. 1 2  文藝春秋2025年8月特別号、長嶋茂雄33人の証言、シゲやんとの本当の仲、森祇晶、98-99頁
174. 1 2  “【連続写真】巨人・長嶋茂雄「野性味あふれるミスターの豪快スイング」”. 《슈칸 베이스볼 온라인》. 2018년 3월 28일. 2020년 1월 15일에 확인함.
175. ↑  타자의 타율을 절대적인 수치가 아닌 상대적인 값으로 비교하기 위해 산출하는 값을 일컫는다.
176. ↑  분슌 Number 비디오 ‘열투! 한신 vs 요미우리 1200경기’
177. ↑  “オレは野球をやっている。長嶋はゲームをやっている。 そんな野球には負けられない”. 《【公式】野村監督　名言集》. 2019년 9월 1일. 2020년 2월 16일에 확인함.
178. ↑  〈쓰지 야스히코〉. 《巧守巧走列伝》. 분슌분코 비주얼판 1판. 분게이슌주. 1989년 3월 10일. 181쪽. ISBN 4-16-811606-9.
179. 1 2  나가시마 시게오 2009, 68쪽.
180. ↑  “３．これぞ長嶋流〜バットへのこだわり　人間・長嶋を語ろう”. スポニチアネックス. 2008년 1월 7일. 2016년 3월 4일에 원본 문서에서 보존된 문서. 2014년 6월 25일에 확인함.
181. 1 2  『プロ野球 奇人変人列伝』名球会では異色の人格者 〇王貞治の項より
182. ↑  “長嶋苦しめた平松の「カミソリシュート」 カーッとして誕生”. 《NEWS 포스트세븐》. 2021년 10월 9일에 확인함.
183. ↑  “【王貞治756号本塁打(14)】平松の王攻略法とは？(9月1日) | 野球コラム”. 《슈칸 베이스볼 ONLINE》. 2021년 10월 9일에 확인함.
184. ↑  文藝春秋2025年8月特別号、長嶋茂雄33人の証言、愉快な「下着事件」、高田繁、112頁
185. ↑  文藝春秋2025年8月特別号、長嶋茂雄33人の証言、ベイビューホテル三〇一号室、佐々木信也、119頁
186. ↑  長嶋茂雄氏「ゴロには15種類あるがフライは1種類しかない」 보관됨 2015-01-23 - 웨이백 머신 - NEWS 포스트 세븐, 2015년 1월 13일
187. ↑  「長嶋茂雄 時代のカリスマ (3)『破調』に隠れた品行方正」日本経済新聞・2025年6月7日（朝刊)・37面。
188. ↑  ‘슈칸 베이스볼 60주년 기념 기획 세이부 라이온스 LEGEND 대담: 히로오카 다쓰로×이시게 히로미치’ - 《슈칸 베이스볼》, 2018년 10월 22일자, p.109
189. ↑  “長嶋茂雄 私を引退に追い込んだホームスチール事件”. 幻冬舎プラス. 2020년 5월 30일. 2022년 7월 30일에 확인함.
190. 1 2  《다마키 마사유키 스포츠 저널리즘을 말한다》(고쿠시칸 대학 체육스포츠 과학학회 2003년)
191. 1 2 3  近藤唯之『プロ野球 新・監督列伝』PHP、1999年。
192. 1 2  “「長嶋」一茂へ　異例要求で父茂雄氏の表記に／復刻”. 닛칸 스포츠. 1991년 12월 11일. 2022년 2월 22일에 확인함.
193. ↑  只木信昭 (2022년 9월 16일). “【ベテラン記者コラム（３４７）】長嶋か長島か、中嶋か中島か 人名漢字表記を巡るあれこれ”. 《산케이 스포츠》. 2025년 6월 11일에 확인함.
194. ↑  森岡浩「長嶋茂雄」『プロ野球人名事典 1999』日外アソシエーツ。
195. ↑  『官報』号外第250号26頁 令和3年11月4日「長島 茂雄 文化勲章を授ける（令和三年十一月三日）」
196. ↑  《나가시마 시게오-영원 불멸의 100 전설》(테미스, 2000년)
197. ↑  나가시마 시게오 2009, 73쪽.
198. ↑  “관련 내용”. 2014년 10월 20일에 원본 문서에서 보존된 문서. 2012년 9월 19일에 확인함.
199. ↑  “ノムさんノリ酷評「野球選手じゃない」”. 《데일리 스포츠》. 2014년 5월 18일. 2022년 8월 31일에 확인함.
200. ↑  平賀拓史; 大内悟史 (2025년 6월 5일). “「親しみやすいアイドル」　長嶋茂雄さんは新御三家の先駆けだった？”. 《朝日新聞デジタル》 (朝日新聞社). 2025年7月4日에 원본 문서에서 보존된 문서. 2025년 7월 4일에 확인함.
201. ↑  ‘Tokyo2020 64年大会「私の原体験」長嶋さんと五輪’ - 요미우리 신문, 2021년 7월 24일자 조간 17면
202. ↑  “「長嶋家はもともとバラバラ、家族断絶」長嶋一茂が父との確執報道めぐり法廷で衝撃証言”. リテラ. 2015년 5월 10일. 2021년 8월 13일에 확인함.
203. ↑  “「長嶋」一茂へ　異例要求で父茂雄氏の表記に／復刻”. 닛칸 스포츠. 2016년 12월 11일. 2021년 8월 13일에 확인함.
204. ↑  《スポーツ　長嶋茂雄と10.8決戦 高木守道「頑固モン」伝説》, 슈칸 분슌 2020년 1월 30일자, p.137
205. 1 2 3  “長嶋茂雄、引退　その日のミスターと周囲の人々”. スポニチアネックス. 2016년 5월 20일에 원본 문서에서 보존된 문서. 2013년 7월 4일에 확인함.
206. ↑  “王と長嶋～プロ野球を国民スポーツにした2人の功労者～(20) 背番号「89」に込められた二つの意味”. 리얼 라이브. 2009년 4월 17일. 2021년 8월 13일에 확인함.
207. 1 2  森功 (2017). 〈第五章 長嶋茂雄の親友〉. 《高倉健 七つの顔を隠し続けた男》. 고단샤. 166–194쪽. ISBN 978-4-06-220551-1.
208. 1 2  “突然の訃報… 長嶋茂雄氏、高倉健らを悄然とさせた"親代わり"久保正雄の死 スポーツ界、芸能界に隠然たる影響力を行使しつつ…”. 《週刊宝石》 (光文社) (1984年11月30日号): 184–186.
209. 1 2  鈴木宗男 (2025년 6월 4일). “6月4日（水）”. 《鈴木宗男オフィシャルブログ「花に水 人に心」》. Ameba. 2025년 6월 6일에 확인함.
210. ↑  吉田豪 (2020). 《超 人間コク宝》. コアマガジン. 299쪽. ISBN 978-4-86653-435-0.
211. ↑  共同通信社社会部, 편집. (1999). 〈第一章 戦後賠償のからくり〉. 《沈黙のファイル 「瀬島龍三」とは何だったのか》. 신초샤. 12–65쪽. ISBN 4-10-122421-8.
212. ↑  “芸能界の“新・ご意見番”は「デヴィ夫人」　新井浩文、大沢樹生息子の逮捕にもコメント”. 《デイリー新潮》. 신초샤. 2019년 2월 25일. 3쪽. 2025년 6월 6일에 확인함.
213. ↑  슈칸 겐다이, 2020년 1월 25일자 ‘「昭和の怪物」研究／安倍晋太郎－「安竹宮」でただ一人総理になれなかった’, p.27
214. ↑  “塩見三省、長嶋さんとのリハビリ“共闘”明かす 2年ぶりドラマ復帰”. 스포츠 호치. 2016년 2월 26일. 2016년 2월 27일에 원본 문서에서 보존된 문서. 2021년 8월 13일에 확인함.
215. ↑  “塩見三省　脳出血から２年ぶり復帰　長嶋さんがリハビリの支えに”. 스포니치아넥스. 2016년 2월 26일. 2016년 2월 26일에 확인함.
216. ↑  “長嶋茂雄氏８３歳誕生日　堀内恒夫氏「女房子供は忘れても唯一忘れない」”. 데일리 스포츠 online. 2019년 2월 20일. 2022년 6월 10일에 확인함.
217. ↑  “長嶋茂雄さん「ヘイ、カール！」の真相 語り継がれる東京陸上の〝気安い呼びかけ〟”. 《도쿄 스포츠》. 2025년 6월 4일. 2025년 6월 4일에 확인함.
218. ↑  “「ヘイ！カール！」偉大な文化人・長嶋茂雄 夏季五輪取材、キューバ、バチカン市国訪問…世界中で活動した１２年間”. 《스포츠 호치》. 2025년 6월 4일. 2025년 6월 4일에 확인함.
219. ↑  文藝春秋2025年8月特別号、長嶋茂雄33人の証言、ラッキーセブンの3、せんだみつお、102頁
220. ↑  文藝春秋2025年8月特別号、長嶋茂雄33人の証言、一茂君との確執、里見治、104頁
221. ↑  사토 유이치 저 《우리 스승 요도가와 나가하루와의 50년》(세이류 출판)
222. ↑  “「ビッグ対談　長嶋茂雄＆羽生善治」”. 쇼기 펜클럽 블로그. 2015년 1월 6일. 2021년 8월 13일에 확인함.
223. ↑  우도 유미코 저 《우도우로크》, p.129
224. 1 2  《Sports Graphic Number》, 명승부 열전
225. ↑  “長嶋氏「永遠の球場に」 出身地で球場命名式”. 교도 통신사 공식 채널(YouTube). 2013년 7월 12일. 2013년 9월 15일에 확인함.
226. ↑  “長嶋茂雄記念岩名球場リニューアルオープン（2017/6/19）佐倉市”. 사쿠라시 공식 채널(YouTube). 2017년 6월 19일. 2017년 7월 6일에 확인함.
227. ↑  “【祝☆長嶋茂雄記念岩名球場リニューアルオープン】”. 사쿠라·조카마치 400년 기념 사업 공식 페이스북. 2017년 6월 5일. 2017년 7월 6일에 확인함.
228. ↑  “長嶋氏、出身地で始球式 千葉、背番号３で打席に”. 교도 통신사 공식 채널(YouTube). 2017년 6월 4일. 2017년 7월 6일에 확인함.
229. ↑  ミスターがTHEを「てへ」と読んだ伝説はウソと元報知記者 보관됨 2013-06-02 - 웨이백 머신 - NEWS 포스트세븐, 2013년 2월 25일
230. ↑  네지메 쇼이치 저 《나가시마가의 수수께끼》(1999년)
231. ↑  “五十嵐亮太氏　肉離れを英語で言えず「ミートグッバイ」苦しんだ挙げ句の一言にトレーナーが失笑　浜田雅功は大爆笑”. 《デイリースポーツ online》. 株式会社デイリースポーツ. 2024년 1월 24일. 2024년 1월 24일에 확인함.
232. ↑  長嶋茂雄 語録集 1 YouTube
233. ↑  https://twitter.com/nagashima_bot/status/822002024271093760
234. 1 2  【人間離れした記憶力】#4 中畑清、長嶋監督の真の姿を告白。 YouTube
235. ↑  私のタイガース《番外編》1998.10.3【祝・続投！長嶋さんはエライ／スポーツえらい人グランプリ】
236. ↑  “「4番サード長嶋」誕生秘話　高3春まで「4番ショート」だった長嶋茂雄さん転機となった4失策”. 닛칸 스포츠. 2025년 6월 3일. 2025년 6월 5일에 확인함.
237. ↑  日刊スポーツ2025年6月5日 長嶋さんに激怒…元近鉄・佐々木恭介氏「汚点を残した」ＰＬ福留の交渉権獲得翌朝
238. ↑  “【02年8月7日】長嶋邸に刃物男！きちんと「セコムしてますか？」”. 《スポニチ Sponichi Annex》. 2023년 8월 3일. 2023년 8월 3일에 확인함.
239. ↑  “概要”. 花と緑の農芸財団. 2019년 11월 9일에 확인함.
240. ↑  에모토, 다케노리 (2001년 3월 27일). 《総理大臣長嶋茂雄 明るい破壊者だけが日本を救う》. 飛鳥新社. 41–43쪽.
241. ↑  “【記者コラム　ソロキャンプ】長嶋茂雄氏の「初めて還暦を迎えた」はキャンプ史上最高の迷言”. 《산케이 스포츠》. 2021년 2월 27일. 2024년 5월 3일에 확인함.
242. ↑  長嶋茂雄ロード 誕生 - 伊豆の国市 - 이즈노쿠니시 홈페이지
243. ↑  “「人間魚雷」の回天記念館　自治体の仲間 2006年9月号 Vol.394”. 일본자치체노동조합총연합. 2015년 4월 28일에 원본 문서에서 보존된 문서. 2012년 8월 28일에 확인함.
244. ↑  “佐倉の2雄、ねぶたに 長嶋茂雄さんと史上最強力士 雷電為右衛門 地元の祭り盛り上げへ”. 《지바 일보》. 2016년 12월 7일. 2017년 8월 16일에 확인함.
245. ↑  《우리들의 영웅 전설 - 나가시마 시게오》(2015년 8월 14일, BS 후지)
246. ↑  サザン桑田、“栄光の男”長嶋茂雄氏との秘話明かす - 2016년 1월 4일 확인
247. ↑  “【私の失敗（２）】長嶋一茂、伝説の名言には立ち会わず…引退を歯医者で知る”. 《산케이 스포츠》. 2016년 1월 20일. 2017년 1월 6일에 확인함.
248. ↑  “野村克也「巨人のここがダメ！ 原辰徳も長嶋茂雄も監督の器じゃない」伝説の名将がぶった斬り！”. 닛칸 타이슈. 2019년 2월 22일. 2021년 8월 13일에 확인함.
249. ↑  야마모토 가즈요시 저 《わが人生、わが野球道（Vol.15）》, ‘월간 The Carp’ 1992년 5월호(No.54)
250. ↑  第四話 巨人スコアラーが証言。最強古田に使ったゴジラ松井の秘策。 - 데이브 오쿠보 유튜브 채널
251. ↑  “長嶋茂雄氏はスイカの上だけを食べて…　槙原寛己氏が豪快な食べ方を告白”. 《Sirabee》. 2023년 10월 4일. 2023년 12월 17일에 확인함.
252. ↑  daichi55 (2025년 6월 4일). “この時は焦りました！関係者以外入室厳禁のドーピング検査室に長嶋茂雄さんが。” (트윗). 2025년 6월 4일에 확인함.
253. ↑  YAHOO!ニュ－ス 2025年6月14日 敵将・長嶋茂雄さんを元中日の中村武志さんが韓国で偲ぶ「シゲと声をかけてしまって…」
254. ↑  YAHOO!ニュ－ス 2025年6月12日 金村義明氏 涙が出るほど感動した長嶋茂雄さんの思い出「仕事がない」と答えると…
255. ↑  “三井ゴールデングラブ賞 歴代受賞選手”. 《三井ゴールデングラブ賞》. 2021년 2월 17일에 확인함.
256. ↑  “東京都文化賞・都民文化栄誉章”. 《文化振興》. 도쿄도 생활문화국. 2009년 8월 15일에 원본 문서에서 보존된 문서. 2017년 12월 4일에 확인함.
257. ↑  “長嶋茂雄さん市民栄誉賞表彰式について”. 사쿠라시. 2013년 6월 15일. 2014년 4월 6일에 원본 문서에서 보존된 문서. 2017년 12월 4일에 확인함.
258. ↑  “名誉都民顕彰者一覧” (PDF). 《文化振興》. 도쿄도 생활문화국. 2017년 12월 3일에 원본 문서 (PDF)에서 보존된 문서. 2017년 12월 4일에 확인함.
259. ↑  “開幕戦本塁打は長嶋茂雄の10本が最多／記録メモ”. 닛칸 스포츠. 2020년 6월 13일. 2020년 7월 22일에 확인함.

## 참고 문헌
- 다마키 마사유키. 《定本 長嶋茂雄》 [정본 나가시마 시게오]. 분슌분코. ISBN 4-16-753402-9.
- 주코 신서 라쿠레 편집부·오다 준타로 편. 《論争・長嶋茂雄》 [논쟁·나가시마 시게오]. 주코 신서 라쿠레. ISBN 4121500199.
- 아가와 사와코 (2011). 《阿川佐和子のこの人に会いたい 8》 [아가와 사와코의 이 사람을 만나고 싶다 8]. 분슌분코. ISBN 9784167435219.
- 신구 마사하루. 《長嶋茂雄―甦るミスタープロ野球》 [나가시마 시게오 - 되살아난 미스터 프로 야구].
- 오다 준타로 (2001년). 《20世紀完全版長嶋茂雄大辞典》 [20세기 완전판 - 나가시마 시게오 대사전]. 신초 OH! 문고.
- 쓰보우치 미치노리 (1987년 3월 25일). 〈ミスターをマンマと逃した中村代表のお説教〉. 《風雪の中の野球半世記》 제1 제1쇄판. 베이스볼 매거진사. 162–163쪽. ISBN 978-4583026268.
- 스기이 데루오 (1997년 6월 16일). 〈長嶋茂雄〉. 《鶴田浩二》 제1쇄 발행판. 有限会社セイント・マークス（発売元：扶桑社）. 244–246쪽. ISBN 978-4594022617.
- 곤도 다다유키 (2006년 4월 19일). 〈第3話 長嶋茂雄 VS. 王貞治 元中日球団代表が語った仰天エピソード〉. 《プロ野球 運命の出会い 男たちの人生を変えたもの》. PHP 문고 제1 제1쇄판. PHP 연구소. 56–63쪽. ISBN 978-4569666082.